# Friedrichshafen
Friedrichshafen [ˈfriːdrɪçshaːfən (lokale und regionale Aussprache) oder frɪdrɪçsˈhaːfən] ist eine große Mittelstadt am nördlichen Ufer des Bodensees und die Kreisstadt des Bodenseekreises, zugleich dessen größte Stadt und nach Konstanz die zweitgrößte Stadt am Bodensee. Gemeinsam mit Ravensburg und Weingarten bildet Friedrichshafen eines von 14 Oberzentren (in Funktionsergänzung) in Baden-Württemberg. Seit April 1956 ist Friedrichshafen Große Kreisstadt, seit September 2011 kann es sich durch die Zeppelin Universität außerdem Universitätsstadt nennen.

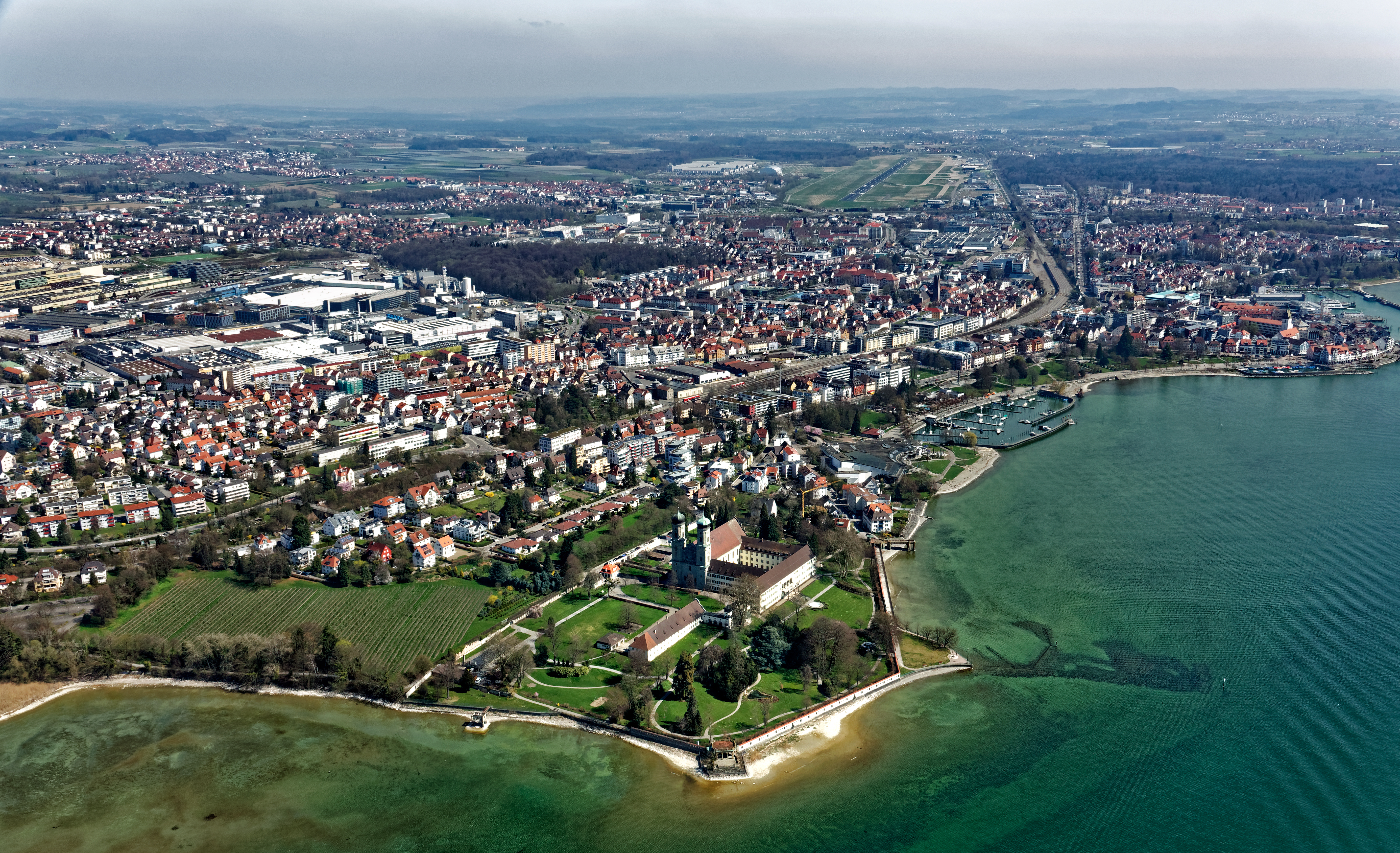
Friedrichshafen aus dem Zeppelin gesehen.

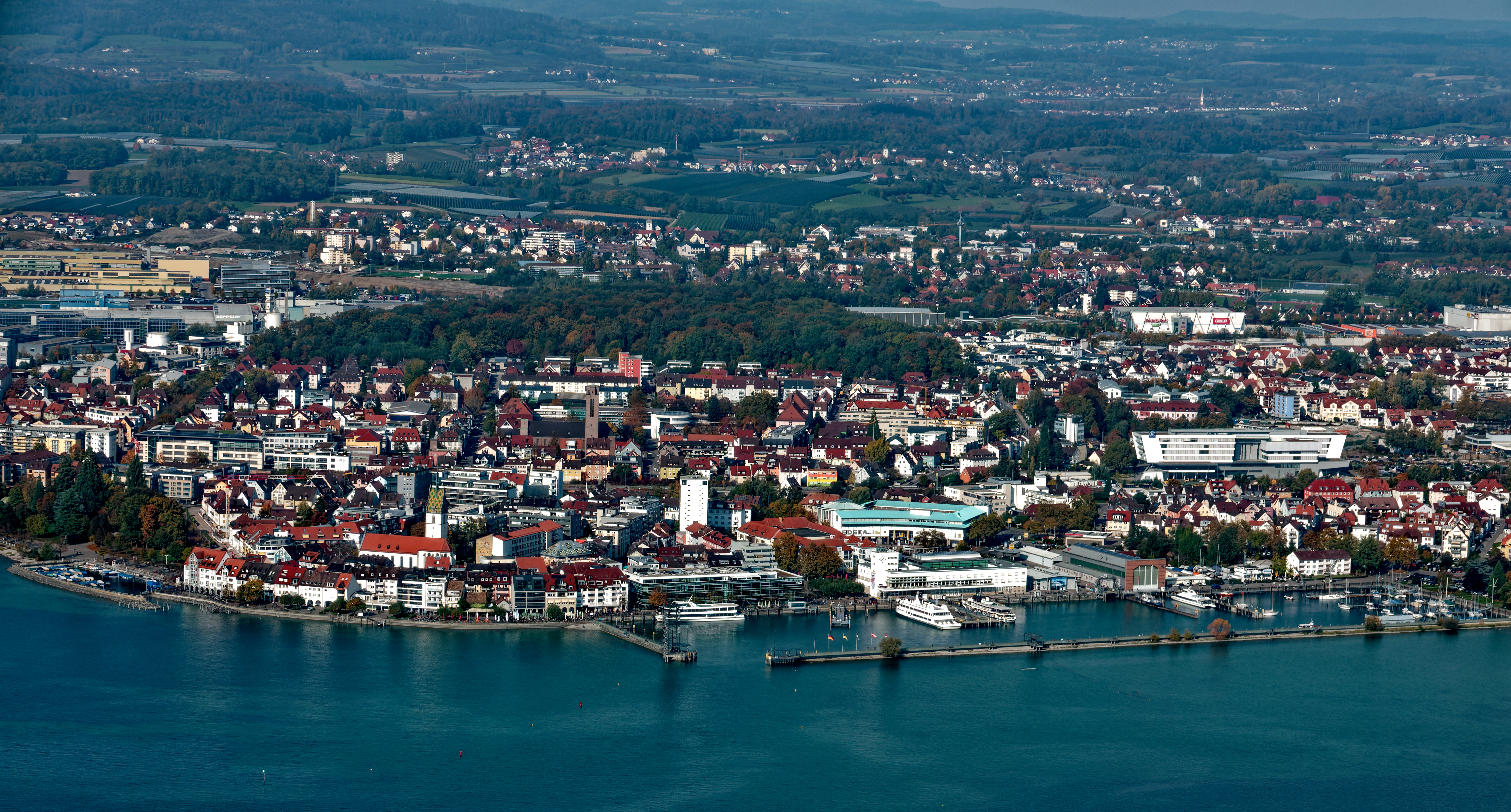
Hafen mit Zeppelinmuseum und Stadtzentrum.

## Geographie

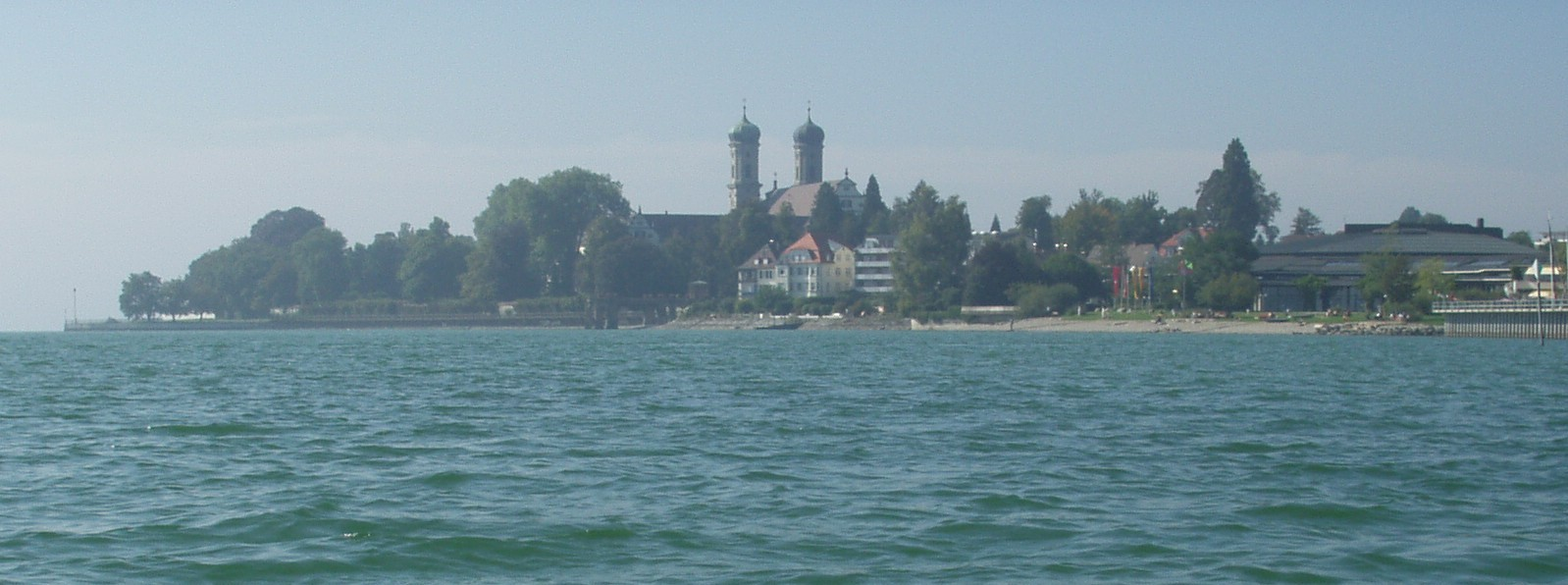
Blick vom Bodensee auf Schlosskirche und Graf-Zeppelin-Haus

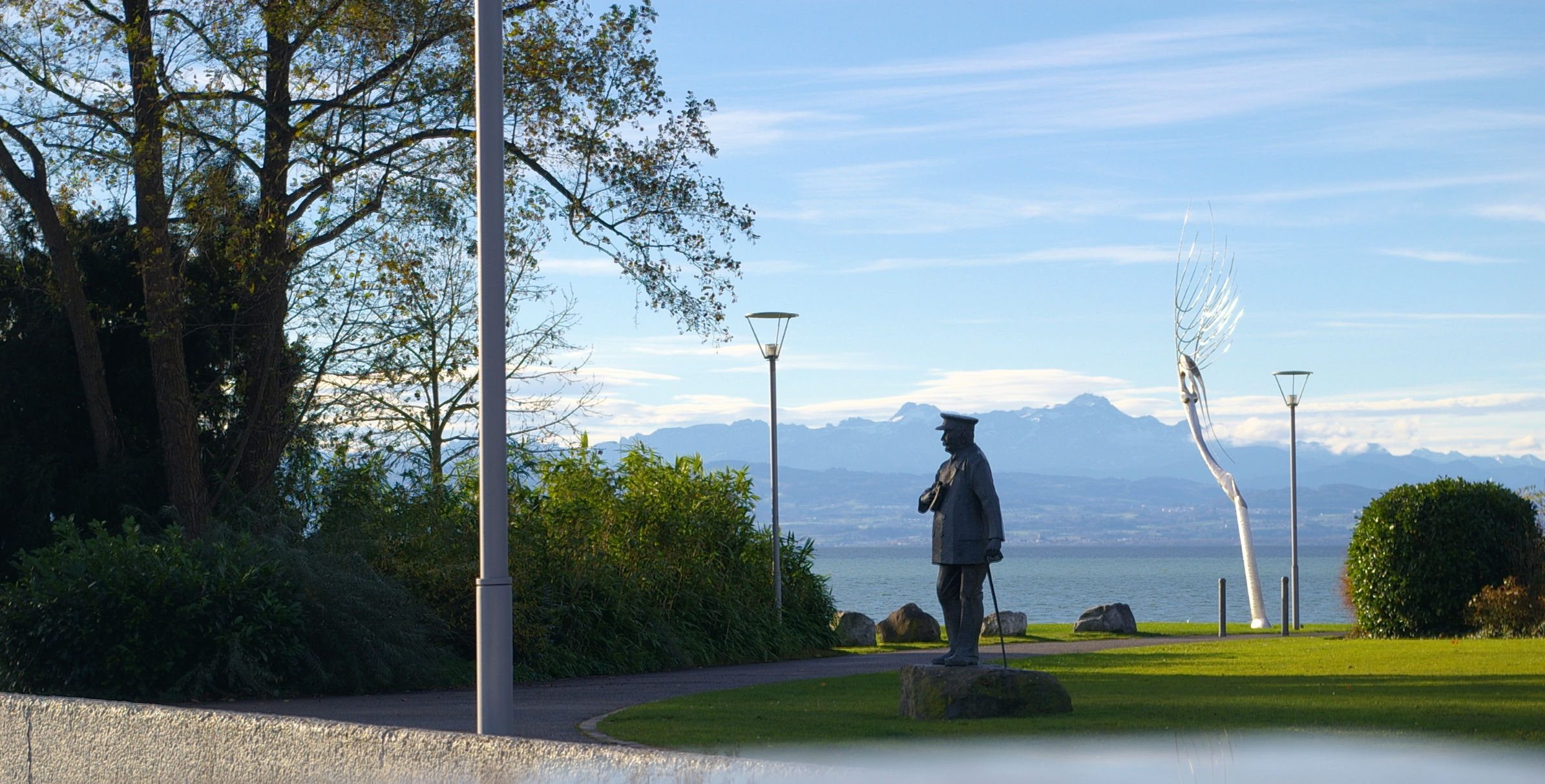
Zeppelin-Statue am Graf-Zeppelin-Haus, im Hintergrund der Säntis

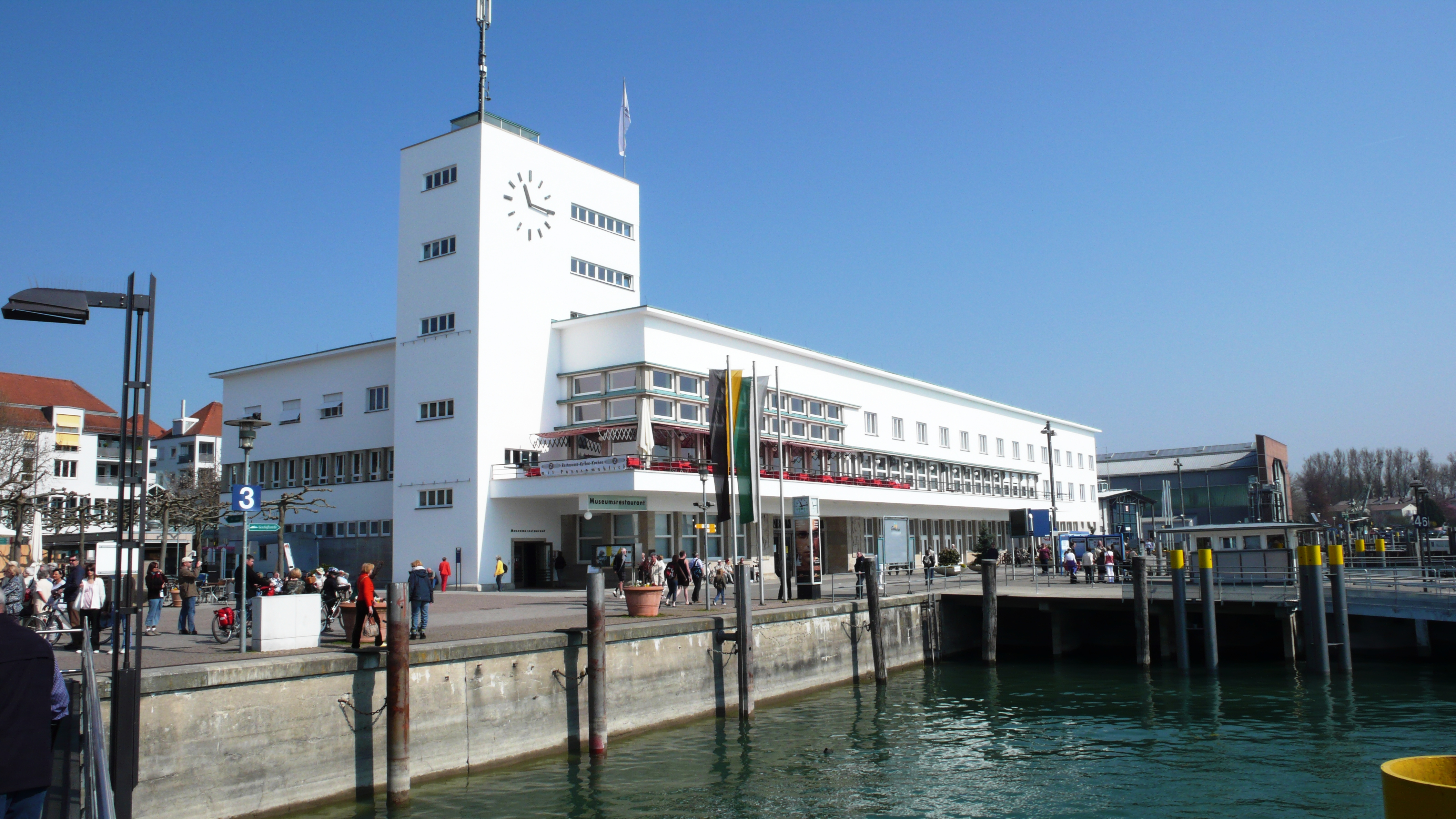
Zeppelin-Museum am Hafen

### Geographische Lage
Friedrichshafen liegt an einer sanft geschwungenen Bucht am Nordufer des Bodensees und am Südwestrand des Schussenbeckens. Die Stadt erstreckt sich über eine Höhenlage von 395,2 m ü. NHN am Bodenseeufer bis 501,6 m in Ailingen (Horach). Die Kernstadt befindet sich unweit westlich der Mündung der Rotach in den Bodensee. Von Oberteuringen kommend erreicht dieser Fluss westlich der Ortschaft Ailingen das Stadtgebiet und durchfließt einige kleinere Ortsteile, bevor er am Ostrand der Kernstadt in den See mündet. Die etwas größere Schussen streift die nordöstliche Ecke des Stadtgebietes, bevor auch sie – wenige Kilometer östlich von Friedrichshafen – im Bodensee endet.

### Nachbargemeinden
Folgende Städte und Gemeinden grenzen an die Stadt Friedrichshafen. Sie werden im Uhrzeigersinn beginnend im Westen genannt und gehören mit Ausnahme von Ravensburg alle zum Bodenseekreis:
Immenstaad (vereinbarte Verwaltungsgemeinschaft), Markdorf, Oberteuringen, Ravensburg, Meckenbeuren, Tettnang und Eriskirch.

### Stadtgliederung

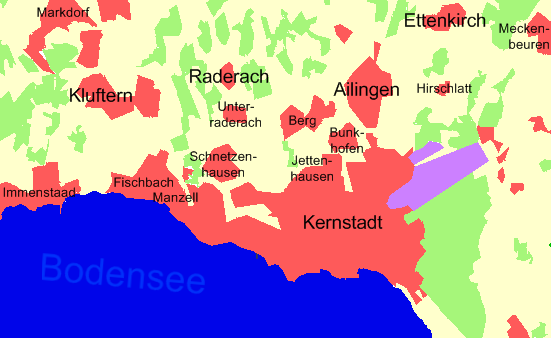
Lage der Stadtteile und Ortsteile von Friedrichshafen

Die Stadt besteht aus der Kernstadt und den im Rahmen der Gebietsreform der 1970er-Jahre eingegliederten Gemeinden Ailingen, Ettenkirch, Kluftern und Raderach. Diese eingegliederten Gemeinden sind Ortschaften im Sinne der baden-württembergischen Gemeindeordnung; das heißt, sie haben jeweils einen von den Wahlberechtigten in einer Kommunalwahl neu zu wählenden Ortschaftsrat mit einem Ortsvorsteher als dessen Vorsitzenden. In jeder Ortschaft gibt es eine Ortsverwaltung, deren Leiter der Ortsvorsteher ist.
Zu fast allen Stadtteilen und zur Kernstadt gehören noch viele räumlich getrennte Wohnplätze mit eigenen Namen, die oft nur wenige Einwohner haben oder Wohngebiete, deren Bezeichnungen sich im Laufe der Bebauung ergeben und dann erhalten haben – und deren Grenzen oft nicht genau festgelegt sind. Teilweise handelt es sich auch um ehemals selbstständige Gemeinden oder Gemeindeteile, die in der ersten Hälfte des 20. Jahrhunderts eingemeindet wurden oder sich mit anderen Gemeinden zusammengeschlossen haben. Im Einzelnen sind dies:
| Teilort    | Dörfer, Weiler und Wohnplätze |
| ---------- | --- |
| Kernstadt  | Allmannsweiler, Eichenmühle, Fischbach, Grenzhof, Heiseloch, Hofen, Jettenhausen, Löwental, Manzell, Meistershofen, Neuhäuser, Riedern, Rupberg, St. Georgen, Schnetzenhausen, Seemoos, Seewiesenesch, Spaltenstein, Sparbruck, Waggershausen, Windhag |
| Ailingen   | Berg (war von 1825 bis 1937 eine selbstständige Gemeinde, zu der auch die Siedlungen Holzhof, Ittenhausen, Jägerhaus, Kappelhof, Köstenbach, Langenloch, Unterraderach und Weiler an der Ach gehörten), Buchholz, Bunkhofen, Hagendorn (1812–1825 Name der damaligen Gemeinde Ailingen/Berg), Höhler, Holzhof, Ittenhausen, Lochenried, Martinshof, Oberailingen, Oberlottenweiler, Reinach, Unterailingen, Unterlottenweiler, Waldacker, Weilermühle, Wiggenhausen, Wolfenhof |
| Ettenkirch | Appenweiler, Batzenweiler, Bettenweiler, Eggenweiler, Ellenweiler, Furatweiler, Habratsweiler, Hinterhof, Hirschlatt (bis 1937 selbstständige Gemeinde), Huiweiler, Krehenberg, Lehhorn, Lempfriedsweiler, Lindenholz, Rosengarten, Waltenweiler, Wannenhäusern, Wirgetswiesen, Zillisbach |
| Kluftern   | Efrizweiler, Höge, Kreuzäcker, Lipbach, Mühlöschle, Ziegelacker |

### Grenze zu Baden
Die Grenzlinie zwischen den ehemaligen Ländern Baden und Württemberg verlief am Grenzbach zwischen Friedrichshafen-Fischbach und Immenstaad. Zwischen der Bundesstraße 31 und der naturgeschützten Uferzone finden sich noch Reste des „Grenzhofs“.

### Raumplanung
Friedrichshafen bildet zusammen mit Ravensburg und Weingarten das Oberzentrum (in Funktionsergänzung) des Regionalverbands Bodensee-Oberschwaben und ist zugleich im östlichen Teil des Bodenseekreises der zentrale Ort eines Mittelbereichs, der neben Friedrichshafen die Gemeinden Bermatingen, Deggenhausertal, Eriskirch, Immenstaad, Kressbronn, Langenargen, Markdorf, Meckenbeuren, Neukirch, Oberteuringen und Tettnang umfasst.

### Schutzgebiete
Im Gebiet der Stadt Friedrichshafen sind durch das Regierungspräsidium Tübingen bzw. das Landratsamt Bodenseekreis als untere Naturschutzbehörde mit Stand 2009 vier Naturschutzgebiete (Eriskircher Ried, Hepbacher-Leimbacher Ried, Lipbachsenke, Lipbachmündung), fünf Landschaftsschutzgebiete (Haldenberg, Hepbacher-Leimbacher Ried, Lipbachsenke, Württembergisches Bodenseeufer (Teilgebiete)), elf flächenhafte und 25 Einzel-Naturdenkmäler ausgewiesen.

### Klima
Das Klima Friedrichshafens ist vor allem von den Einflüssen des Bodensees und der nahen Alpen geprägt (siehe Bodenseeklima). Im Vergleich zum Hinterland sind die Temperaturen eher mild. Durch die Nähe zu den Alpen entstehen die charakteristischen Föhnwinde sowie teilweise kräftige Gewitter. Außerdem bildet sich im Winter häufig Nebel, da der See Wärme speichert, die wärmere Luft mehr Feuchtigkeit aufnimmt und diese als Dunst wieder abgibt.
|                       | Jan  | Feb  | Mär | Apr  | Mai  | Jun  | Jul  | Aug  | Sep  | Okt  | Nov | Dez  |   |      |
| Mittl. Tagesmax. (°C) | 2,3  | 4,2  | 8,8 | 13,1 | 18,0 | 21,3 | 23,2 | 22,3 | 19,3 | 13,2 | 7,4 | 3,4  | ⌀ | 13,1 |
| Mittl. Tagesmin. (°C) | −2,7 | −1,9 | 0,8 | 4,1  | 8,2  | 11,8 | 13,7 | 13,2 | 10,3 | 6,1  | 1,9 | −1,4 | ⌀ | 5,4  |
|                       |      |      |     |      |      |      |      |      |      |      |     |      |   |      |
| Niederschlag (mm)     | 60   | 61   | 54  | 73   | 96   | 121  | 133  | 120  | 81   | 65   | 73  | 58   | Σ | 995  |
|                       |      |      |     |      |      |      |      |      |      |      |     |      |   |      |
| Sonnenstunden (h/d)   | 1,4  | 2,7  | 4,2 | 5,3  | 6,7  | 7,2  | 8,0  | 7,0  | 5,6  | 3,3  | 1,8 | 1,2  | ⌀ | 4,5  |
|                       |      |      |     |      |      |      |      |      |      |      |     |      |   |      |
| Regentage (d)         | 10   | 10   | 9   | 11   | 12   | 13   | 13   | 12   | 9    | 8    | 10  | 10   | Σ | 127  |
|                       |      |      |     |      |      |      |      |      |      |      |     |      |   |      |
| Luftfeuchtigkeit (%)  | 84   | 83   | 77  | 73   | 70   | 73   | 74   | 76   | 79   | 85   | 86  | 87   | ⌀ | 78,9 |

| −2,7 |

| −1,9 |

| 0,8 |

| 4,1 |

| 8,2 |

| 11,8 |

| 13,7 |

| 13,2 |

| 10,3 |

| 6,1 |

| 1,9 |

| −1,4 |

| −2,7 |

| −1,9 |

| 0,8 |

| 4,1 |

| 8,2 |

| 11,8 |

| 13,7 |

| 13,2 |

| 10,3 |

| 6,1 |

| 1,9 |

| −1,4 |

## Geschichte

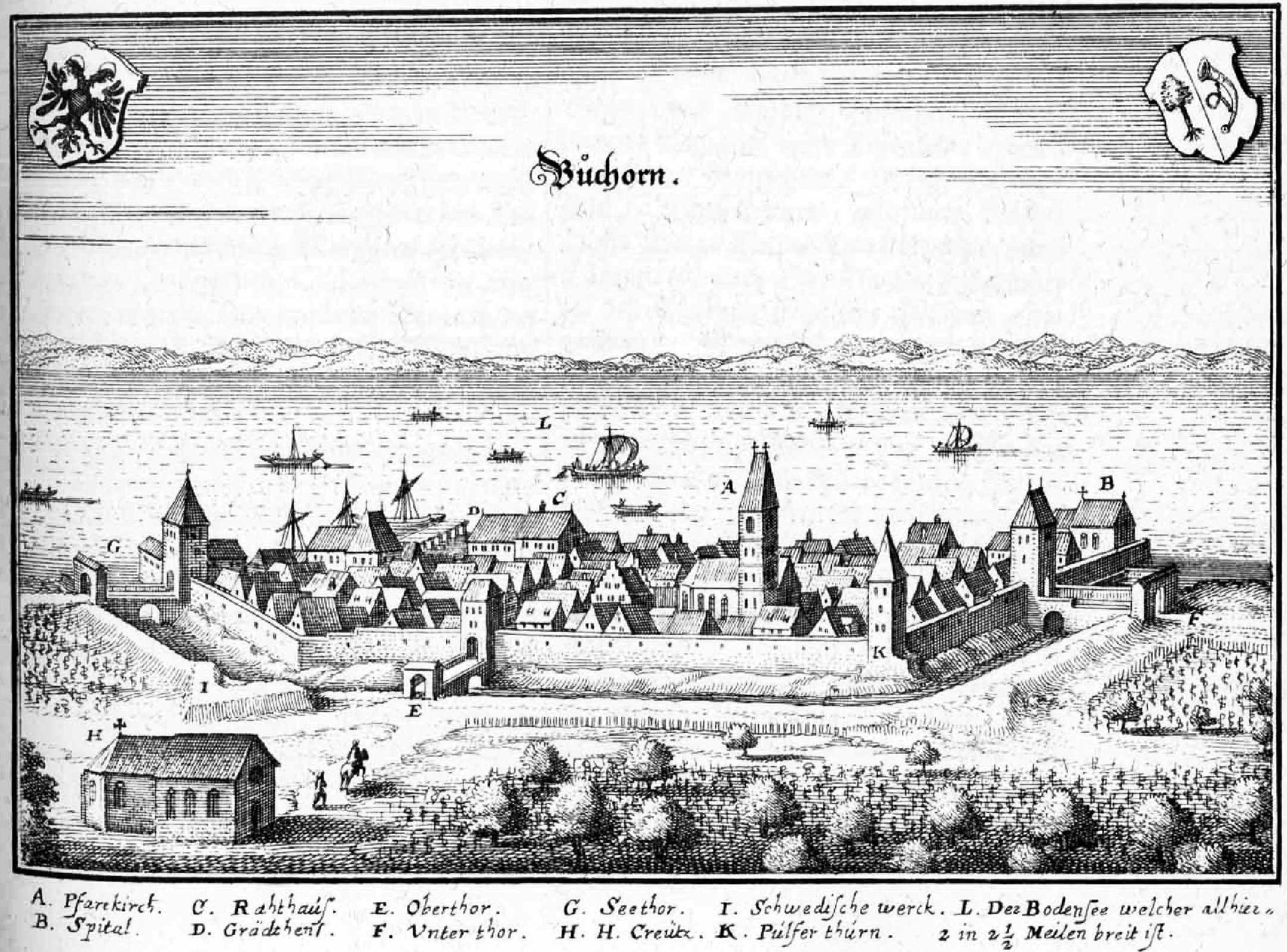
Buchhorn, Kupferstich von Merian, 1643/1656

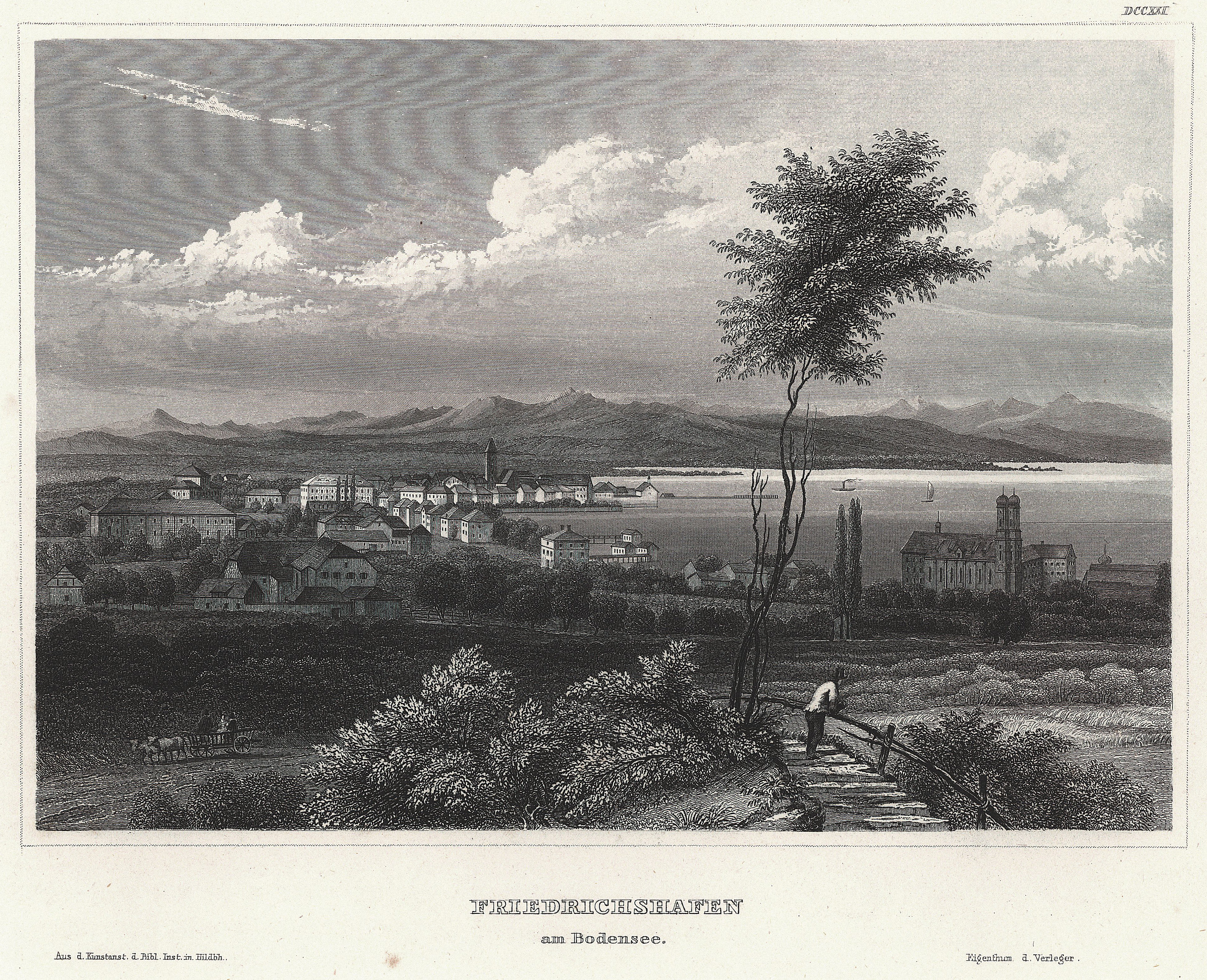
Blick auf Friedrichshafen 1854

### Gründung 1811
Friedrichshafen entstand 1811 aus der ehemaligen Reichsstadt Buchhorn (von der sie das Wappen übernahm) durch Zusammenschluss mit dem nahen Dorf und Kloster Hofen an derselben Bodenseebucht. Die Stadt gehörte als Bestandteil des Königreichs Württemberg zum Oberamt Tettnang, aus dem 1938 der Landkreis Friedrichshafen hervorging, welcher 1945 nach Rückverlegung der Kreisverwaltung wieder zum Landkreis Tettnang wurde.

### Unter württembergischer Herrschaft

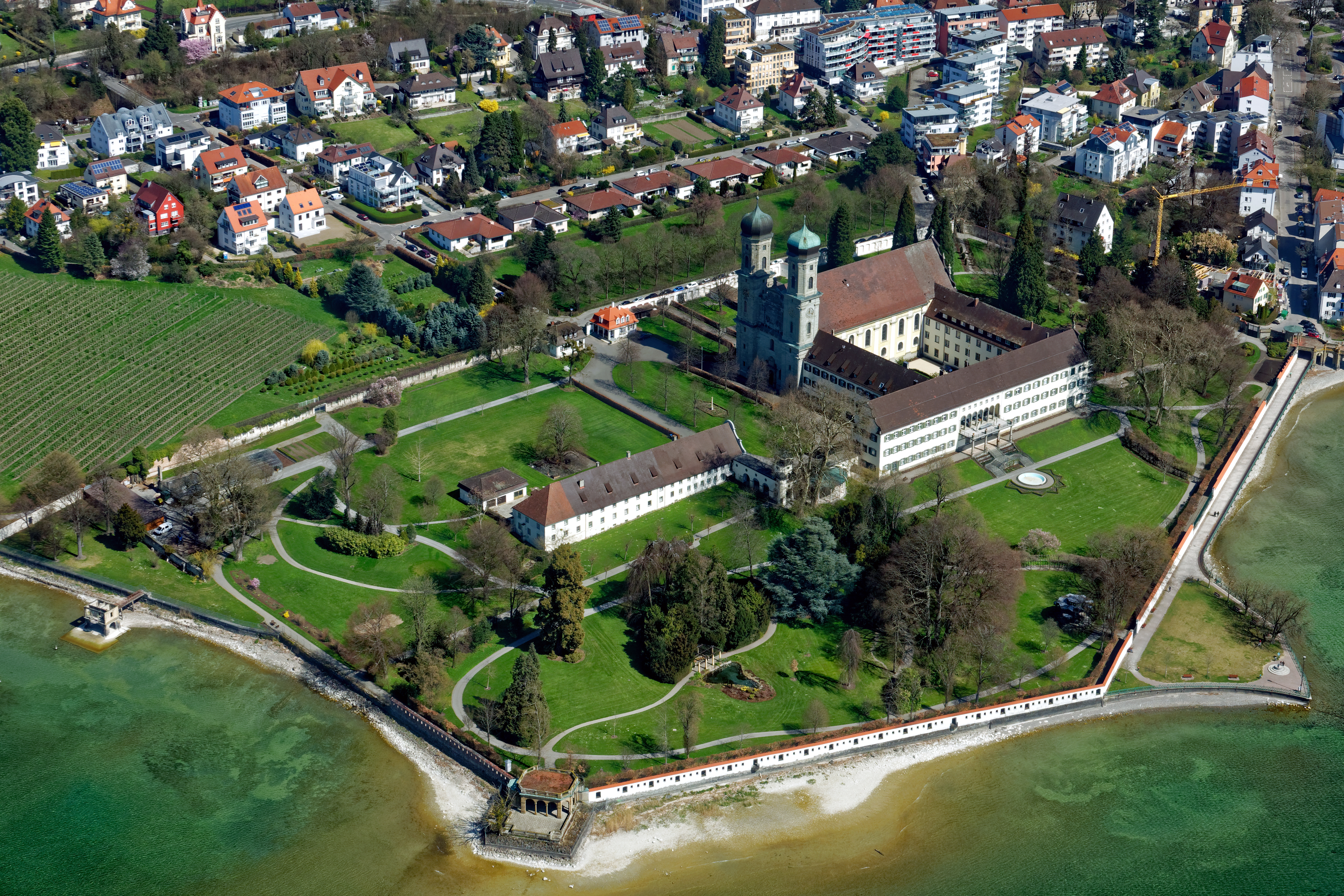
Schlosskirche und Schloss.

Friedrichshafen wurde nach dem ersten württembergischen König Friedrich I. (1754–1816) benannt. Die Stadt prosperierte unter diesem König vor allem wirtschaftlich, als privilegierter Freihafen und Warenumschlagplatz für den Handelsverkehr mit der Schweiz. Dadurch wurden Neuansiedler angelockt, die sich in der Karl- und der Friedrichstraße niederließen und so die Ortsteile Buchhorn und Hofen nach und nach verbanden. Im 19. Jahrhundert diente Friedrichshafen den württembergischen Monarchen als Sommerresidenz. Das ehemalige Kloster Hofen wurde zum königlichen Schloss umgebaut. Unter König Wilhelm I. (1781–1864) blühte die Wirtschaft neuerlich auf, was sich unter anderem in dem Kauf des Dampfschiffes Wilhelm widerspiegelte. Besonders das Schloss lockte viele Fremde nach Friedrichshafen, darunter auch Minister und hohe Beamte, die sich zum Teil im näheren Umkreis Villen errichten ließen. Auch die ersten Touristen kamen zum Stadtbesuch, unter ihnen soll auch der russische Zar Alexander II. (1818–1881) gewesen sein.

### Erste Industrie

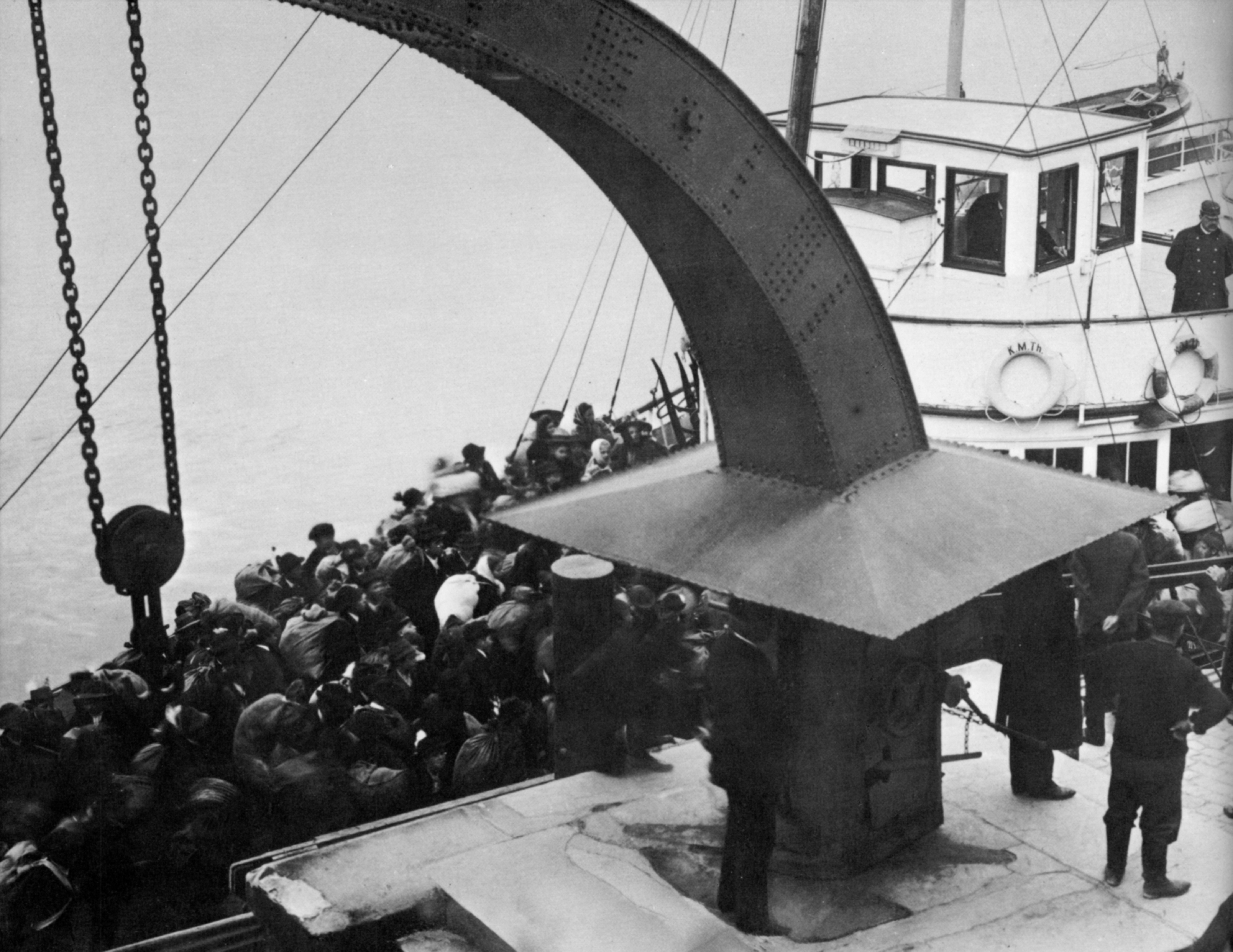
„Schwabenkinder“ in Friedrichshafen

Als erster isolierter Abschnitt der Königlich Württembergischen Staats-Eisenbahn wurde am 8. November 1847 das Südbahn-Teilstück Friedrichshafen–Ravensburg eröffnet. Ab 1. Juni 1850 konnte die erste Strecke des württembergischen Eisenbahnnetzes von Heilbronn bis Friedrichshafen durchgehend befahren werden. Im Jahr 1869 nahm das Bodensee-Trajekt den Betrieb auf, mit Eisenbahnfähren, die Güter von Friedrichshafen nach Romanshorn in der Schweiz transportierten. 1859 wurde die Lederfabrik Hüni + Co gegründet. Im 19. Jahrhundert wurden die „Schwabenkinder“ aus Vorarlberg, Tirol, aus Liechtenstein und der Schweiz an Bauern vermittelt.

### Industrialisierung durch den Zeppelinbau
Die Industrialisierung Friedrichshafens ist vor allem von Ferdinand von Zeppelin geprägt. Der in Konstanz geborene Graf siedelte in den letzten Jahren des 19. Jahrhunderts die Produktion seiner Starrluftschiffe, der Zeppeline, hier an. Am 2. Juli 1900 erhob sich der 128 Meter lange LZ 1 in der Manzeller Bucht zum ersten Mal von der Startfläche. Nach einigen Anlaufschwierigkeiten begann man 1906 damit, das Nachfolgermodell LZ 2 zu testen. Der Begeisterung der Deutschen für die Luftschifffahrt war es zu verdanken, dass das gesamte Projekt trotz einiger Fehlversuche dennoch fortgesetzt wurde (siehe Zeppelinspende des deutschen Volkes).
Die 1909 in Bissingen an der Enz durch Wilhelm Maybach auf Initiative Zeppelins gegründete Luftfahrzeug-Motorenbau GmbH übersiedelte 1912 auch wegen veränderter technischer Anforderungen nach Friedrichshafen. Die Leitung des Unternehmens übernahm Karl Maybach (1879–1960), der älteste Sohn von Wilhelm Maybach. Um die hohen finanziellen Mittel für Forschung und Produktion zu besorgen, wurde 1909 eine Aktiengesellschaft (AG) gegründet, die Deutsche Luftschifffahrts-AG (DELAG) mit Sitz in Frankfurt am Main, die erste Luftreederei weltweit.

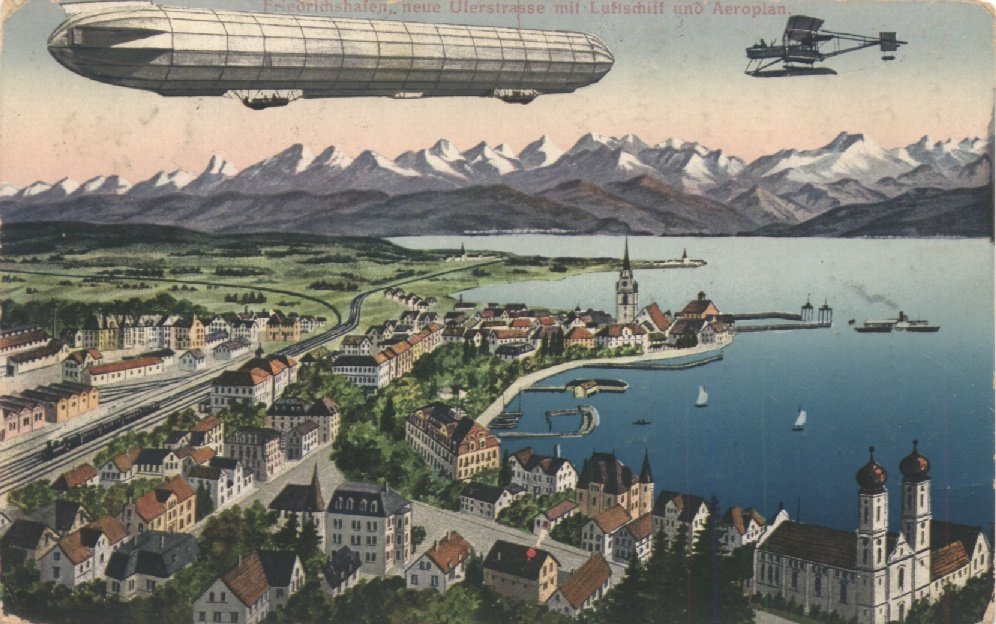
Postkarte: Neue Uferstraße mit Luftschiff und Aeroplan 1916

Eine Erfindung des Ingenieurs Max Maag der Maag Zahnräder AG, die das Herstellen präziser Zahnräder in Serie erst möglich machte, trug zur Weiterentwicklung der Zeppeline bei und führte 1915 zur Gründung der Zahnradfabrik Friedrichshafen (ZF), die 1922 ebenfalls zu einer AG wurde. Mit dem Fortschritt im Luftschiffbau kam so ein allgemeiner wirtschaftlicher Aufschwung in Gang. Mit der Zahl neuer Arbeitsplätze stieg auch der Zustrom an Feriengästen allmählich an. 1912 beschäftigte der „Zeppelinkonzern“ etwa 200 Mitarbeiter, die großteils in einer eigens für sie errichteten neuen Siedlung, dem Zeppelindorf, lebten.
Der Beginn des Ersten Weltkriegs beschleunigte dieses Wirtschaftswachstum, da viele Luftschiffe für den Kriegseinsatz gebaut wurden. Graf Zeppelin starb 1917. Das Büro Dornier, das zunächst mit Metallflugzeugbau im Hause Zeppelin beschäftigt war, wurde 1922 von Claude Dornier übernommen; dies war der Anfang für die späteren Dornier-Werke.

### Die Zwischenkriegszeit

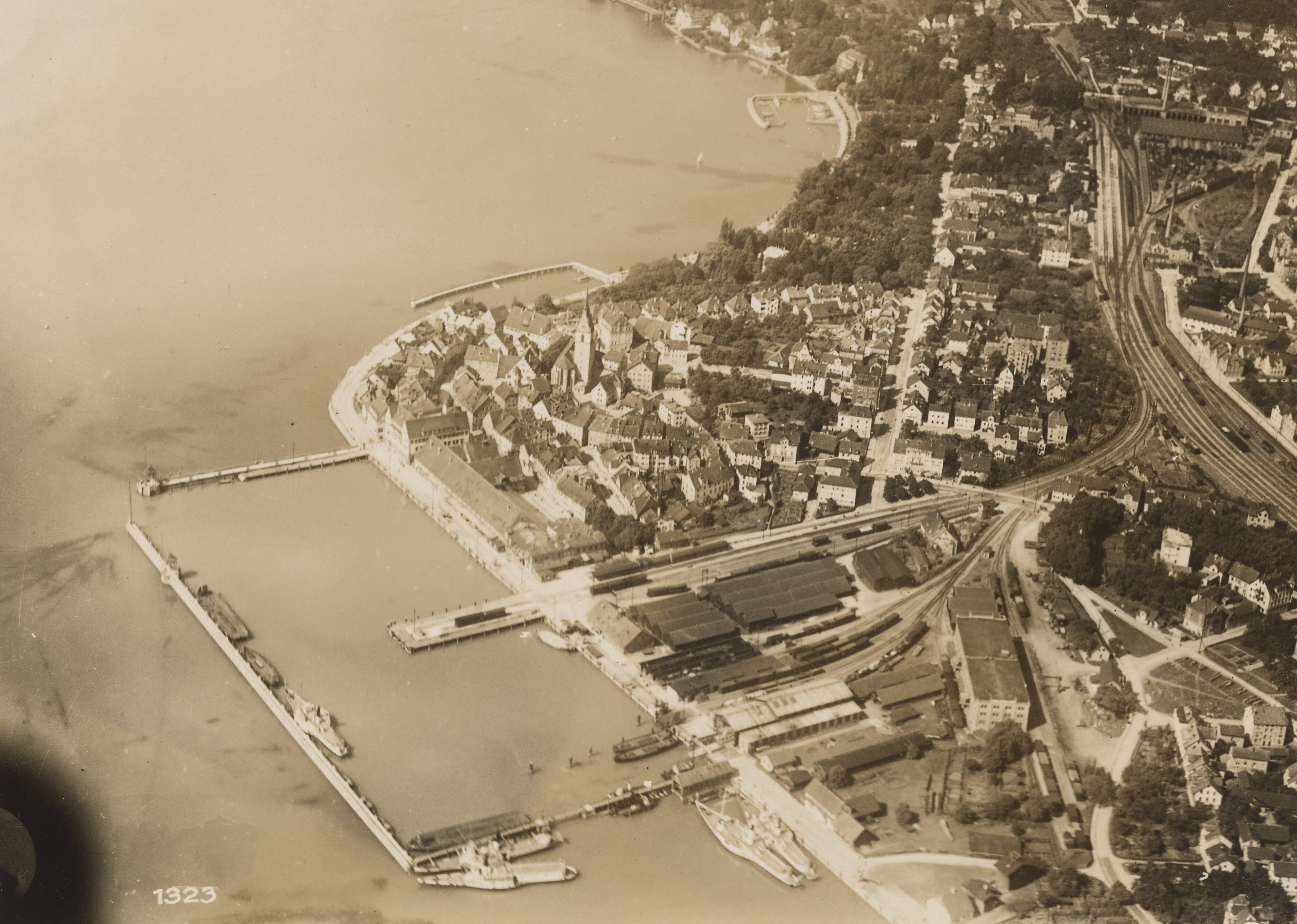
Hafenanlagen, 1920er

An der Novemberrevolution 1918 beteiligten sich auch die Arbeiter Friedrichshafens, indem sie für Fälle von wichtigen Entscheidungen einen Arbeiter- und Soldatenrat einsetzten. Mit dem Ende der Monarchie hatte das Schloss als königliche Sommerresidenz ausgedient, es wurde dem entmachteten Haus Württemberg zugesprochen. Nun wurde durch den Volksstaat Württemberg auch in Friedrichshafen die Demokratie der Weimarer Republik wirksam.
Der auf Rüstung spezialisierte Zeppelinkonzern musste nach dem Kriegsende den Großteil seiner Arbeiter entlassen. Die Tochterunternehmen widmeten sich inzwischen anderen Produktionsbereichen und konnten so einen Teil der Belegschaft halten. Maybach-Motorenbau konzentrierte sich auf den Bau von Pkw-Motoren und produzierte im Jahr 1922 das erste seiner später berühmten Automobile.
Die ZF produzierte nun vor allem einbaufertige Schaltgetriebe für die Automobilindustrie, die zu jener Zeit bereits großes Potenzial hatte. Auch der Luftschiffbau wurde schon nach kurzer Zeit wieder aufgenommen. Dies war vor allem Hugo Eckener zu verdanken, der über einen Spendenaufruf rund 2,5 Millionen Reichsmark für die neue Produktion einsammelte (die sogenannte Zeppelin-Eckener-Spende für LZ 127).
Die Dornier-Werke (ursprünglich Zeppelin-Werk Lindau GmbH, ab 1922 Dornier-Metallbauten GmbH, ab 1938 Dornier-Werke GmbH, ab 1966 Dornier GmbH) wurden in den 1930er Jahren durch Zweigbetriebe in Neuaubing und Oberpfaffenhofen (jeweils bei München) sowie in Wismar (Norddeutsche Dornier-Werke) erweitert. Gemäß den Bestimmungen des Versailler Vertrages konnte das berühmteste ihrer Flugzeuge, die Dornier Wal, zunächst (in Italien) nur in Lizenz gefertigt werden. Am Bodensee entstand das seinerzeit größte Flugzeug der Welt, die Dornier Do X.

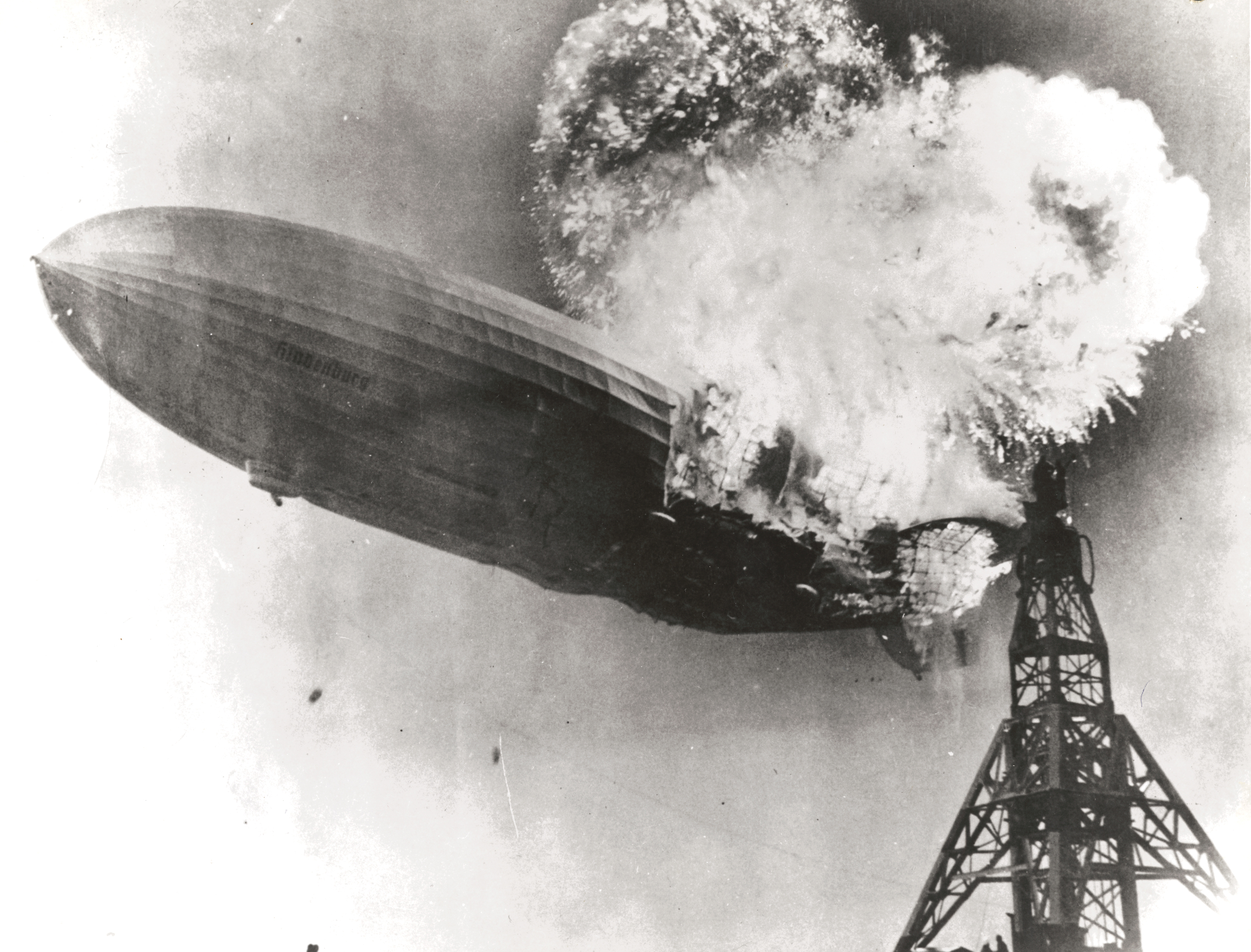
Hindenburg-Katastrophe in den USA

Das erste Luftschiff nach dem Krieg, LZ 126, wurde als Wiedergutmachungsleistung an die USA übergeben. Seine Atlantiküberquerung sorgte für großes Aufsehen. Auch die folgenden Luftschiffe LZ 127 „Graf Zeppelin“ und LZ 129 „Hindenburg“ standen stark im Blickpunkt der Öffentlichkeit. Nach der Hindenburg-Katastrophe in Lakehurst am 6. Mai 1937, bei der 36 Menschen infolge einer Explosion ums Leben kamen, wurde jedoch der Bau weiterer Luftschiffe (mit Ausnahme von LZ 130 und LZ 131) eingestellt und auch der gesamte Flugverkehr der Zeppeline.

### Im Nationalsozialismus und im Krieg
Bei der Kreisreform während der NS-Zeit in Württemberg wurde die Stadt 1938 Sitz des neu umrissenen Landkreises Friedrichshafen, der ab 1945 wieder Landkreis Tettnang hieß.
In der nationalsozialistischen Zeit wurde der Fremdenverkehr in Friedrichshafen zu einem wichtigen wirtschaftlichen Faktor. 1934 wurde der amtierende Bürgermeister Schnitzler durch Walter Bärlin ersetzt. Seit 1933 bestand in Friedrichshafen eine Außenhauptstelle der Württembergischen Politischen Polizei, die ab 1938 als „Geheime Staatspolizei – Grenzpolizeikommissariat Friedrichshafen“ firmierte.
Die Industrie, die auf Kriegswirtschaft umgestellt worden war, wuchs stetig. Von 1942 bis Ende 1944 fertigte die Firma Zeppelin auch Teile für die A4-Rakete (die so genannte V2); für die Überprüfung kompletter A4-Raketen wurde zwischen 1942 und 1943 bei Raderach eine Prüf- und Abnahmestelle gebaut, das V2-Werk Raderach.
Vier große Rüstungsbetriebe machten Friedrichshafen zu einem wichtigen Rüstungsstandort im Deutschen Reich:
- Luftschiffbau Zeppelin GmbH (Radaranlagen, Peilanlagen, Fallschirme, Teile für den Flugzeug- und Raketenbau)
- Maybach-Motorenbau GmbH (Fertigung aller Motoren für die Kettenfahrzeuge der Wehrmacht [allerdings nicht alle am Standort Friedrichshafen])
- Zahnradfabrik AG (Getriebe für schwere Fahrzeuge)
- Dornier-Werke GmbH (etwa 6000 Flugzeuge)

In diesen Betrieben sollen bis zu 14000 ausländische Arbeitskräfte beschäftigt gewesen sein, darunter etwa 1000 KZ-Häftlinge, die zum größten Teil in Lagern untergebracht waren.
Das Zeppelin-Werk hatte ein eigenes Arbeitskommando des Konzentrationslagers Dachau, das dazugehörige Arbeitslager Friedrichshafen befand sich auf dem Firmengelände der Zeppelin-Werft (heute ZF). Zwischen Juni 1943 und September 1944 befanden sich ungefähr 1200 KZ-Häftlinge des Konzentrationslagers Dachau im KZ-Außenlager Friedrichshafen. Nach der Zerstörung des Lagers (zwischen Hochstraße und Luftschiffbau) durch einen Bombenangriff am 28. April 1944 wurden die KZ-Häftlinge in die Nähe des V2-Werks in Raderach verlegt. Dort befand sich seit 1942 bereits ein Arbeitslager für kriegsgefangene Zwangsarbeiter. Am 25. September 1944 wurden 762 dieser KZ-Häftlinge in das KZ Dora-Mittelbau in Nordhausen gebracht.

Von Oktober 1944 bis April 1945 errichteten KZ-Häftlinge des Konzentrationslagers Dachau einen unterirdischen Stollen bei Überlingen, den Goldbacher Stollen, um die gefährdeten Friedrichshafener Produktionsstätten zu verlagern und so die Produktion vor den Bombardierungen zu schützen. Die beim Bau des Stollens gestorbenen Zwangsarbeiter wurden auf dem KZ-Friedhof Birnau beigesetzt.
Die Produktionsstätten elementarer Rüstungsindustrie waren der Grund dafür, dass insgesamt elf Luftangriffe auf Friedrichshafen zwischen Juni 1943 und Februar 1945 durchgeführt wurden. Der folgenschwerste dieser Angriffe fand in der Nacht zum 28. April 1944 statt, ihm fielen der Kern der Altstadt und die Hafenanlagen mit mehreren Schiffen zum Opfer. Während des Zweiten Weltkriegs wurde Friedrichshafen zu zwei Dritteln zerstört, es musste daher in den 1950er Jahren fast komplett neu aufgebaut werden.
Die vollständige Zerstörung der Stadt wurde vermutlich durch die Entschlossenheit der Bürger und ihres Bürgermeisters verhindert, indem diese den Befehl missachteten, Friedrichshafen bis zum letzten Haus zu verteidigen. Bei Kriegsbeginn 1939 lebten 25.041 Menschen in Friedrichshafen, 1943 dann 27.168; nach den Luftangriffen waren es zunächst noch 7.650, da zwei Drittel der Bevölkerung abgewandert oder evakuiert worden waren. Im Juni 1945 zählte die Stadt dann 10.126 und im Dezember 1945 wieder 14.979 Einwohner.

### Wiederaufbau nach dem Zweiten Weltkrieg
1945 wurde Friedrichshafen Teil der Französischen Besatzungszone und erfuhr somit 1947 die Zuordnung zum neu gegründeten Land Württemberg-Hohenzollern, welches 1952 im Land Baden-Württemberg aufging.
Nach dem Krieg wurden einige Firmen, darunter die Luftschiffbau Zeppelin GmbH und die Dornier-Werke, zwangsaufgelöst. Dadurch verloren viele Menschen ihren Arbeitsplatz und damit ihr Auskommen. Die Zahnradfabrik und der Maybach-Motorenbau konnten gerettet werden, mussten aber ihre Produktion umstellen. Die erste wichtige Handlung des Wiederaufbaus war die Enttrümmerung der Stadt. Dazu wurde eine Schmalspurbahn angelegt, mit deren Hilfe bis 1949 die gesamte Altstadt freigeräumt wurde. Außerdem errichtete die Firma Hüni + Co eine Trümmerwiederaufbereitungsanlage. 1950 wurde mit der Planung des Neuaufbaus begonnen, die vor allem bessere Verkehrsverhältnisse sowie größere Grünanlagen vorsah. Mit der Einweihung des neuen Rathauses wurde diese Bauphase 1956 abgeschlossen, doch es mangelte nach wie vor an ausreichendem Wohnraum.
Ehemalige Bürgermeister, Landräte und andere Politfunktionäre des NS-Regimes aus der Region wurden nach dem Zweiten Weltkrieg von der französischen Besatzungsmacht in einem Gefangenenlager bei Balingen interniert. Im Frühjahr 1946 begann in Friedrichshafen die Entnazifizierung: 2500 Einwohner mussten Fragebögen zu ihrer Tätigkeit und ihrem Verhalten während der Zeit des Nationalsozialismus ausfüllen und sich vor Untersuchungsausschüssen verantworten. Dabei gab es auch Verfahren gegen 15 bekannte Unternehmer und „Wehrwirtschaftsführer“, wie zum Beispiel Hugo Eckener (Luftschiffbau Zeppelin), Claude Dornier, Karl Maybach und Hans Cappus (ZF Zahnradfabrik). Die „politische Säuberung“ wurde bis März 1951 beendet, wobei die meisten Personen als unbelastete Mitläufer eingestuft wurden.
Der wirtschaftliche Aufschwung der Stadt Friedrichshafen ist auch der Zeppelin-Stiftung zu verdanken, die bereits 1908 von Grafen Zeppelin gegründet worden war und der Förderung des Luftschiffbaus dienen sollte. Für den Fall, dass der ursprüngliche Stiftungszweck nicht mehr erfüllt werden kann, sollte die Stiftung an die Stadt Friedrichshafen fallen. In diesem Falle sollten die Erträge aus der Zeppelin-Stiftung für wohltätige Zwecke eingesetzt werden. Am 1. März 1947 ging deshalb das Stiftungsvermögen an die Stadt Friedrichshafen über. Die Zeppelin-Stiftung hält 93,8 Prozent der Aktien der ZF Friedrichshafen AG und ist Eigentümerin der Luftschiffbau Zeppelin GmbH und der Zeppelin GmbH. Mit den Erträgen aus diesen sogenannten Stiftungsbetrieben finanziert die Stiftung satzungsgemäß mildtätige und gemeinnützige Zwecke.

### Neuere Geschichte
Dank des rapiden Bevölkerungszuwachses (auf 53.000 Einwohner) wurde Friedrichshafen bei der Kreisreform in Baden-Württemberg am 1. Januar 1973 Verwaltungssitz des neu gegründeten Bodenseekreises. In jener Zeit datieren auch die meisten Eingemeindungen.
In dieser Zeit begann man auch damit, die Infrastruktur zu erweitern und auszubauen. Zahlreiche Bildungseinrichtungen sind seither entstanden, darunter ein Teil der öffentlichen Schulen, die Musikschule, die Volkshochschule sowie das Berufsschulzentrum. Hinzu kamen das Zeppelin-Stadion und die Bodenseesporthalle, das Hallenbad war bereits 1970 eröffnet worden.
Beim 26. Deutschen Feuerwehrtag, der im Juni 1990 in Friedrichshafen stattfand, kam es zur starken erstmaligen Teilnahme der Feuerwehren aus der DDR. Nach einigen Jahrzehnten wurden dort auch Feuerwehrleute aus Osteuropa willkommen geheißen und vielfältige Kontakte geknüpft.
Im Jahr 1992 erfolgte der Abzug der französischen Garnison (Heeresflieger) aus ihrem Quartier Durand de Villers.

### Eingemeindungen
Im heutigen Stadtgebiet gab es ab 1812 folgende Gemeinden: Stadt Friedrichshafen und die Gemeinden Hagendorn, Ettenkirch, Kluftern und Raderach. 1825 wurde die Gemeinde Hagendorn aufgelöst. Es entstanden daraus die Gemeinden Ailingen und Berg. 1850 wurde Schnetzenhausen von der Gemeinde Berg als selbständige Gemeinde abgetrennt, aber 1937 in die Stadt Friedrichshafen eingegliedert. Ebenfalls 1937 wurde die Gemeinde Berg in die Gemeinde Ailingen eingegliedert, die ihren Gemeindeteil Allmannsweiler jedoch an die Stadt Friedrichshafen abgeben musste. Somit bestanden ab 1937 neben der Stadt Friedrichshafen noch die Gemeinden Ailingen, Ettenkirch, Kluftern und Raderach.
Im Laufe der Geschichte wurden somit folgende Gemeinden bzw. Orte in die Stadt Friedrichshafen eingegliedert. Sie gehörten vor der Kreisreform, soweit nicht anders angegeben, zum Landkreis Tettnang.
- 1. April 1910: Löwental, St. Georgen und Teile des Ortes Trautenmühle
- 1. April 1914: Trautenmühle (Rest) sowie Jettenhausen, Meistershofen und Waggershausen (jeweils nur teilweise)
- 1. April 1937: Schnetzenhausen (bis 1850 zur Gemeinde Berg gehörig), Jettenhausen (Rest) und Gemeindeteil Allmannsweiler der Gemeinde Ailingen
- 1. Dezember 1971: Ailingen (bis 1825 und ab 1937 mit der Gemeinde Berg) und Raderach (Landkreis Überlingen)[9]
- 1. April 1972: Kluftern (mit Efrizweiler und dem durch das Genehmigungsschreiben des Innenministeriums 1861 eingegliederten Lipbach; Landkreis Überlingen)[9]
- 1. Dezember 1972: Ettenkirch (mit der 1937 eingegliederten Gemeinde Hirschlatt)[9]

### Einwohnerentwicklung

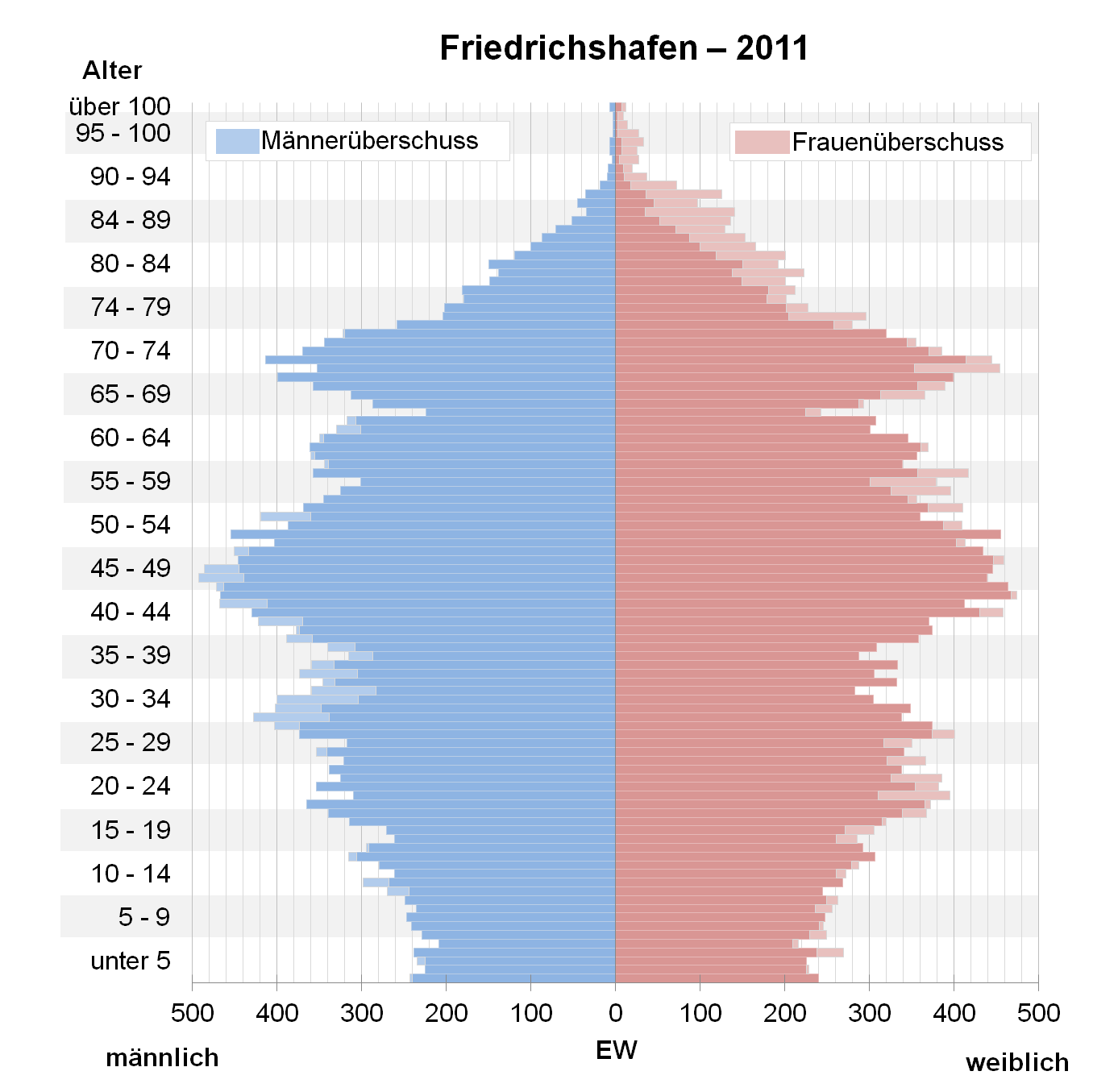
Bevölkerungspyramide für Friedrichshafen (Datenquelle: Zensus 2011)

Einwohnerzahlen nach dem jeweiligen Gebietsstand. Die Zahlen sind Volkszählungsergebnisse (¹) oder amtliche Fortschreibungen der jeweiligen Statistischen Ämter (nur Hauptwohnsitze).
| Jahr/Datum            | Einwohner |
| --------------------- | --------- |
| 1353                  | ca. 800   |
| 1798                  | ca. 800   |
| 1823                  | ca. 817   |
| 1843                  | 1.257     |
| 1855                  | 1.857     |
| 1861                  | 2.233     |
| 1871, 1. Dezember ¹   | 2.827     |
| 1880, 1. Dezember ¹   | 3.053     |
| 1900, 1. Dezember ¹   | 4.627     |
| 1910, 1. Dezember ¹   | 7.041     |
| 1925, 16. Juni ¹      | 11.289    |
| 1933, 16. Juni ¹      | 13.306    |
| 1939, 17. Mai ¹       | 25.041    |
| 1950, 13. September ¹ | 20.501    |
| 1961, 6. Juni ¹       | 37.148    |
| 1970, 27. Mai ¹       | 43.140    |

| Jahr/Datum         | Einwohner |
| ------------------ | --------- |
| 1975, 31. Dezember | 51.544    |
| 1980, 31. Dezember | 52.080    |
| 1987, 27. Mai ¹    | 51.808    |
| 1990, 31. Dezember | 54.129    |
| 1995, 31. Dezember | 56.315    |
| 2000, 31. Dezember | 57.163    |
| 2005, 31. Dezember | 58.068    |
| 2010, 31. Dezember | 59.002    |
| 2011, 9. Mai ¹     | 56.938    |
| 2015, 31. Dezember | 59.108    |
| 2020, 31. Dezember | 61.221    |

¹ Volkszählungsergebnis

## Religion

### Geschichte
Das Gebiet der heutigen Stadt Friedrichshafen gehörte anfangs zum Bistum Konstanz und war dem Archidiakonat Albgovia Kapitel Ailingen-Buchhorn unterstellt. Die Reformation wurde nicht durchgeführt. Nach einer ab 1593 durchgeführten Untersuchung in der Stadt Buchhorn wurde bestimmt, dass niemand Bürgerrechte erwerben, Mitglied des Rates sein oder in städtische Dienste treten könne, der sich nicht unter Eid zur römisch-katholischen Kirche bekennt. Ursprünglich war Buchhorn kirchlich vom Kloster Hofen abhängig. Die dem Kloster zugehörige Kirche „St. Andreas und Pantaleon“ war auch die Kirche Buchhorns. 1325 wird in Buchhorn jedoch eine Nikolauskapelle erwähnt, die aber erst Ende des 16. Jahrhunderts zur Pfarrei erhoben wurde. Die katholische Gemeinde gehörte noch bis 1802 zum Bistum Konstanz und war dem Dekanat Theuringen, ab 1808 dem Ordinariat Ellwangen unterstellt, aus dem 1821/1827 das neu gegründete Bistum Rottenburg, heute Bistum Rottenburg-Stuttgart, hervorging.

### Konfessionsstatistik
Gemäß der Volkszählung 2011 waren 45,6 % der Einwohner römisch-katholisch, 20,6 % evangelisch und 33,8 % waren konfessionslos oder gehörten einer anderen Glaubensgemeinschaft an. Der Anteil der Protestanten und Katholiken an der Gesamtbevölkerung ist seitdem jährlich um 1 Prozentpunkt gesunken. Gemäß dem Zensus 2022 waren 35,2 % der Einwohner katholisch, 15,9 % evangelisch und 49,0 % waren konfessionslos, gehörten einer anderen Glaubensgemeinschaft an oder machten keine Angabe.
Im Jahr 2023 hatte das Standesamt 604 Kirchenaustrittserklärungen entgegengenommen (1 % der Gesamtbevölkerung) und im Jahr 2024 gab es 503 Kirchenaustritte.

### Katholische Gemeinden

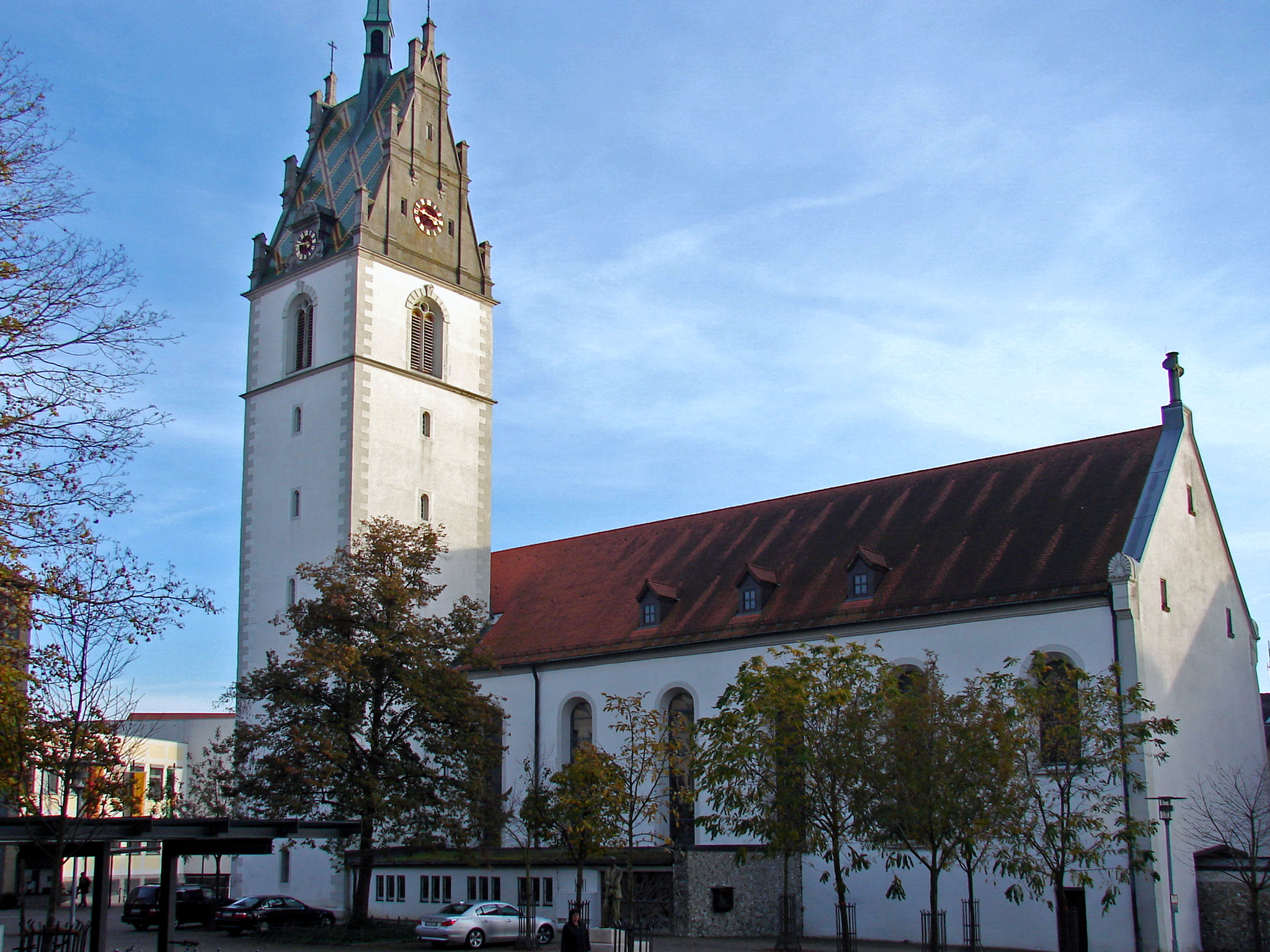
St. Nikolaus
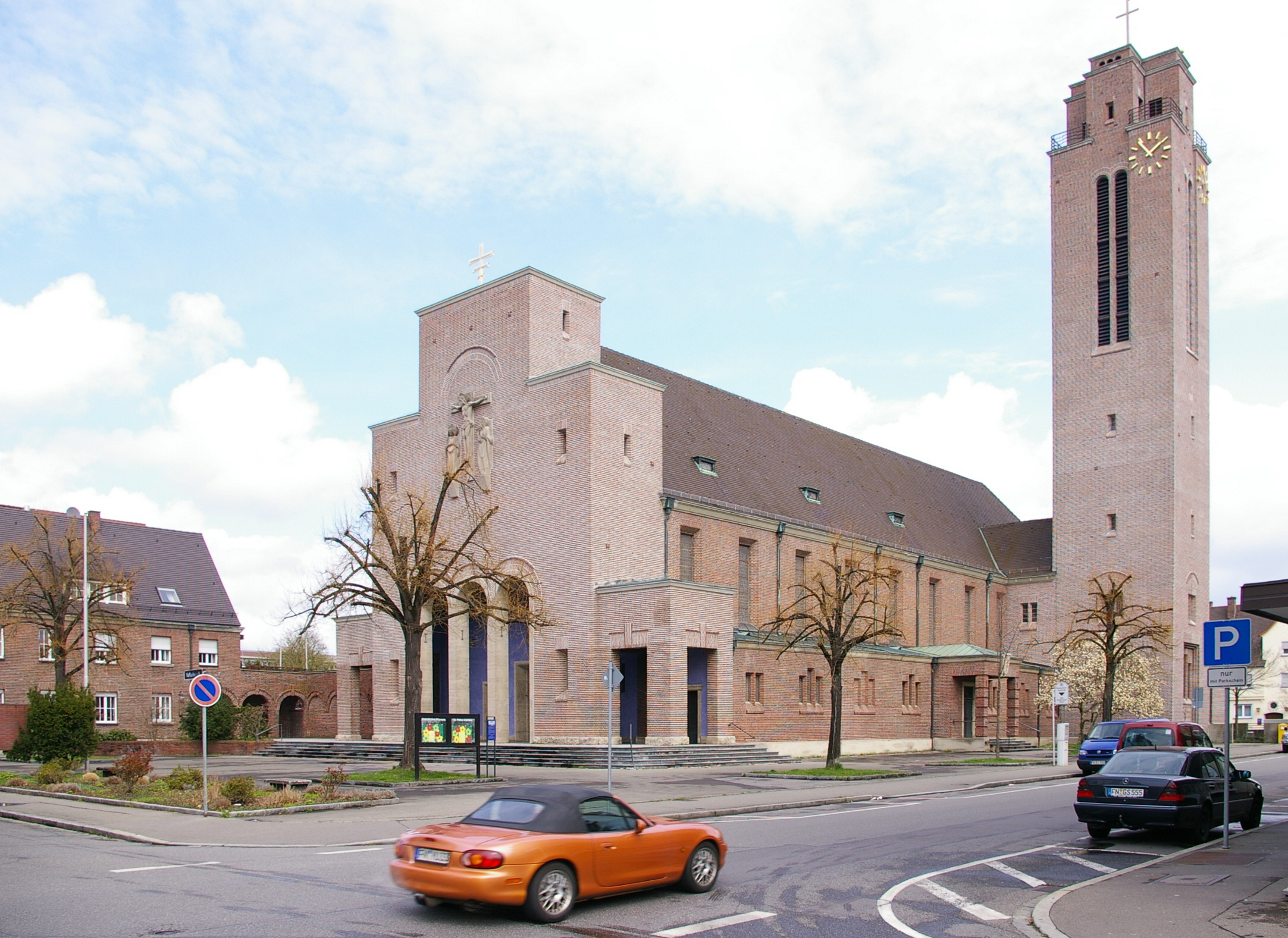
St. Petrus Canisius
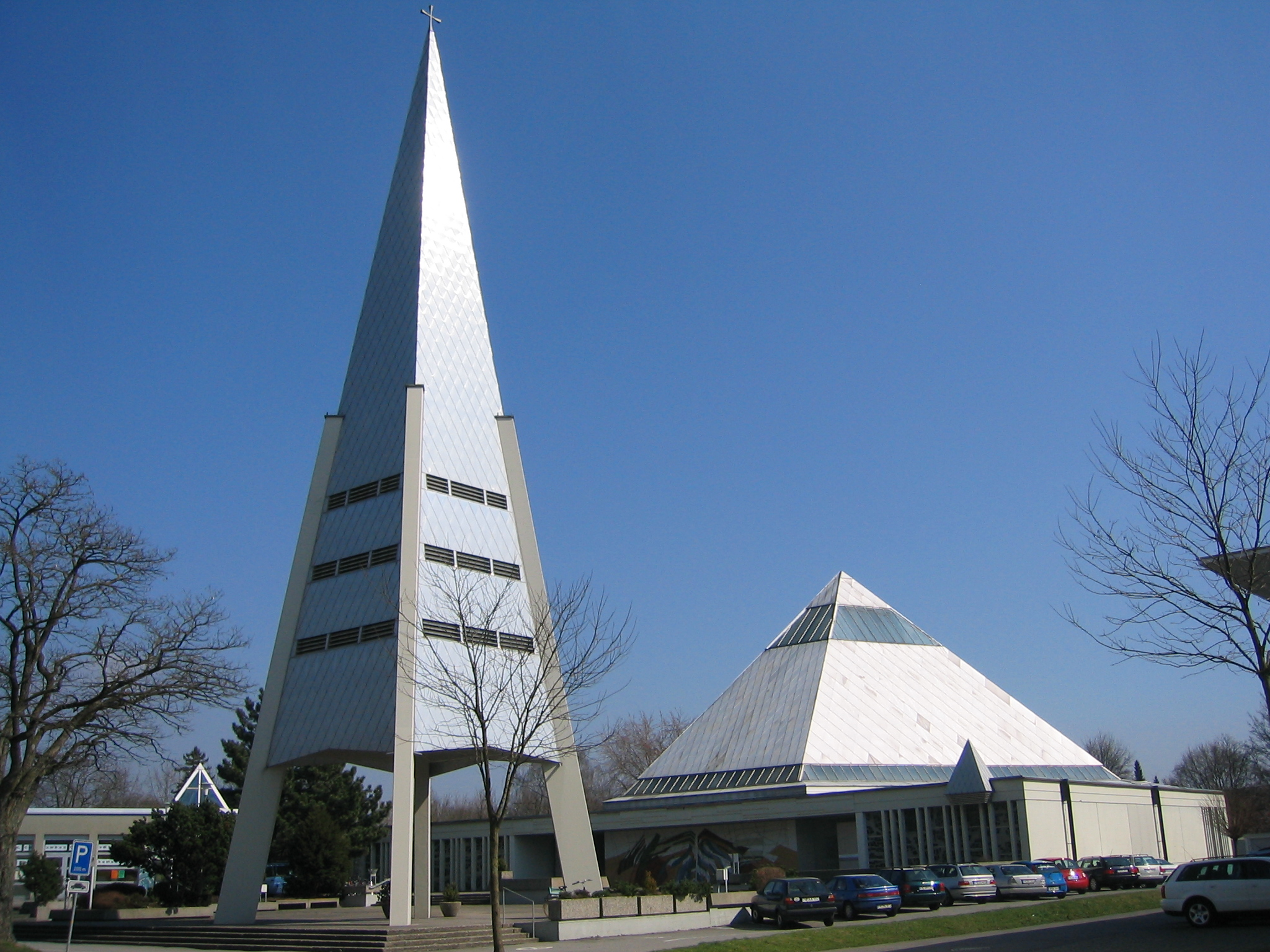
St. Columban

Die heutige Pfarrkirche St. Nikolaus wurde ursprünglich bereits im Mittelalter im Hoheitsbereich des Klosters Hofen errichtet. In den 1920er Jahren entstand infolge starken Wachstums der Nikolausgemeinde die Filialkirche St. Petrus Canisius; sie wurde in einer dem Backsteinexpressionismus angenäherten Architektur erbaut und am 24. November 1928 von Bekennerbischof Joannes Baptista Sproll geweiht. Sie steht unter Denkmalschutz. Zehn Jahre nach Fertigstellung der Kirche wird 1938 die gleichnamige Kirchengemeinde gegründet, die heute die mitgliederstärkste christliche Gemeinde Friedrichshafens ist. Im selben Jahr wird zunächst nur aus St. Nikolaus und St. Petrus Canisius eine Gesamtkirchengemeinde gebildet. Vermögen, Liegenschaften, Gebäudeunterhalt sowie Kirchensteuereinnahmen und -ausgaben werden gemeinsam verwaltet und solidarisch gehandhabt.
Die nach dem Zweiten Weltkrieg weiter wachsende Bevölkerung veranlasste die Verantwortlichen der Gesamtkirchengemeinde, die Errichtung einer weiteren Kirche zu planen, die dem Patrozinium Christi, des guten Hirten, unterstellt werden sollte. Ihr Baustil mit dem muschelförmigen Kuppelbau und der aufgesetzten Glockenschale ist recht eigenwillig. Die Kirche Guter Hirte wurde am 12. Mai 1962 geweiht. Am 1. Oktober erhielt die neue Gemeinde die Eigenständigkeit. Nach dem Absturz eines Sportflugzeugs musste das Dach der Kirche bereits zehn Jahre nach der Weihe instand gesetzt werden. Auch diese Kirche steht unter Denkmalschutz.
Da auch die alte Pfarrkirche St. Mariä Geburt aus dem 13. Jahrhundert im Stadtteil Jettenhausen zu klein geworden war, wurde sie 1960 durch einen Neubau, der der heiligen Maria geweiht war, ersetzt. Der letzte Neubau war dann der der Kirche St. Columban, deren zeltförmige Architektur von den Reformideen des Zweiten Vatikanischen Konzils geprägt ist. Sie wurde 1966 vom italienischen Bischof Pietro Zuccarino aus Bobbio geweiht. Ihr Gemeindegebiet erstreckt sich im neu entstandenen Stadtteil Friedrichshafen Ost und auf der alten Gemarkung St. Georgen. Der Chor der Gemeinde hatte schon etliche nationale Auftritte (Katholikentag in Ulm, Ökumenischer Kirchentag in Berlin).
Auch in den anderen Stadtteilen Friedrichshafens gibt es jeweils Gemeinden und Kirchen: St. Magnus Fischbach (erbaut 1955, alte Pfarrkirche St. Vitus 1834), St. Peter und Paul in Schnetzenhausen (erbaut 1754 auf älteren Resten), St. Nikolaus im Ortsteil Berg (erbaut 1520, doch 1785 erneuert und um 1900 weiter verändert) und St. Petrus und Paulus im Ortsteil Ettenkirch (erbaut im 17. Jahrhundert, 1884 wurde der Turm erhöht). Auch St. Johann Baptist in Ailingen geht auf einen älteren Vorgängerbau zurück.
Alle katholischen Gemeinden auf dem ehemals württembergischen Teil des Stadtgebiets bilden seit 2005 die Katholische Gesamtkirchengemeinde Friedrichshafen und zählen zusammen 22.393 Katholiken (Stand 2017). Diese gemeinschaftlich verantwortete Struktur ist Trägerin zahlreicher sozialer Einrichtungen: Der Herberge für Wohnsitzlose, dem Stadtdiakonat, einer Sozialstation und sechzehn Kindergärten. Diese zehn Gemeinden gehören heute zum Dekanat Friedrichshafen in der Diözese Rottenburg-Stuttgart. Nach der Kreisreform 1973 war dieses aus dem bisherigen Dekanat Tettnang durch Umbenennung hervorgegangen.
Eine weitere Kirchengemeinde, St. Gangolf Kluftern, gehört nicht zur Gesamtkirchengemeinde Friedrichshafen. Kluftern gehörte ab 1806 zu Baden, die Kirchengemeinde gehört somit bis heute zum Dekanat Linzgau innerhalb der Erzdiözese Freiburg. Die Katholiken im Stadtteil Raderach gehören zur Kirchengemeinde Bergheim. Es gibt jedoch seit 1837 in Raderach eine Kapelle Mariä Heimsuchung. Insgesamt leben somit ca. 24.000 Katholiken im gesamten Stadtgebiet (2017).

### Evangelische Gemeinden
Anfang des 19. Jahrhunderts zogen auch Protestanten in den Raum Friedrichshafen. Es waren zunächst vor allem Beamte und Bedienstete des württembergischen Königs, die ins Schloss Hofen, das ehemalige Kloster, einzogen. Für sie gründete König Friedrich von Württemberg eine evangelische Kirchengemeinde, der er die barocke Schlosskirche zur Verfügung stellte. Im Jahr 1845 wurde hier eine Pfarrei errichtet. Während der Zeit des Nationalsozialismus wurde der evangelische Stadtpfarrer Karl Steger als Vertreter der „Deutschen Christen“ überregional bekannt.
Nach dem Zweiten Weltkrieg wuchs die evangelische Gemeinde stark an, vor allem wegen des Zustroms von Flüchtlingen und Heimatvertriebenen. Daher wurden weitere Kirchengemeinden gegründet und Kirchen erbaut. Es entstanden die Erlösergemeinde (1958), die Dietrich-Bonhoeffer-Gemeinde (1968) und die Paul-Gerhardt-Gemeinde Jettenhausen (1978). Sie alle bilden mit der Schlosskirchengemeinde seit 1994 die Evangelische Gesamtkirchengemeinde Friedrichshafen. Diese gehört zum Dekanat bzw. Kirchenbezirk Ravensburg innerhalb der Evangelischen Landeskirche in Württemberg. Weitere Kirchengemeinden bzw. Kirchen im Stadtgebiet Friedrichshafens befinden sich in Manzell (Kirche und Pfarrei von 1938), Ailingen (Kirche von 1949, eine Kapelle gab es bereits seit 1937) und Kluftern, wobei die letztgenannte zum Dekanat Überlingen-Stockach der Evangelischen Landeskirche in Baden gehört. Die Protestanten aus Ettenkirch werden von der Kirchengemeinde Ailingen, die Protestanten von Raderach von der Kirchengemeinde Markdorf betreut.

### Weitere christliche Kirchen
Neben den beiden großen Kirchen gibt es in Friedrichshafen auch eine serbisch-orthodoxe Kirchengemeinde sowie Gemeinden, die zu Freikirchen gehören, darunter eine evangelisch-freikirchliche Gemeinde (Baptistengemeinde), eine evangelisch-methodistische Gemeinde, eine Vineyard-Gemeinde, die Unabhängige Evangelische Gemeinde und die Freie Christengemeinde Foyer FN. Auch die Neuapostolische Kirche, hat zwei Gemeinden.

### Andere Gemeinschaften
Des Weiteren sind die Christliche Wissenschaft und die Zeugen Jehovas in Friedrichshafen vertreten.

### Islam
Im Zuge der Anwerbung von Gastarbeitern, vor allem aus der Türkei, sowie weiterer Einwanderung kamen seit den 1960er Jahren verstärkt auch Angehörige des islamischen Glaubens nach Friedrichshafen. In Folge von Bürgerkriegen mit weitreichenden Kriegshandlungen kamen Mitte 2015 auch hunderte Flüchtlinge in die Stadt. Schätzungen zufolge leben in der Stadt rund 5000 Muslime, überwiegend Sunniten. Seit 1998 betreibt die türkische DİTİB die Mehmet-Akif-Moschee; sie befindet sich am Rande des Stadtkerns in Richtung der Teilgemeinde Berg. Hinzu kommen zwei weitere kleinere islamische Gemeinden in der Kernstadt.

## Politik

### Gemeinderat
Die Kommunalwahl am 9. Juni 2024 führte zu folgendem Ergebnis:
| Kommunalwahl 2024 – StimmenanteileWahlbeteiligung: 57,28 % 3020100 26,0 %13,7 %15,4 %12,9 %10,4 %5,4 %3,3 %2,9 %9,2 % CDUGrüneFWSPDNfFeFDPÖDPLinkeAfDGewinne und Verlusteim Vergleich zu 2019 %p 10 8 6 4 2 0 −2 −4 −6 −8+2,4 %p−6,7 %p−1,7 %p−1,3 %p+0,6 %p−1,1 %p−1,5 %p−0,5 %p+9,2 %pCDUGrüneFWSPDNfFFDPÖDPLinkeAfDAnmerkungen:e Netzwerk für Friedrichshafen | Sitzverteilung ab 2024 im Gemeinderat von FriedrichshafenInsgesamt 40 Sitze - Linke: 1 - SPD: 5 - Grüne: 6 - NfF: 4 - ÖDP: 1 - FDP: 2 - FW: 6 - CDU: 11 - AfD: 4 |

### Bürgermeister
An der Spitze der Stadt Buchhorn standen ab dem 13. Jahrhundert der vom Stadtherrn eingesetzte Ammann (Amtmann) sowie der Rat, der zugleich Stadtgericht war. Ab 1397 wurde der Ammann als Vorsitzender des Rates durch einen Bürgermeister ersetzt, der Ammann war dann nur noch Vorsitzender des Gerichts. Die Zünfte hatten dann das Sagen in der Stadt. Sie bildeten den Kleinen und den Großen Rat. 1552 wurde durch Kaiser Karl V. die Geschlechterherrschaft eingeführt. Danach gab es drei Bürgermeister, die jeweils vier Monate im Amt waren. Im 18. Jahrhundert zerfiel die Verwaltung immer mehr, so dass 1752 ein kaiserlicher Kommandant eingesetzt werden musste.
Nach dem Übergang an Württemberg wurde in der nunmehrigen Stadt Friedrichshafen ein Stadtschultheiß eingesetzt. 1935 wandelte sich dessen Bezeichnung zu „Bürgermeister“, der seit der Erhebung zur Großen Kreisstadt 1956 die Amtsbezeichnung Oberbürgermeister trägt. Heutzutage wird der Oberbürgermeister für eine Amtszeit von acht Jahren gewählt. Er ist Vorsitzender des Gemeinderats und Leiter der Stadtverwaltung. Der Oberbürgermeister hat zwei Beigeordnete als hauptamtliche Stellvertreter. Die Amtsbezeichnung des Ersten Beigeordneten ist „Erster Bürgermeister“, der Zweite Beigeordnete nennt sich schlicht „Bürgermeister“.
Die Stadtoberhäupter seit 1810
| - 1810–1821/1822: Josef Mathias Prielmayer - 1821–1826/1827: Johann Evangelist Jakob von Steffelin - 1826/1827–1843: Ernst Gleichauf - 1843–1849: Karl Schubart - 1849–1885: Edmund Miettinger - 1885–1907: Peter Schmid - 1908–1920: Adolf Mayer - 1920–1933: Johannes Schnitzler | - 1934–1945: Walter Bärlin - 1945–1946: August Bertsch - 1946–1948: Josef Mauch - 1949–1977: Max Grünbeck - 1977–1984: Martin Herzog - 1985–2001: Bernd Wiedmann - 2001–2009: Josef Büchelmeier - 2009–2024: Andreas Brand - seit 2024: Simon Blümcke |

### Wappen
| Wappen der Stadt Friedrichshafen | Blasonierung: „In gespaltenem Schild vorne in Gold (Gelb) eine bewurzelte grüne Buche, hinten in Rot ein silbernes (weißes) Hifthorn (Mundstück unten) mit goldener (gelber) Fessel und goldenen (gelben) Beschlägen.“ |
| Wappen der Stadt Friedrichshafen | Wappenbegründung: Die Reichsstadt Buchhorn führte die redenden Wappenfiguren, die auch nach der von König Friedrich von Württemberg veranlassten Umbenennung in Friedrichshafen gültig blieben. Seit 1274 sind Abdrücke von Stadtsiegeln belegt, in denen unter dem Reichsadler zunächst noch die mit dem Hifthorn beheftete Buche, im 15. Jahrhundert aber die von zwei Hifthörnern begleitete Buche zu sehen ist. In kleineren Siegeln des 15. und 16. Jahrhundert entfiel der Adler, und das Horn wurde vorne neben der Buche abgebildet. Eine Darstellung in Richentals Konstanzer Konzilschronik gibt im Wesentlichen das heutige Wappen wieder, doch ist das Horn dort noch schwarz tingiert. Seit 1885 hat sich die silberne (weiße) Tingierung dieser Figur durchgesetzt. |

### Partnerstädte
Friedrichshafen unterhält Städtepartnerschaften mit
- Sarajevo in Bosnien und Herzegowina, seit 1972
- Saint-Dié-des-Vosges in Frankreich, seit 1973
- Peoria in den Vereinigten Staaten, seit 1976
- Delitzsch in Deutschland seit 1990
- Polozk in Belarus, seit 1990
- Imperia in Italien, seit 2014

Außerdem besteht eine Städtefreundschaft mit
- Tsuchiura in Japan, seit 1994

In Friedrichshafen wurden von engagierten Bürgern zahlreiche eingetragene Vereine zur Pflege der Städtepartnerschaften gegründet:
- Peoria Club seit 1982
- Freundeskreis Polozk seit 1995
- Pro Sarajevo seit 2000
- Amici di Imperia seit 2009

### Patenschaft
Die Stadt Friedrichshafen übernahm am 12. Dezember 1967 die Patenschaft über das Marinefliegergeschwader 3 „Graf Zeppelin“ aus Nordholz anlässlich der Verleihung des Traditionsnamens Graf Zeppelin an das Geschwader am 9. Juli 1967.

## Wirtschaft und Infrastruktur

### Industrie und Gewerbe
Die größten Arbeitgeber der Stadt sind immer noch die Industrieunternehmen, deren Wurzeln in die Zeit des Luftschiffbaus zurückreichen.
Die ZF Friedrichshafen AG (ZF) wurde 1915 als Zahnradfabrik GmbH gegründet, um die Getriebe (in erster Linie waren es die Zahnräder) der Zeppeline zu verbessern. Das Unternehmen wurde 1921 in eine Aktiengesellschaft umgewandelt. Heute ist die ZF der weltweit viertgrößte Automobilzulieferer und zählt zu den weltweit führenden Unternehmen der Antriebs- und Fahrwerktechnik. Eigentümer sind zu 93,8 % die Zeppelin-Stiftung und zu 6,2 % die Dr. Jürgen und Irmgard Ulderup Stiftung in Lemförde.
Die Rolls-Royce Power Systems ist hervorgegangen aus der MTU Friedrichshafen GmbH (MTU; nicht zu verwechseln mit der Motoren und Turbinen Union in München) und zählt zu den weltweit führenden Herstellern von großen Dieselmotoren und kompletten Antriebs- und Energiesystemen. Bis 1985 gehörte das Unternehmen zum Daimler-Chrysler-Konzern, der die MTU Friedrichshafen 2005 jedoch für 1,6 Milliarden Euro an die schwedische Private-Equity-Gruppe EQT verkaufte. Nach einer Umbenennung 2006 in Tognum GmbH, bei der der Markenname MTU erhalten blieb, änderte sich die Firmierung 2007 mit dem Börsengang in Tognum AG. Ab 2011 hielten Rolls-Royce und Daimler über die gemeinsame Tochter Engine Holding GmbH 98,3 % des Kapitals der Tognum AG. 2014 übernahm der Rolls-Royce-Konzern die Daimler-Anteile. Seit Januar 2014 firmiert das Unternehmen unter Rolls-Royce Power Systems.
Die Zeppelin Luftschifftechnik GmbH ist ein 1993 gegründetes Unternehmen, das die halbstarren Hybridluftschiffe vom Typ Zeppelin NT entwickelt und herstellt. Hauptanteilseigner sind die Luftschiffbau Zeppelin GmbH und die ZF. Die Deutsche Zeppelin-Reederei GmbH, ein Tochterunternehmen der Luftschifftechnik, ist zuständig für die Vermittlung der Flüge.

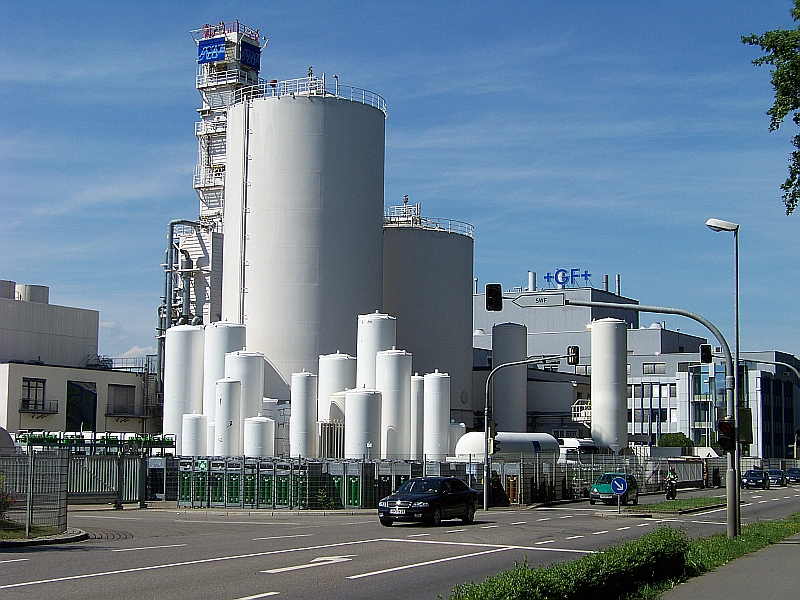
Sauerstoffwerk Friedrichshafen

Die Sauerstoffwerk Friedrichshafen GmbH (SWF) wurde 1913 zur Herstellung von Wasserstoff als Traggas für Zeppeline gegründet. Heute stellt sie mit zwei weiteren Werken in Aitrach und Bielefeld Gase aller Art für den industriellen, handwerklichen und medizinischen Bedarf her.
Die seit 1909 bestehende LZ-Gießerei ging 1948 in die Firma Metallbearbeitung Friedrichshafen eGmbH über und gehört heute unter der Firmierung DGH Sand Casting GmbH zur DGH-Group mit Sitz in Dohna.
1859, also lange Zeit vor der Zeppelinproduktion, gründete Hans Heinrich Hüni östlich der Altstadt von Friedrichshafen die Firma Hüni + Co. Ursprünglich produzierte sie Leder, inzwischen gilt sie als Spezialist für hochwertige Beschichtungen mit organischen Kunststoffen.
Friedrichshafen hat sich außerdem als Messestandort etabliert und nennt sich daher gerne „Messe- und Zeppelinstadt“. Zu den bekannteren regelmäßigen Veranstaltungen in der Messe Friedrichshafen gehören
- die Luftfahrtmesse Aero
- die Internationale Bodenseemesse (IBO) für Konsum- und Investitionsgüter
- die Wassersportmesse Interboot
- die Fahrradmesse Eurobike (1991 bis 2021)
- die Auto-Tuningmesse Tuning World Bodensee
- die internationale Amateurfunkausstellung Ham Radio
- die Fachmesse für Kunststoffverarbeitung Fakuma
- die Pferdefachmesse Pferd Bodensee
- die Motorradmesse Motorradwelt Bodensee

Am 21. Februar 2007 gewann die Stadt den von der Deutschen Telekom ausgeschriebenen Wettbewerb T-City.

### Verkehr

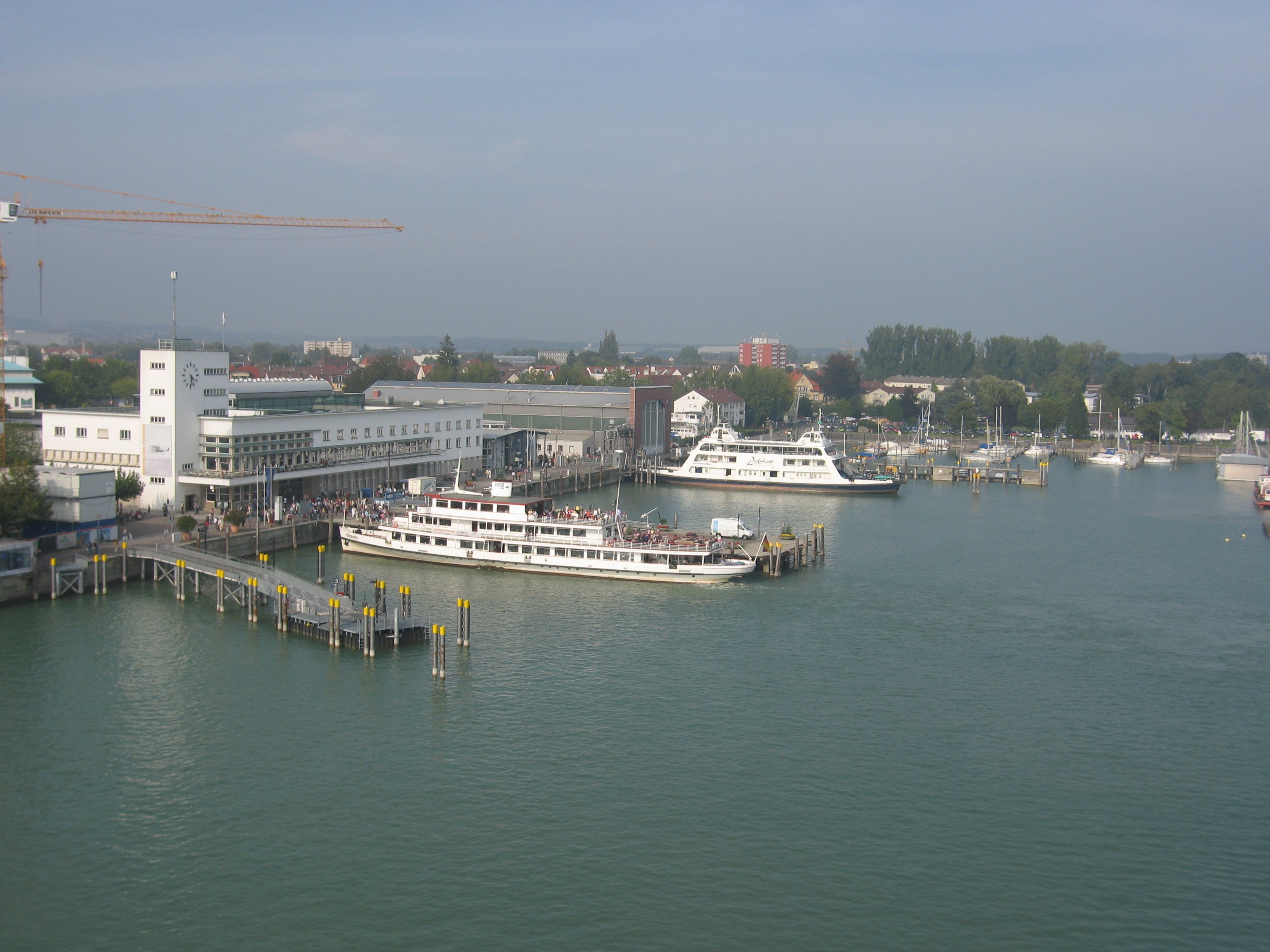
Der Hafen von Friedrichshafen – Blick vom Moleturm

#### Schiffsverkehr

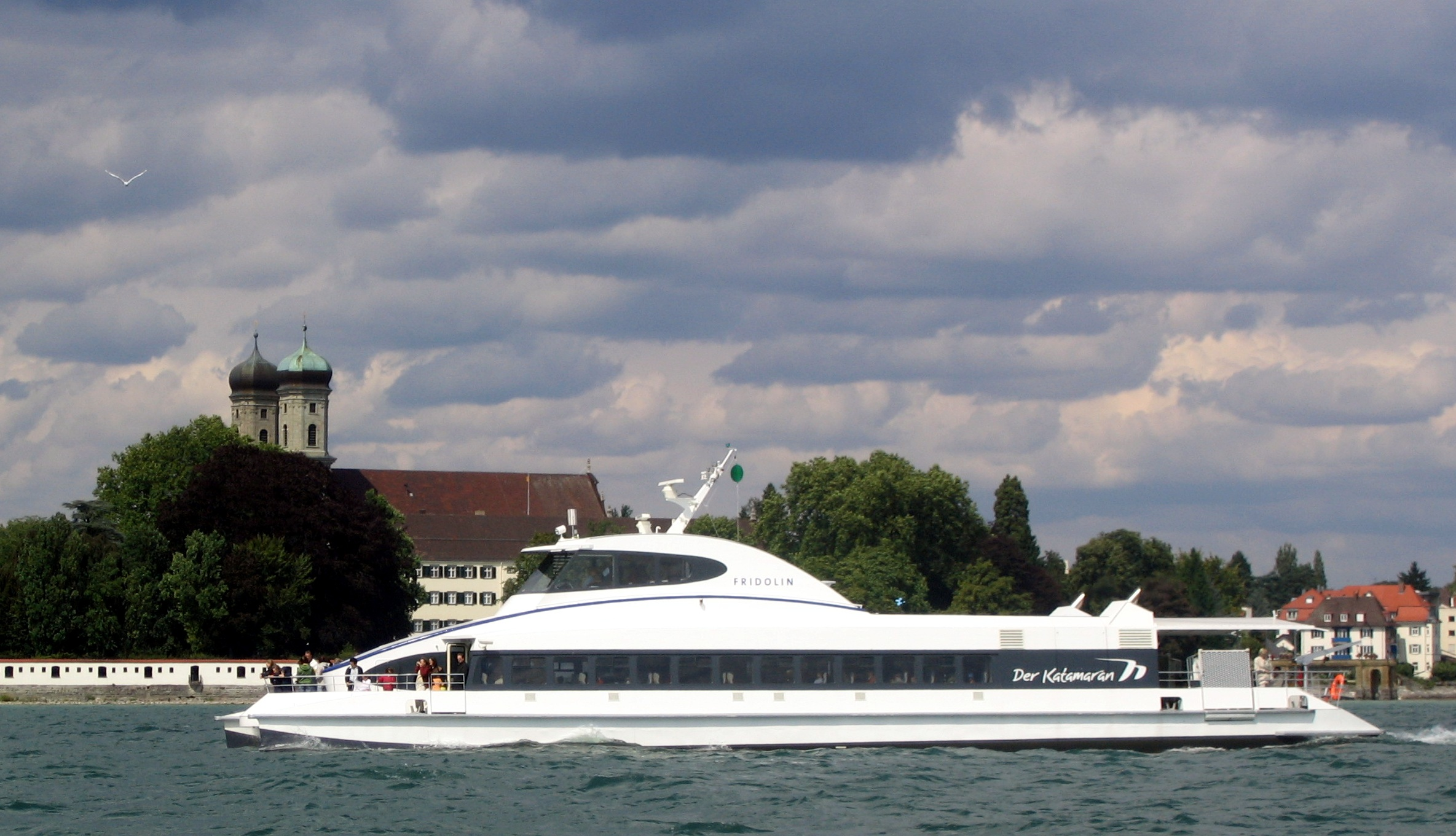
Der Katamaran (Friedrichshafen–Konstanz) vor Friedrichshafen

Die Fährlinie Friedrichshafen–Romanshorn verbindet Friedrichshafen mit Romanshorn in der Schweiz. Seit 2005 verbinden die beiden Katamarane Fridolin und Constanze die Stadt mit Konstanz. 2007 kam ein drittes Schiff hinzu, der Katamaran Ferdinand.
Friedrichshafen ist durch den Linienverkehr der Bodensee-Schifffahrtsbetriebe (BSB, ugs.: „Weiße Flotte“) mit diversen Städten rund um den See verbunden (z. B. Meersburg, Überlingen, Konstanz, Lindau, Bregenz). Diese Schiffe verkehren nur während des Sommerhalbjahres. Vom Hafenbahnhof gibt es eine direkte Anbindung an die Züge im Bahnhof Friedrichshafen Stadt.

#### Luftverkehr

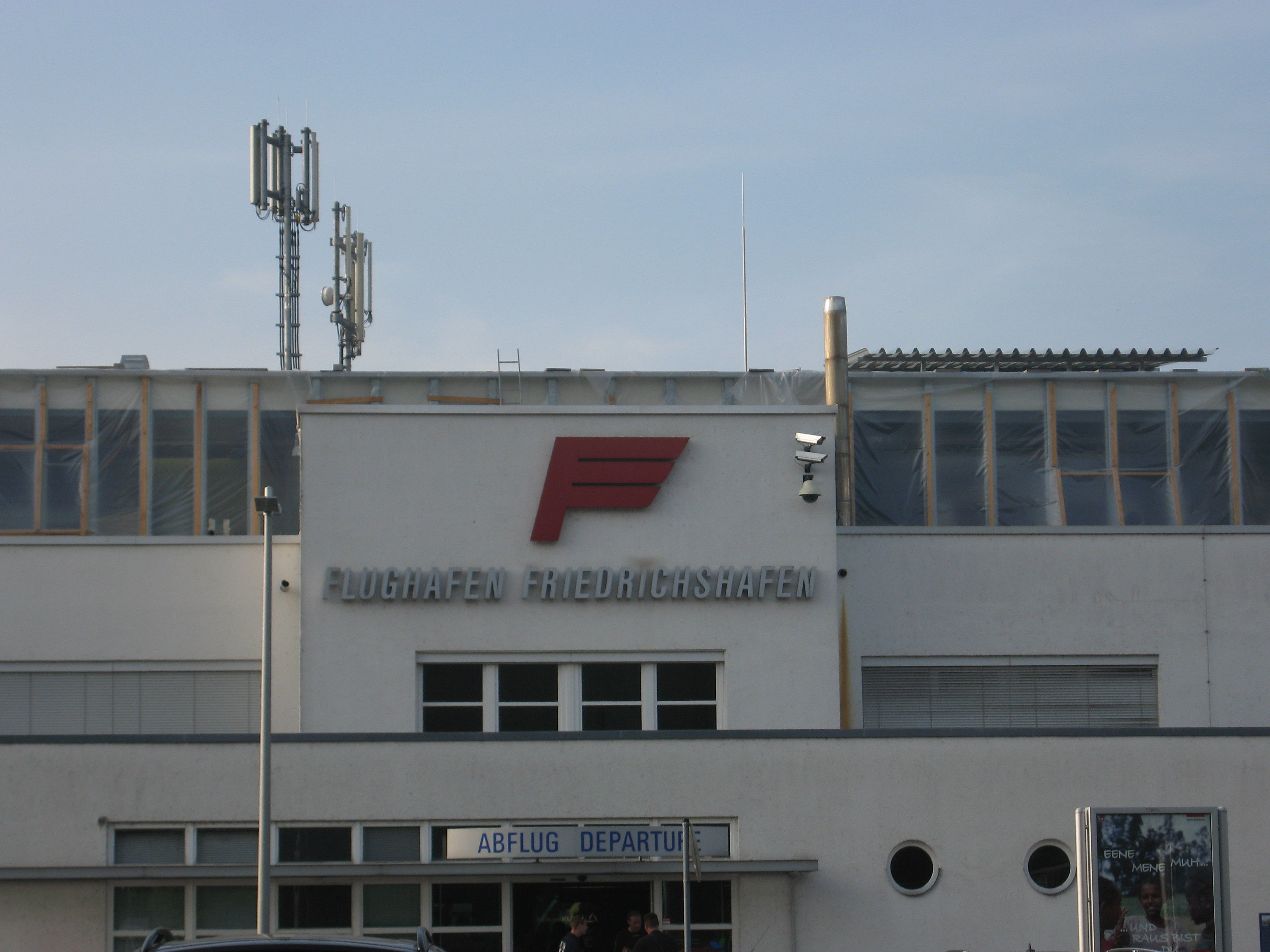
Flughafen Friedrichshafen

Im Nordosten der Stadt (Richtung Meckenbeuren) befindet sich der Flughafen Friedrichshafen. Er wird regelmäßig von der Lufthansa, British Airways und weiteren Fluglinien angesteuert. Neben dem innerdeutschen Ziel Frankfurt bestehen unter anderem auch Verbindungen nach London, Toulouse, Istanbul (Turkish Airlines). Hinzu kommen im Sommer- und Winterflugplan internationale Ziele für Ferienflüge, beispielsweise nach Palma de Mallorca, Kroatien oder Teneriffa.

#### Straßenverkehr
Friedrichshafen liegt an der Bundesstraße 31 (Freiburg im Breisgau–Sigmarszell), die am nördlichen Bodenseeufer entlangführt, und ist durch die Bundesstraße 30 in Richtung Ravensburg und Ulm angebunden (es gab einmal Pläne, die B 30 zur Bundesautobahn 89 auszubauen). Nach der Umgestaltung der Innenstadt in eine verkehrsberuhigte Zone verfügt Friedrichshafen über vier Parkhäuser (See, Altstadt, Stadtbahnhof und Graf-Zeppelin-Haus).

#### Schienenverkehr

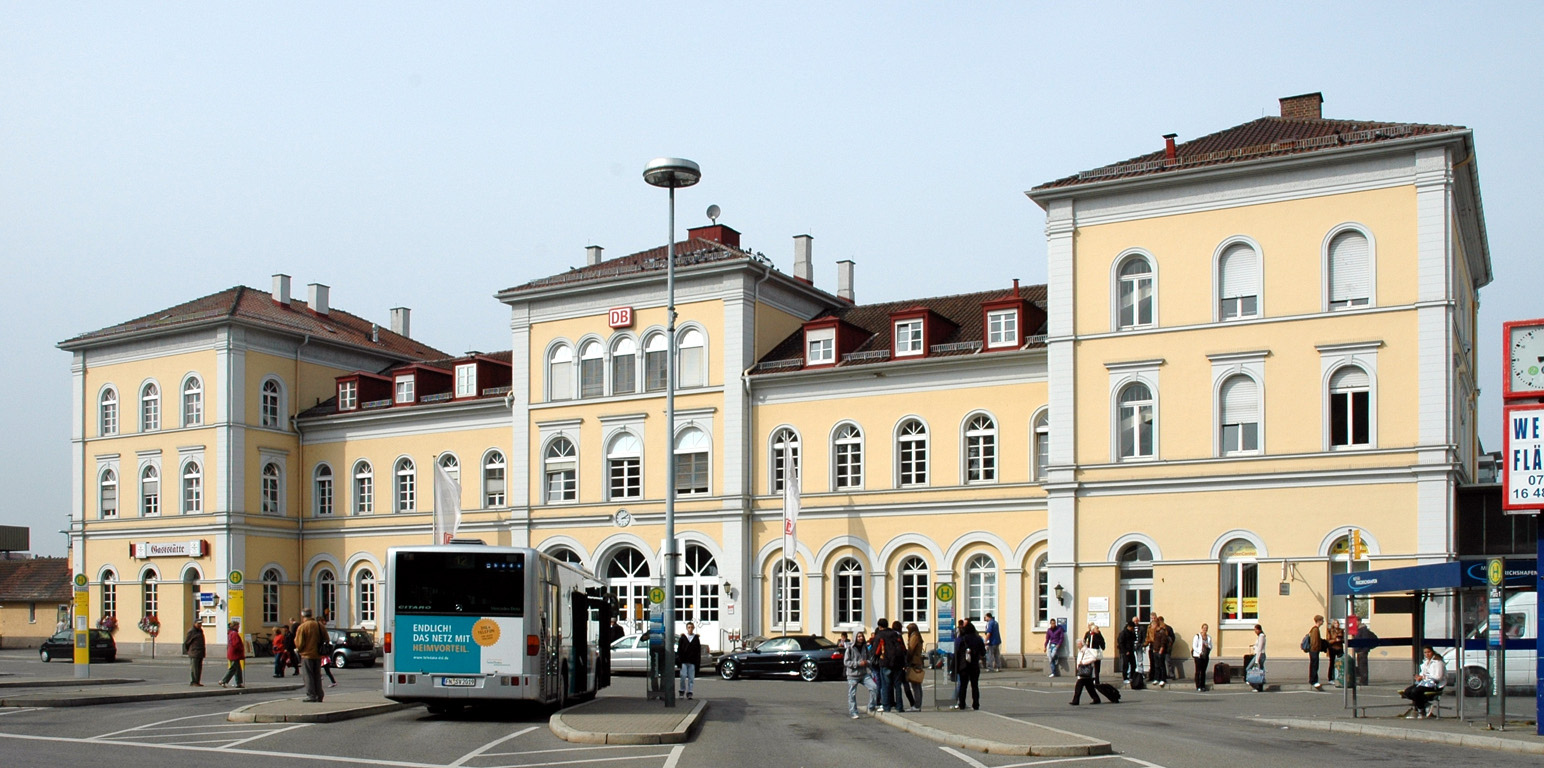
Der Stadtbahnhof in Friedrichshafen (September 2008)

Im Friedrichshafener Stadtgebiet gibt es die Bahnhöfe Friedrichshafen Hafen und Friedrichshafen Stadt, die durch die Bahnstrecke Friedrichshafen Stadt–Friedrichshafen Hafen verbunden sind, sowie weitere Stationen. Im Stadtbahnhof sind darüber hinaus die Bahnstrecke Ulm–Friedrichshafen, die Bahnstrecke Stahringen–Friedrichshafen und die Bahnstrecke Friedrichshafen–Lindau miteinander verknüpft. Am Westkopf des Stadtbahnhofs Friedrichshafen endet die elektrische Oberleitung der von Ulm kommenden Bahnstrecke. Der Fernverkehr beschränkt sich auf ein Intercity-Express-Zugpaar nach Dortmund/Innsbruck und ein RailJet nach Frankfurt a. M./Wien, mehr Anschlüsse bietet der durch enge Taktung verbundene Knotenpunkt Ulm Hbf. Darüber hinaus werden die Bahnhöfe von Regionalzügen der Deutschen Bahn AG (DB) und der Bodensee-Oberschwaben-Bahn (BOB) bedient.

#### Öffentlicher Nahverkehr
Seit dem Jahr 1990 wird der städtische Nahverkehr vom Stadtverkehr Friedrichshafen durchgeführt. Das Unternehmen wurde 1999 umstrukturiert und ist seit 2004 im Bodensee-Oberschwaben Verkehrsverbund (bodo). Heute verkehren in diesem Netz 17 Buslinien, deren wichtigste Knotenpunkte Hafen- und Stadtbahnhof sind. Bei Messeveranstaltungen werden zusätzlich ein Messeexpress (Hafenbahnhof–Stadtbahnhof–Messe) und ein Messeshuttle (Flughafen–Messe) eingerichtet. In der Schwachverkehrszeit sind im Stunden- bzw. Zweistundentakt sechs Abendlinien von bzw. zum Stadtbahnhof, auf teilweise gegenüber den Tageslinien veränderten Routen, unterwegs. Außerdem bietet das Unternehmen das Ruftaxi RIA im Abend- und Nachtverkehr und das eCarsharingangebot „FRIZZ“ an.

#### Radverkehr
Durch Alltagsrouten aus dem Radnetz Baden-Württemberg ist Friedrichshafen 
- über Immenstaad, Hagnau und Meersburg mit Überlingen,
- über Meckenbeuren mit Ravensburg und
- über Eriskirch, Langenargen und Kressbronn bis zur Landesgrenze mit Lindau verbunden.

Durch Friedrichshafen führt der Bodensee-Radweg, der als Fernradweg den Bodensee umrundet. Er ist auf der Nordseite des Sees auch ein Teil der D-Route 8 (Rhein-Route). Der Oberschwaben-Allgäu-Radweg ist eine Rundstrecke über Ulm und Tettnang und verläuft dabei von Meckenbeuren kommend durch den Stadtteil Waltenweiler bei Ettenkirch und weiter nach Oberteuringen.
Friedrichshafen ist Gründungsmitglied der AGFK (Arbeitsgemeinschaft Fahrrad- und Fußverkehrsfreundlicher Kommunen) in Baden-Württemberg und hat die „Qualitätsstufe“ für eine fahrradfreundliche Kommune erreicht.

### Medien
In Friedrichshafen befindet sich ein SWR-Studio, in dem neben Fernseh- und Onlinenachrichten aus der Region das SWR4-Bodenseeradio des Südwestrundfunks produziert wird. Die SWR-Redakteure berichten aus den Landkreisen Bodensee, Konstanz, Lindau, Ravensburg, Biberach, Sigmaringen sowie länderübergreifend aus Vorarlberg und der Ostschweiz. Das Studio befindet sich in der Innenstadt, beim Parkhaus am See.
Weitere regionale Radiosender sind das eher jugendorientierte Radio 7 und Radio Seefunk, die beide vorwiegend Rock- und Popmusik spielen.
Die Schwäbische Zeitung (ist auch an Radio 7 beteiligt) betreibt eine eigene Lokalredaktion in Friedrichshafen, die über das aktuelle Geschehen in der Stadt sowie aus der Region berichtet.
Friedrichshafen gehört außerdem zum Sendegebiet des über Kabel zu empfangenden privaten Regionalfernsehsenders Regio TV Bodensee, der 2013 sein Studio von Friedrichshafen nach Ravensburg verlagerte.

### Behörden und Einrichtungen
Als Kreisstadt des Bodenseekreises beherbergt Friedrichshafen dessen Verwaltung, das Landratsamt. Ferner vor Ort sind das Finanzamt und ein Notariat.
Die Stadt ist auch Sitz des Dekanats Friedrichshafen des Bistums Rottenburg-Stuttgart.

### Bildungseinrichtungen

#### Kindertageseinrichtungen
In Friedrichshafen gibt es 37 Kindertageseinrichtungen.

#### Allgemeinbildende Schulen
Als Große Kreisstadt verfügt Friedrichshafen über alle gängigen Schularten.
In der Primarstufe gibt es die drei Grund- und Werkrealschulen Ludwig-Dürr-Schule, Pestalozzischule und die katholische Bodenseeschule St. Martin, die zudem ein sozialwissenschaftliches berufliches Gymnasium angeschlossen hat, sowie die Gemeinschaftsschule Schreienesch und die fünf Grundschulen Grundschule Ailingen mit einer Außenstelle in Berg, Grundschule Friedrichshafen-Fischbach mit Außenstelle in Schnetzenhausen, Albert-Merglen-Schule, Don-Bosco-Schule Ettenkirch und die Grundschule Friedrichshafen-Kluftern. An weiterführenden Schulen stehen die Realschule Ailingen sowie die katholische Mädchen- und Jungenrealschule St. Elisabeth zur Verfügung sowie ferner eine Abendrealschule.
Seit dem Schuljahr 2014/2015 gibt es außerdem zwei Gemeinschaftsschulen an der Gemeinschaftsschule Schreienesch und der Gemeinschaftsschule Graf Soden. Außerdem bietet die Stadt mit dem Graf-Zeppelin-Gymnasium und dem Karl-Maybach-Gymnasium zwei allgemeinbildende Gymnasien. Hinzu kommt die Merianschule als Förderschule und die Tannenhagschule als Sonderschule für Geistigbehinderte sowie die privaten Sonderschulen Schule am See (Sonderschule für Körperbehinderte) und Sprachheilschule (Sonderschule für Sprachbehinderte). Die SIS Swiss International School (Privatschule) bietet bilinguale Bildung vom Kindergarten über die Grundschule bis zum Gymnasium.
Im Berufsschulzentrum (im Osten der Stadt; Träger ist der Bodenseekreis) befinden sich die Claude-Dornier-Schule (gewerbliche Schule, unter anderem mit dem Technischen Gymnasium und dem Informationstechnischen Gymnasium), die Hugo-Eckener-Schule (kaufmännische Schule, unter anderem mit dem Wirtschaftsgymnasium) und die Droste-Hülshoff-Schule (haus- und landwirtschaftliche Schule, unter anderem mit dem Ernährungswissenschaftlichen-, Sozialwissenschaftlichen- und Biotechnologischen Gymnasium). Die Bernd-Blindow-Schule ist eine private berufliche Schule mit Naturwissenschaftlich-technischem, Sozialpädagogischem und Medien- und Gestaltungstechnischem Gymnasium.
Außerschulische Bildungseinrichtungen sind die Wissenswerkstatt, die Interesse für Technik und technische Berufe wecken will, die KinderUni FN mit Vorlesungen für Kinder im Alter von fünf bis zwölf Jahren in allen Wissensbereichen und die Hector Kinderakademie zur Förderung begabter Kinder im Grundschulalter.
Die Tanzschule No 10 Sportpark ist eine anerkannte allgemeinbildende Schule und privater Berufsausbildungsbetrieb für Tanzlehrende.

#### Hochschulen

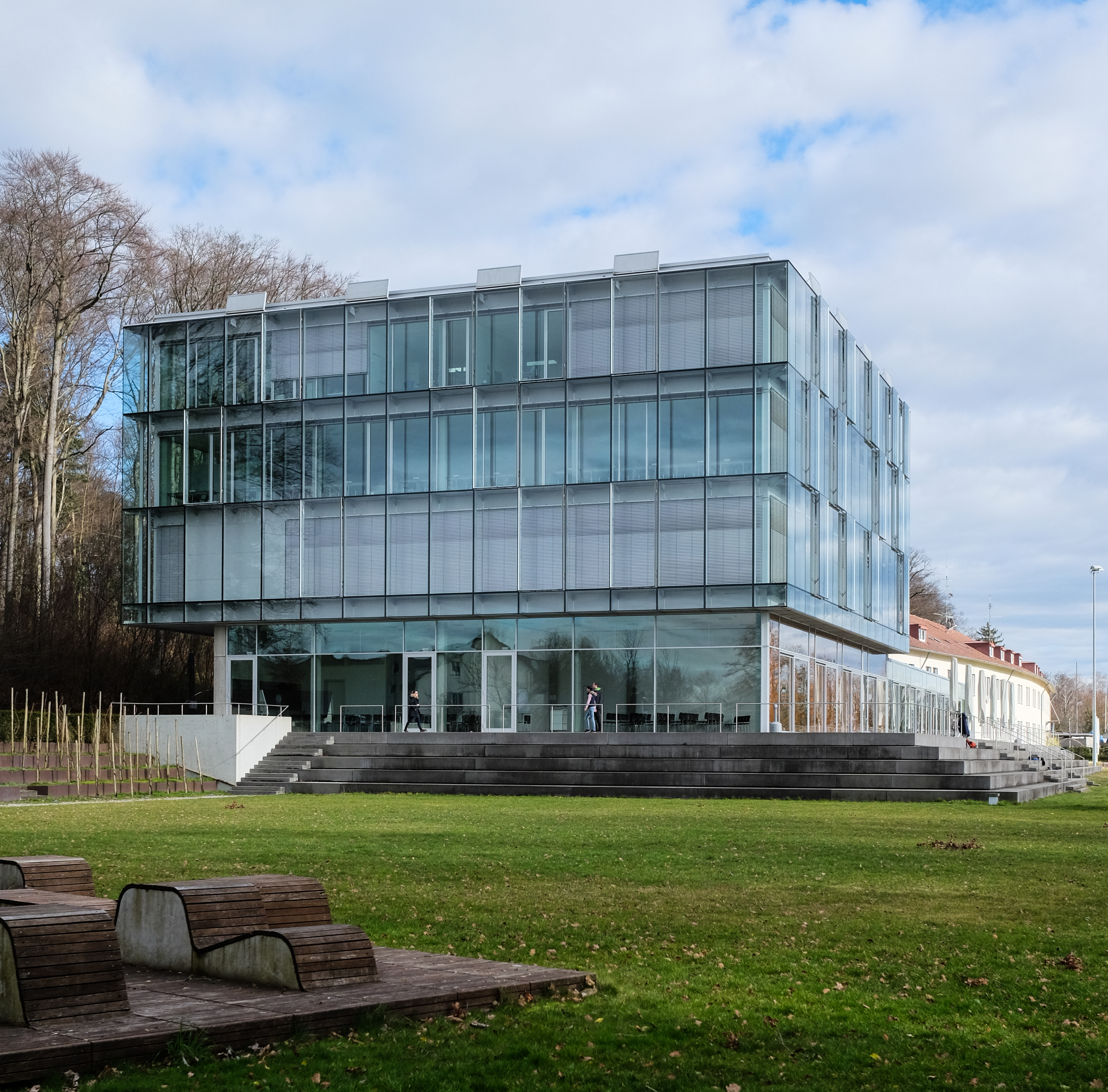
Zeppelin Universität (SeeCampus / SMH)

Die 2003 gegründete Zeppelin Universität ist seit September 2011 (Verleihung der Promotions- und Habilitationsrechte durch das Wissenschaftsministerium) die zehnte Universität im Land Baden-Württemberg; Friedrichshafen ist somit seitdem Universitätsstadt. Die Universität befindet sich in privater Trägerschaft und beschreibt sich selbst als „Universität zwischen Wirtschaft, Kultur und Politik“. Angeboten werden Studiengänge in den Bereichen Wirtschaftswissenschaften, Kommunikations- und Kulturwissenschaften, Politik- und Verwaltungswissenschaften sowie Soziologie, Politik und Ökonomie.
Weiterhin befindet sich eine duale Hochschule in Friedrichshafen: Die Fakultät Technik der Dualen Hochschule Baden-Württemberg Ravensburg (DHBW Ravensburg) bietet 14 Studienrichtungen in den Bereichen Elektrotechnik, Maschinenbau, Informatik, Wirtschaftsinformatik, Luft- und Raumfahrttechnik, Wirtschaftsingenieurwesen.
Außerdem befindet sich in Friedrichshafen ein Studienzentrum der privaten DIPLOMA – Fachhochschule Nordhessen.

#### Bibliotheken

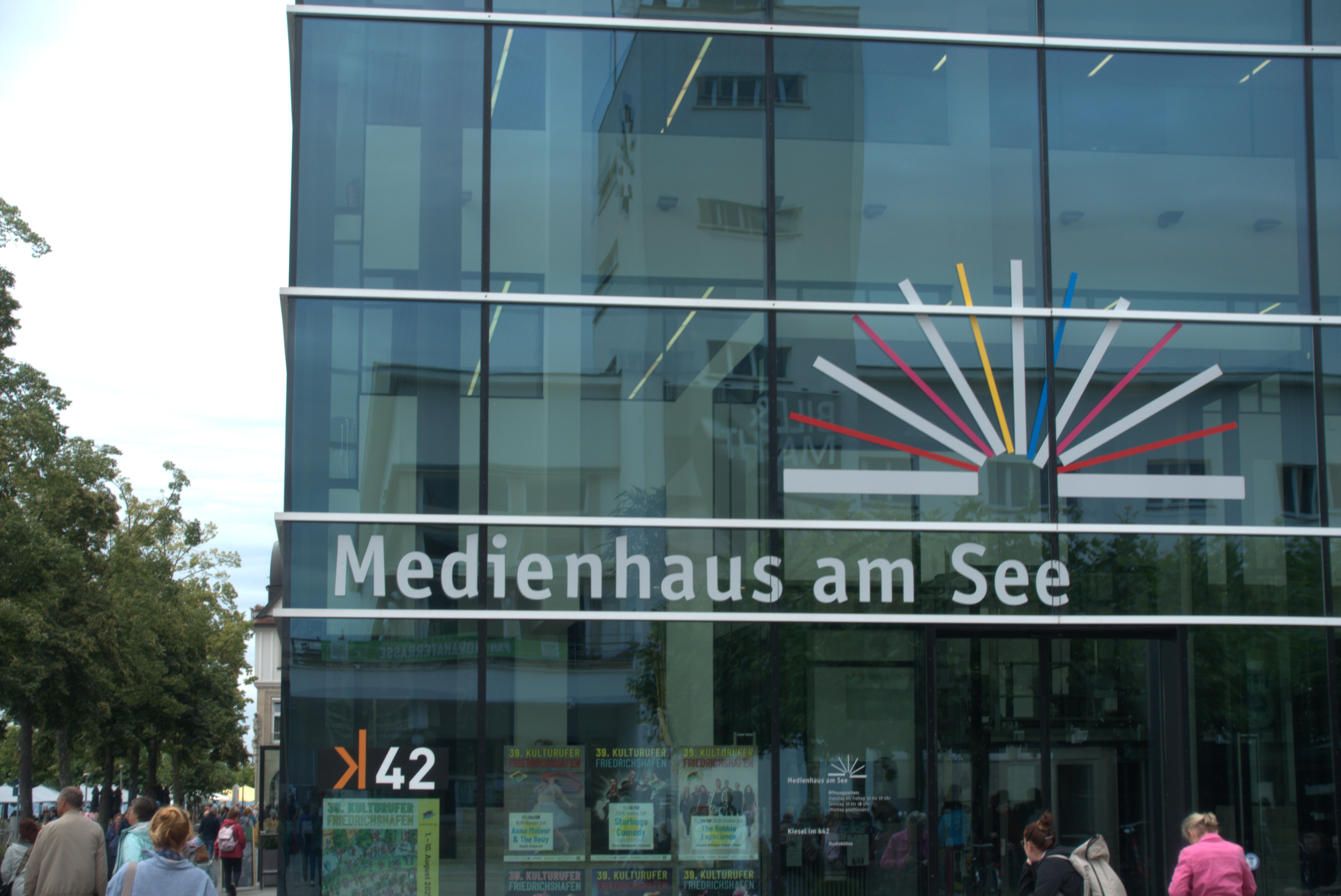
Medienhaus am See (Stadtbibliothek Friedrichshafen)

Neben der Stadtbibliothek „Medienhaus am See“ ist in Friedrichshafen die Bodenseebibliothek ansässig, die als Spezialbibliothek Werke zum Bodenseeraum und seiner Geschichte sammelt.

### Soziale Einrichtungen
Die Evangelische Heimstiftung und die BruderhausDiakonie betreiben in Friedrichshafen Einrichtungen der Altenhilfe und der Sozialpsychiatrie. Die Stiftung Liebenau unterhält mehrere Seniorenzentren und das Hospiz St. Josef. Arbeiterwohlfahrt (AWO), Deutsches Rotes Kreuz, die Johanniter-Unfall-Hilfe, das THW, der Malteser Hilfsdienst und die DLRG unterhalten in Friedrichshafen Vertretungen.

## Kultur und Sehenswürdigkeiten

### Ferienstraßen
Friedrichshafen liegt an der Hauptroute der Oberschwäbischen Barockstraße.
Die grenzüberschreitende Grüne Straße/Route Verte, die in den Vogesen in Contrexéville beginnt und bei Breisach den Rhein überschreitet, führt in der Nordroute über Friedrichshafen und endet in Lindau.

### Promenade, Wanderwege und Pfade

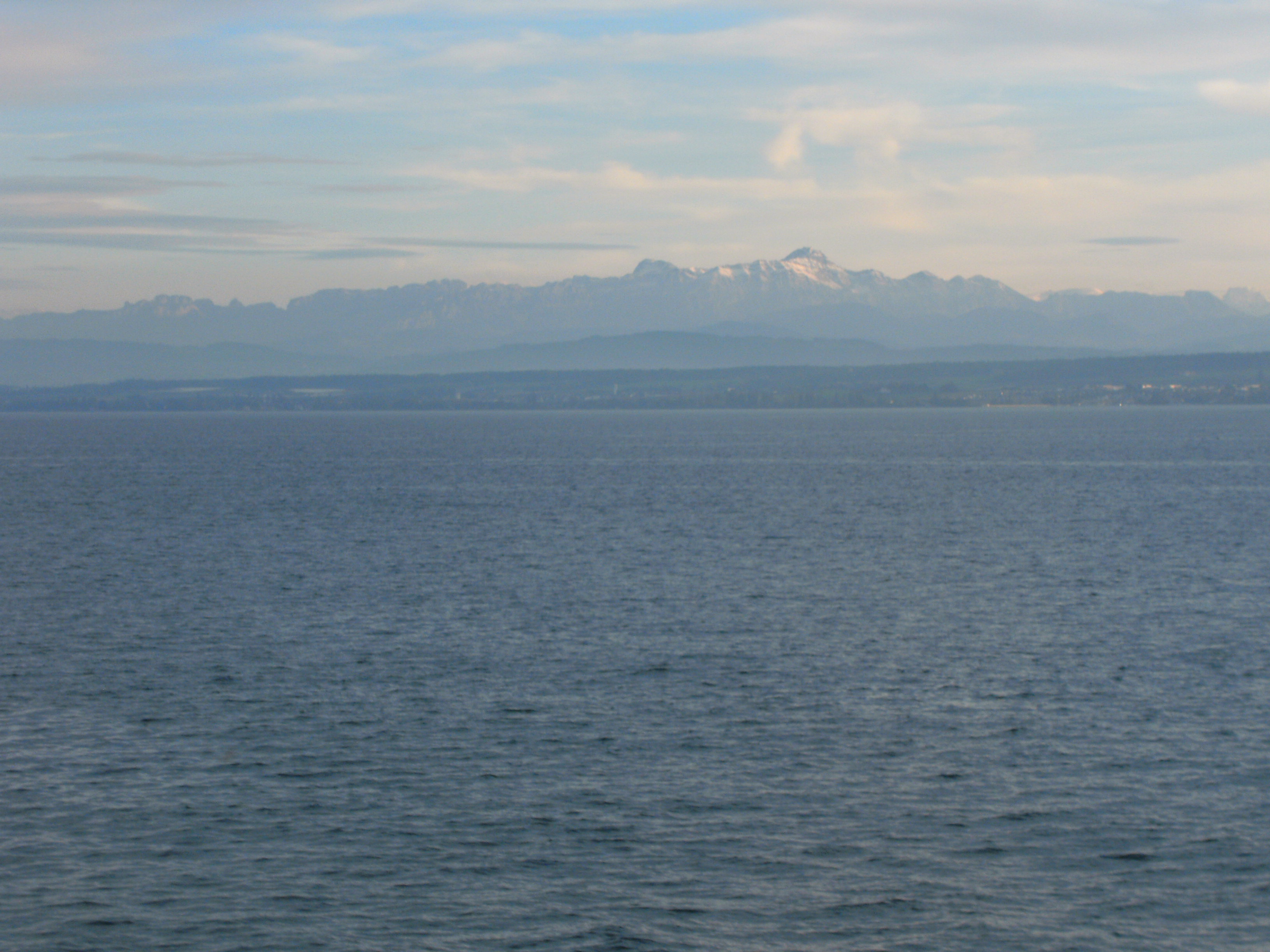
Friedrichshafen, Seepromenade: Blick auf Bodensee und die Alpen

Häufig besucht ist vom Hafen aus gesehen westwärts die See- und Uferstraße als Promenade bis zum württembergischen Schloss und ostwärts der Weg durch das Naturschutzgebiet Eriskircher Ried, die Teil des Bodensee-Rundweges sind. Weiter westwärts in den Ortsteilen Manzell und Fischbach führt dieser wegen der Industrieanlagen nicht am Bodenseeufer, sondern an der vielbefahrenen Bundesstraße 31 entlang und erreicht den See erst wieder beim Campingplatz Immenstaad.
Der Geschichtspfad Friedrichshafen bietet Informationen zu geschichtlich interessanten Örtlichkeiten und Gebäuden. Auf inzwischen über fünfzig Informationstafeln an Originalstandorten in der Friedrichshafener Innenstadt und den näher gelegenen Stadtteilen werden Blicke „hinter die Fassaden“ gewährt.
Eine Ergänzung des Geschichtspfads ist der Maybach-Weg. Die wichtigsten Stationen im Leben des Motoren- und Automobilkonstrukteurs Karl Maybach (* 1879; † 1960 in Friedrichshafen) werden durch ihn aufgegriffen. An zwölf Standorten im Stadtgebiet wird auf installierten Tafeln an sein Leben und seine Leistungen erinnert.
Der zwölf Kilometer lange Zeppelin-Pfad soll an neun Stationen die Geschichte der Stadt Friedrichshafen im 20. Jahrhundert, in deren Mittelpunkt die Geschichte der Zeppelin-Stiftung steht, erfahrbar machen. Er ergänzt ebenfalls das Angebot des Geschichtspfads.
Durch das Stadtgebiet Friedrichshafens verläuft die dritte Etappe des Jubiläumswegs, ein 111 Kilometer langer Wanderweg, der 1998 zum 25-jährigen Bestehen des Bodenseekreises ausgeschildert wurde. Er führt über sechs Etappen durch das Hinterland des Bodensees von Kressbronn über Neukirch, Meckenbeuren, Markdorf, Heiligenberg und Owingen nach Überlingen.
Als direkt am See liegende Stadt ist Friedrichshafen auch Station des Bodensee-Radwegs.

### Zeppelinrundflüge und Schiffsrundfahrten

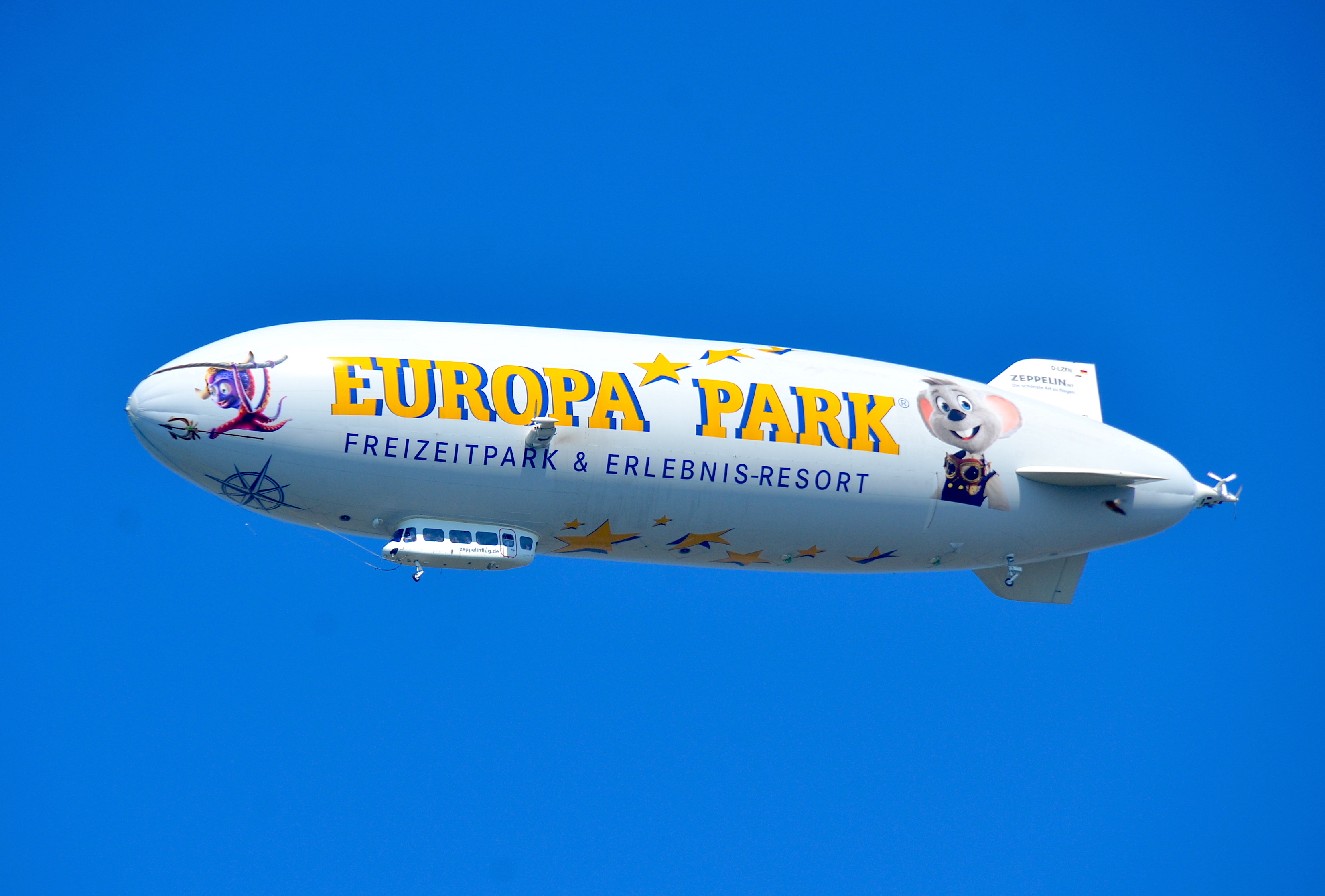
Der Zeppelin NT N07 (D-LZFN)

Von seinem Standort Friedrichshafen aus können Rundflüge mit dem Zeppelin NT über den Bodensee und das Hinterland gestartet werden.
Da Friedrichshafen eine zentrale Lage am deutschen Bodenseeufer hat, können von hier aus Schifffahrten mit einem der zahlreichen Passagierschiffe unternommen werden.

### Museen

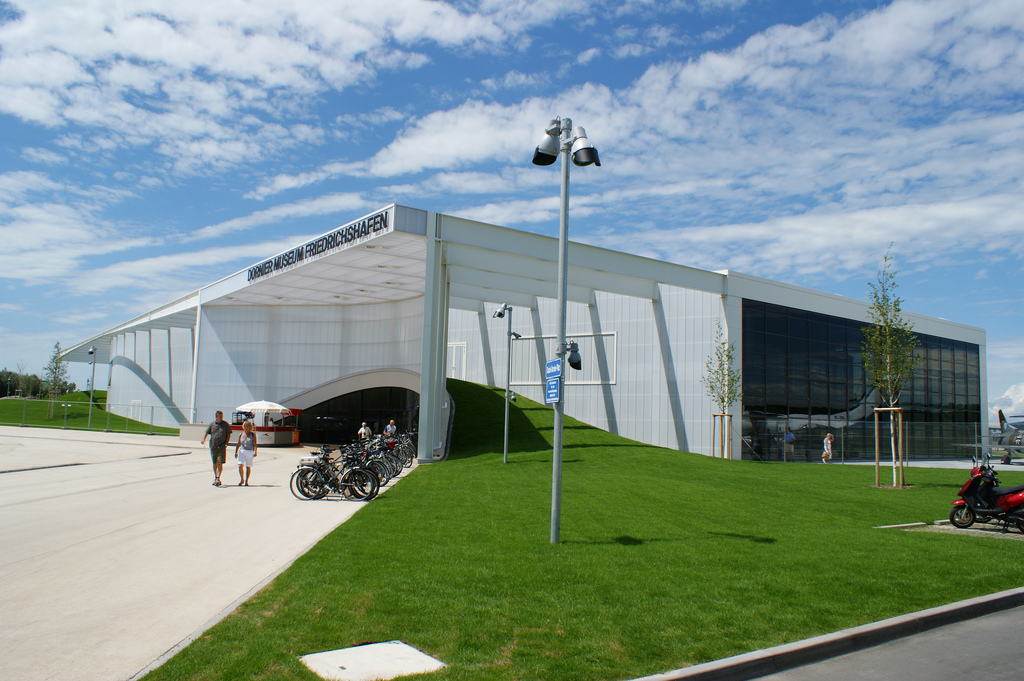
Dornier-Museum

Das Dornier-Museum zeigt die Geschichte der Luft- und Raumfahrttechnik der Firma Dornier auf. Das direkt neben dem Flughafen Friedrichshafen in einem 25.000 Quadratmeter großen Landschaftspark erbaute Museum wurde im Juli 2009 eröffnet. Es ist einem Flugzeughangar nachempfunden und zeigt mit mehr als 400 Exponaten 100 Jahre Luft- und Raumfahrtgeschichte.

Zu sehen sind unter anderem von Claude Dornier entworfene Flugzeuge wie die Dornier Do 27, der Senkrechtstarter Dornier Do 31 oder ein Nachbau des Dornier Merkur. Darüber hinaus können auch Originalteile eines Spacelabs besichtigt werden. In der „Museumsbox“ wird die Geschichte des Unternehmens Dornier anhand von Filmen und Videos präsentiert.
Das Feuerwehrmuseum in Ettenkirch-Waltenweiler mit Ausstellungsstücken aus der Geschichte der Feuerwehr ist ab 2002 von ehrenamtlichen Helfern eingerichtet worden. Das 1930 erbaute Museumsgebäude diente der Ettenkircher Freiwilligen Feuerwehr bis 1977 als Feuerwehrhaus und stand danach bis zur Museumseröffnung im Jahr 2005 leer.
Das Schulmuseum Friedrichshafen wurde gegründet von Erich H. Müller-Gaebele, Professor an der Pädagogischen Hochschule Weingarten und Norbert Steinhauser, Rektor der Pestalozzischule, im Stadtteil Schnetzenhausen. Es war das erste Museum Baden-Württembergs, das schulgeschichtliche Sammlungen zeigte. 1989 wurde es auf Beschluss des Gemeinderates in die „Villa von Riss“ verlegt, um mehr Ausstellungsfläche zur Verfügung zu haben. Jeder Ausstellungsraum schildert einen Typ von Schule: Die Klosterschule, Schulräume aus den Jahren 1800, 1850, 1900 und 1930. Das Thema Schule im Nationalsozialismus bildet einen besonderen Schwerpunkt. Die Vorstellung verschiedener Schultypen sowie ein Raum zum Thema „Schulstrafen“ ergänzen die umfangreiche Sammlung.

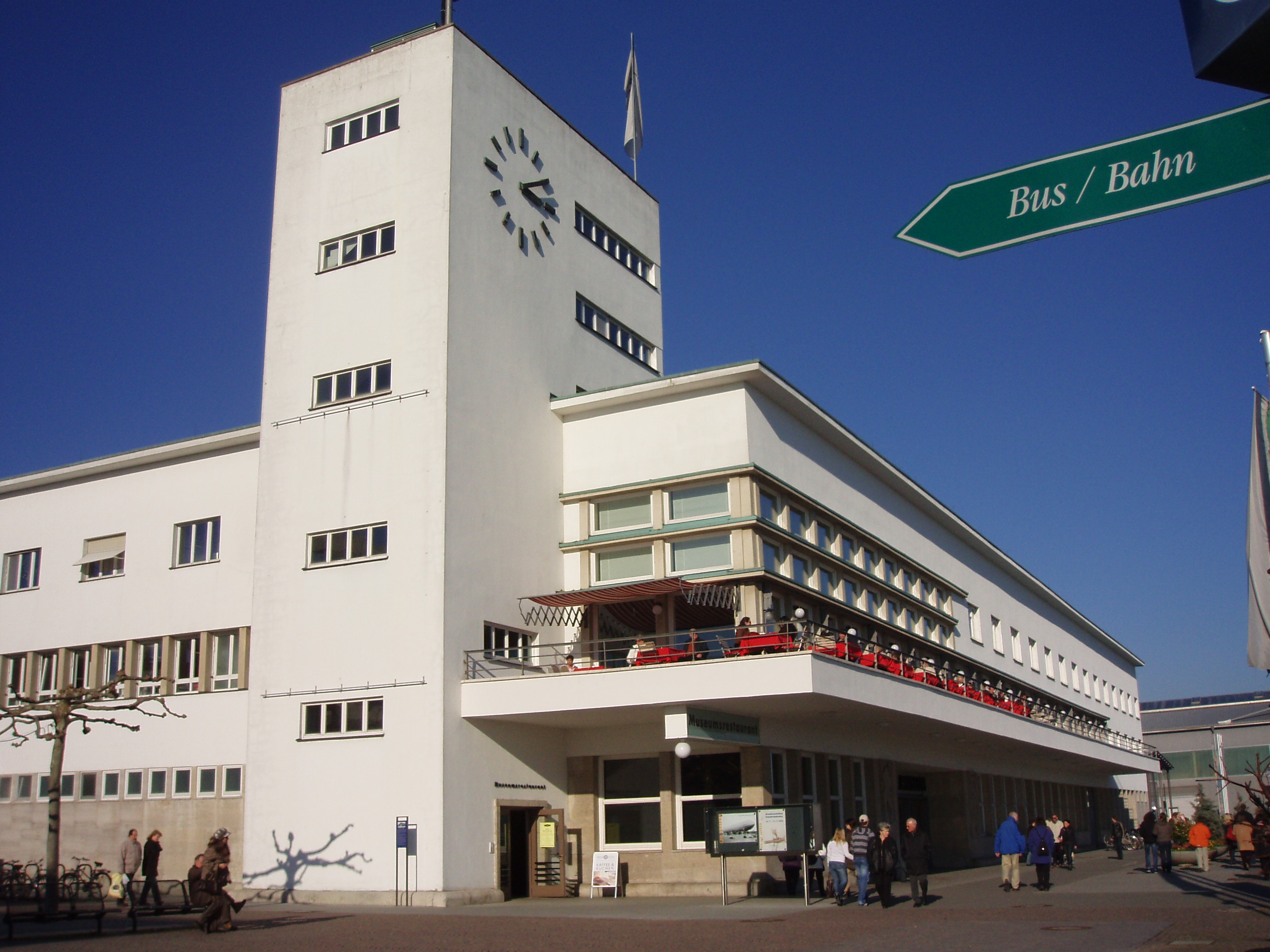
Zeppelin-Museum

Das Zeppelin-Museum befindet sich im Gebäude des ehemaligen Hafenbahnhofes und zeigt die Zeppelingeschichte und ihre wesentlichen Auswirkungen auf die Entwicklung der Stadt Friedrichshafen. Geboten wird u. a. ein begehbares Segment aus dem Fahrgastraum eines Zeppelins mit Passagierzimmer und Schlafkabinen. Im zweiten Stockwerk des Gebäudes können unter dem Motto „Technik und Kunst“ Bilder von Otto Dix und anderen Künstlern betrachtet werden.
Das Bodensee-Museum war ein Museum für die Geschichte und Naturkunde des Bodenseeraumes, das von 1869 an vom Verein für Geschichte des Bodensees und seiner Umgebung aufgebaut wurde und 1912 seine endgültige Aufstellung im ehemaligen „Kreuzlinger Hof“ (Ecke Karlstraße-Schanzstraße) fand. 1927 ging es in die Trägerschaft der Stadt Friedrichshafen über; es verbrannte beim Luftangriff am 28. April 1944. Das „Städtische Bodensee-Museum Friedrichshafen“ (1957) und das „Zeppelin-Museum“ (1996) knüpfen an die Tradition des ehemaligen Bodensee-Museums an.

### Gedenkstätten
Auf dem Städtischen Hauptfriedhof befindet sich der sogenannte „Russenfriedhof“. Dort wird auf einem Gedenkstein an 450 Frauen und Männer erinnert, die als KZ-Häftlinge bei NS-Zwangsarbeit in den Flugzeug- und Luftschiffwerken Dornier ihr Leben ließen.
Eine Gedenktafel an der Hafenseite des Zeppelinmuseums erinnert an die Tausende sogenannter „Schweizer Kinder“, die 1946/1947 „von großherzigen Menschen“ in die Schweiz eingeladen wurden.

### Musik

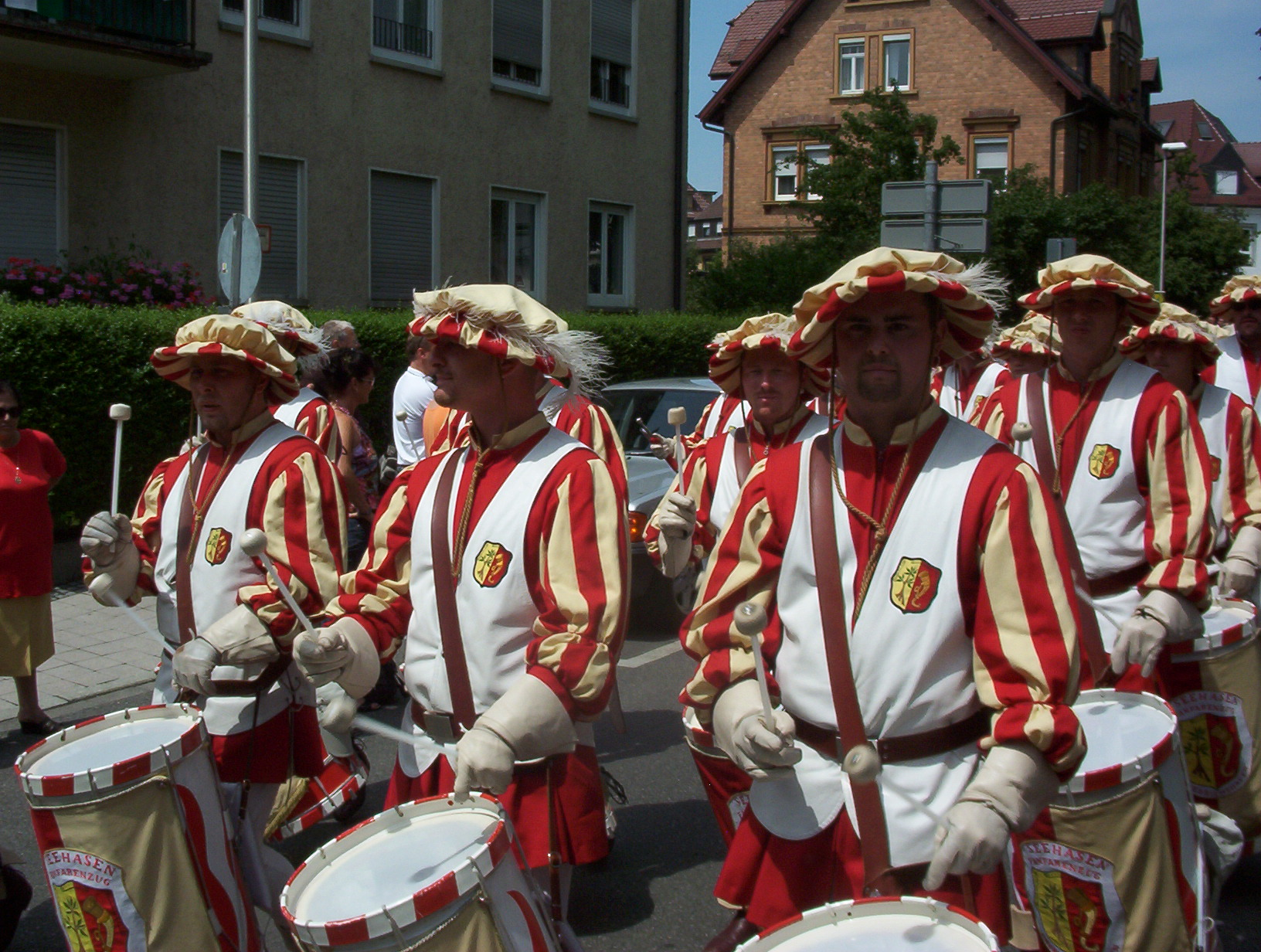
Der Seehasen-Fanfarenzug

Die Musikszene Friedrichshafens ist durch neun Musikvereine und einige Orchester und dadurch durch viele verschiedene Stilrichtungen geprägt. Neben Folklore und Jazz spielt vor allem auch die Blasmusik eine große Rolle.
Der Seehasen-Fanfarenzug wurde 1956 anlässlich des Seehasenfestes von Erich Deisel, Lehrer am Graf-Zeppelin-Gymnasium, gegründet. Damals bestand der Verein aus vier Trommlern und zwei Fanfarenbläsern. Im Jahr 1959 wurden die ersten typischen gelb-roten Kostüme, die an den Charakter der spanischen Epoche erinnern, getragen. 1972 nahm der Fanfarenzug an der Deutschen Meisterschaft der Fanfarenzüge teil und belegte den achten Platz. Bis zum 50-jährigen Jubiläum 2006 veranstaltete er viele Konzerte im Ausland und errang einige Preise bei deutschlandweiten Wettbewerben. Der jährliche Höhepunkt ist immer noch das „Seehasenfest“.
Im Jahr 1965 traten einige Mitglieder des Seehasen-Fanfarenzuges aus und gründeten den Fanfarenzug Graf Zeppelin (bis 1967 Seegockel-Fanfarenzug). Die Fusion beider Fanfarenzüge wurde 1976 verhindert. 1992 unternahm der Fanfarenzug Graf Zeppelin auf Einladung des Moskauer Konservatoriums eine Russland-Reise. Er nahm auch bei der Victory-Peace-Parade auf dem Roten Platz teil. Weitere Reisen sowie das „Seehasenfest“ prägten die Entwicklung des Fanfarenzuges.
Der seit 1999 existierende Verein jazzport Friedrichshafen e. V. hat das Ziel, ein Forum für Jazzbegeisterte zu schaffen und Konzerte zu veranstalten. Seine Band, das New Jazzport Orchestra (NJPO), besteht vor allem aus Musikschullehrern und -schülern. Die Konzerte finden überwiegend im Flughafenrestaurant statt.
Die Musikschule Friedrichshafen wurde 1953 als städtische Bildungseinrichtung gegründet. Im Jahr 2003 zog sie in das neu erbaute Gebäude nahe dem Graf-Zeppelin-Gymnasium um. Angeboten wird neben der musikalischen Früherziehung und Grundbildung die gängigen Instrumente als Einzel- oder Gruppenunterricht, sowie verschiedene Ensembles und Orchester, die wichtigsten hierbei sind das Symphonische Jugendblasorchester, das Folklore-Ensemble, das Jugend-Sinfonieorchester und die Bigband, die auch regelmäßig außerhalb der Region Konzerte geben. Am Wettbewerb Jugend musiziert nehmen viele der Schüler teil.

### Bauwerke

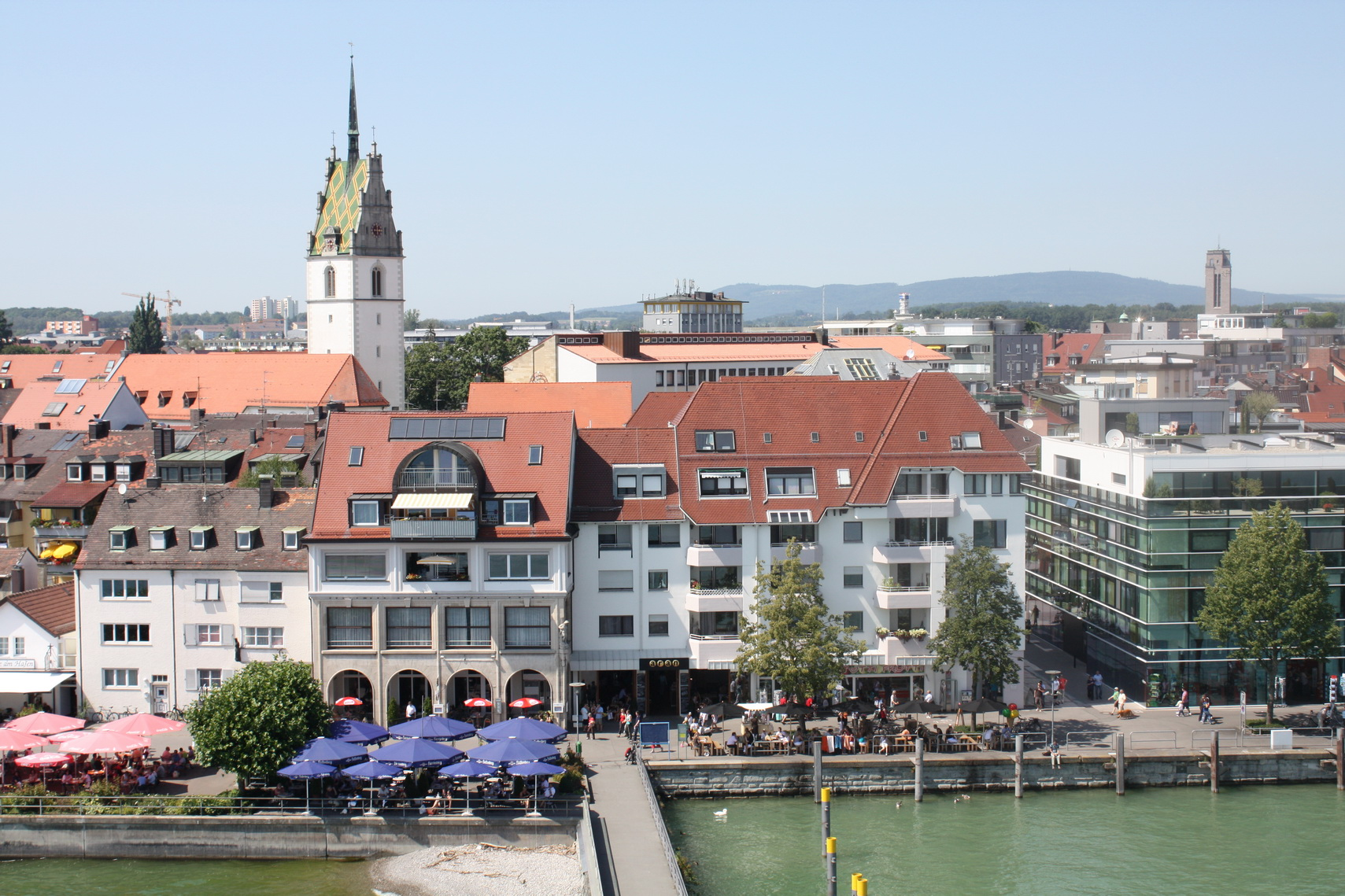
Die Friedrichshafener Altstadt – Blick vom Moleturm

#### Kirchen
- Schlosskirche: Das bedeutendste Bauwerk und Wahrzeichen der Stadt ist die ehemalige Klosterkirche des Klosters Hofen. Sie wurde 1695 bis 1702 von Christian Thumb neu erbaut. Die beiden Türme mit Zwiebeldach sind 55 Meter hoch. Die ehemalige Klosteranlage Hofen wurde 1824 zu einem Schloss umgebaut, das dem württembergischen Königshaus als Sommerresidenz diente. Das Schloss wurde mit der Schlosskirche erbaut, das „alte Gebäu“ von Michael Beer jedoch bereits 1654 bis 1661. Die Umbaumaßnahmen im 19. Jahrhundert plante Giovanni Salucci.
- Pfarrkirche St. Nikolaus: Im Zentrum der früheren Stadt Buchhorn, im 17. Jahrhundert unter Einbeziehung einer Kapelle aus dem 13. Jahrhundert erbaut
- Pfarrkirche St. Petrus Canisius: erbaut 1927–1928 nach Entwurf des Stuttgarter Architekten Hugo Schlösser im Stil des Backsteinexpressionismus.
- Pfarrkirche Zum Guten Hirten: erbaut 1962 und bereits denkmalgeschützt.
- Katholische Pfarrkirche St. Columban (1966)
- Kapelle St. Blasius (Stadtteil Meistershofen), erbaut im 11. Jahrhundert und ältestes erhaltenes Bauwerk auf dem Stadtgebiet. Die Blasiuskapelle ist ein im Kern romanisches Bauwerk aus dem 11. Jahrhundert. Der Turm wurde später errichtet, ist aber auch noch romanisch. An das kurze Schiff schließt ein quadratischer Chor.
- Haldenberg-Kapelle, nordöstlich von Ailingen, 1921 als Kriegergedächtniskapelle auf dem Haldenberg (479 m) erbaut

#### Profanbauten

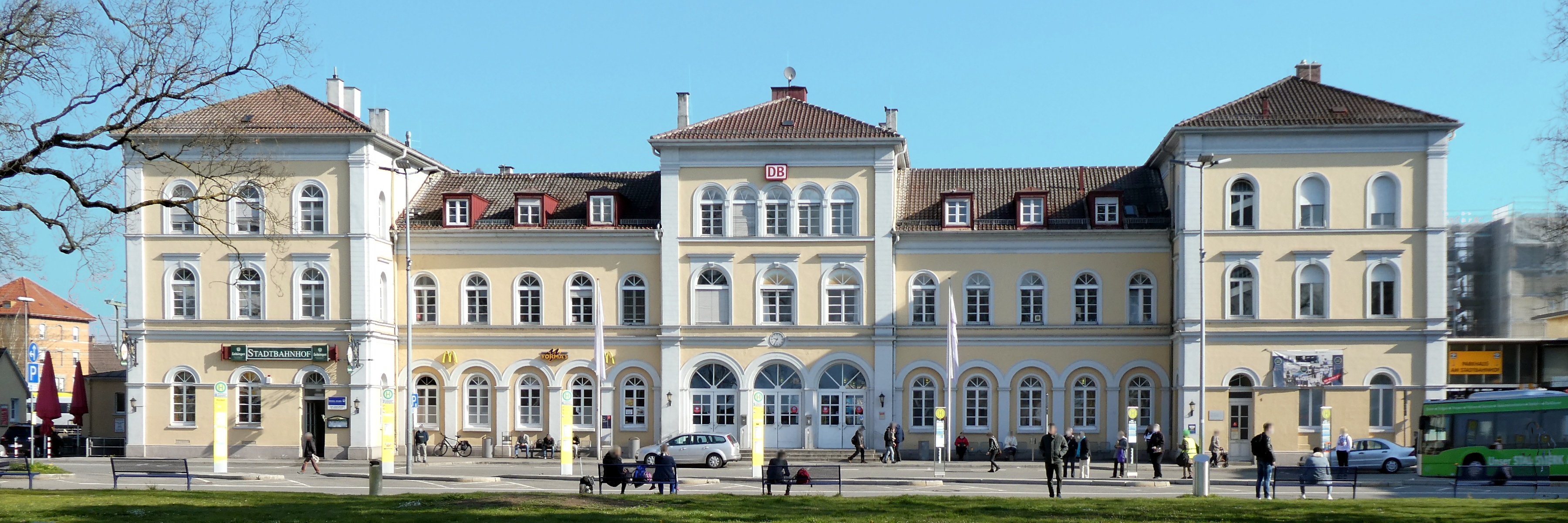
Stadtbahnhof

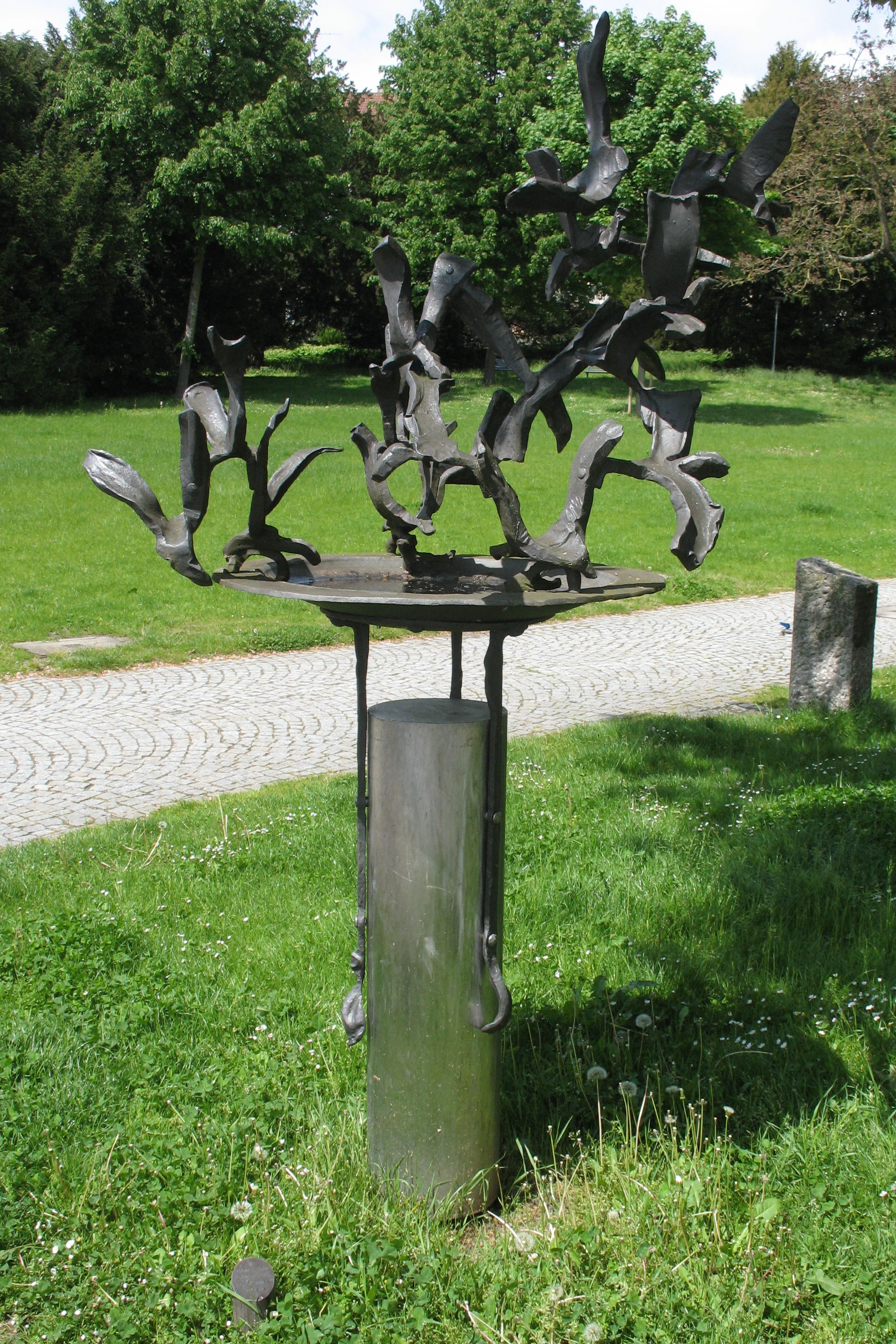
Vogelbrunnen im Stadtgarten

- Stadtbahnhof: repräsentativer Bau, Vorgängerbau 1846 errichtet.
- Hafenbahnhof: 1928 bis 1933 anstelle zweier Vorgängerbauten errichtet und zwischen 1994 und 1996 zum Zeppelin Museum umgebaut, seltenes Zeugnis des Neuen Bauens am Bodensee
- Zeppelindorf: Bereits 1913 hatte Ferdinand Graf von Zeppelin mit der „Zeppelin Wohlfahrt GmbH“ ein umfassendes und vorbildliches Sozialwerk errichtet, das die Unternehmenskultur Zeppelins mitgeprägte. Um Wohnraum zu schaffen, errichtete eben dieses von 1914 bis 1919 das Zeppelindorf nach Plänen der Stuttgarter Architekten Paul Bonatz und Friedrich Eugen Scholer. Es steht seit 1991 unter Denkmalschutz.
- Rathaus Friedrichshafen: 1954–1956 nach Plänen von Wilhelm Tiedje und Ludwig Hilmar Kresse erbaut
- „Villa Winz“: Wohngebäude, 1915 von Paul Bonatz erbaut
- Villa Niederberger: in der Schmidstraße 3 ist ein unter Denkmalschutz stehendes expressionistisches Wohnhaus
- Villa Wagner: 1965 errichtete, denkmalgeschützte Villa in Spaltenstein
- Aussichtsturm Moleturm: im Jahr 2000 am Hafen errichtet
- Die Tankstelle in der Werastraße wurde 1950 von der Deutsch-Amerikanischen Petroleum-Gesellschaft (DAPG) errichtet. Der Klinkerbau mit typischem Flachdach ist bis heute als ehemalige Tankstelle kenntlich. Im gesamten Bodenseekreis gibt es nur noch zwei Exemplare dieses Baustils, beide Tankstellen sind Kulturdenkmale.

### Kunst im öffentlichen Raum (Auswahl)

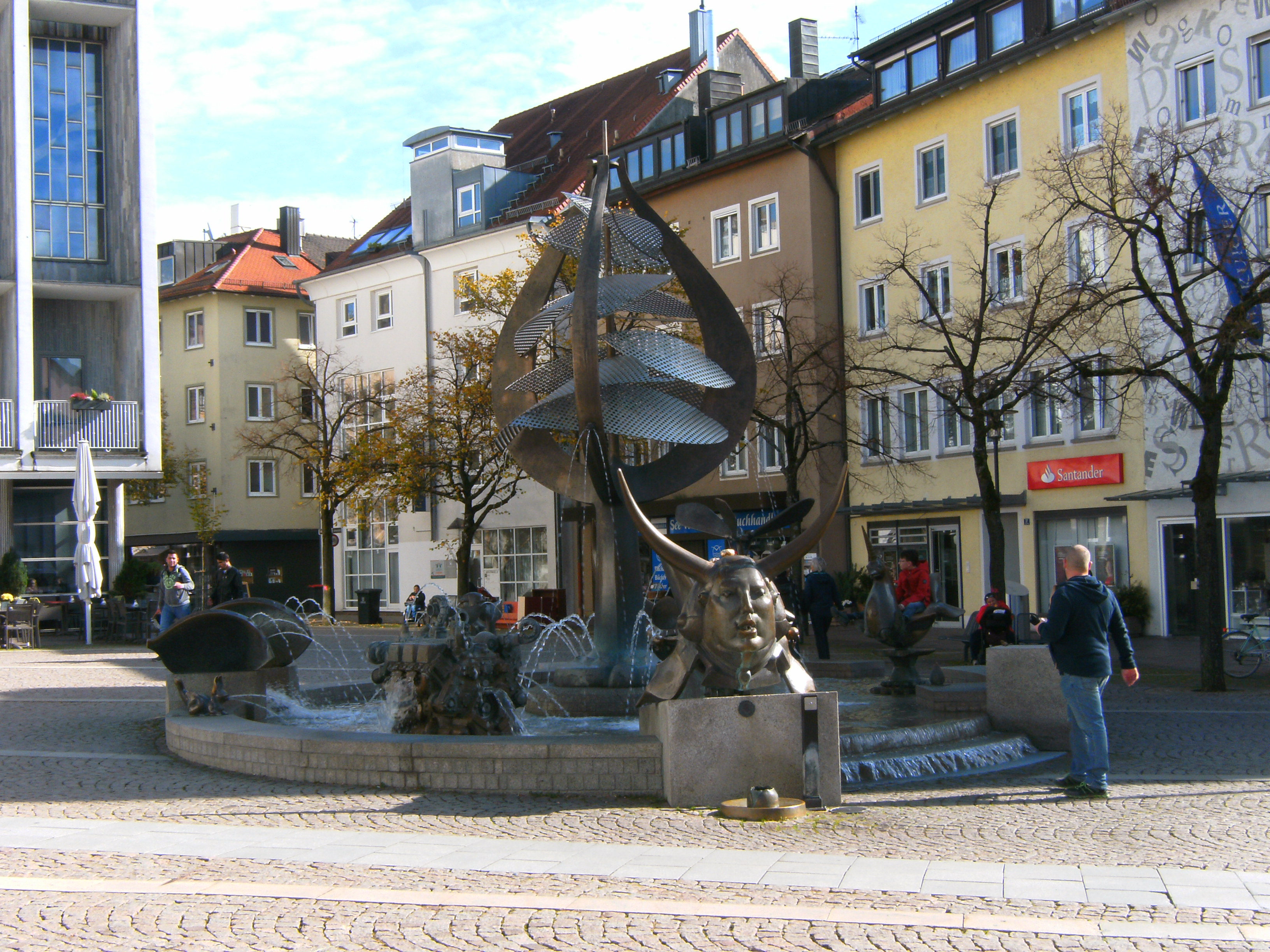
Friedrichshafen: Buchhornbrunnen frontal

Vor dem Rathaus befindet sich der von Barbara und Gernot Rumpf mit grotesken Skulpturen gestaltete Buchhornbrunnen von 2001, der unter anderem an die Umbenennung von Buchhorn in Friedrichshafen im Jahr 1811 erinnert und Bezüge zur heimischen Industrie herstellt.

### Regelmäßige Veranstaltungen

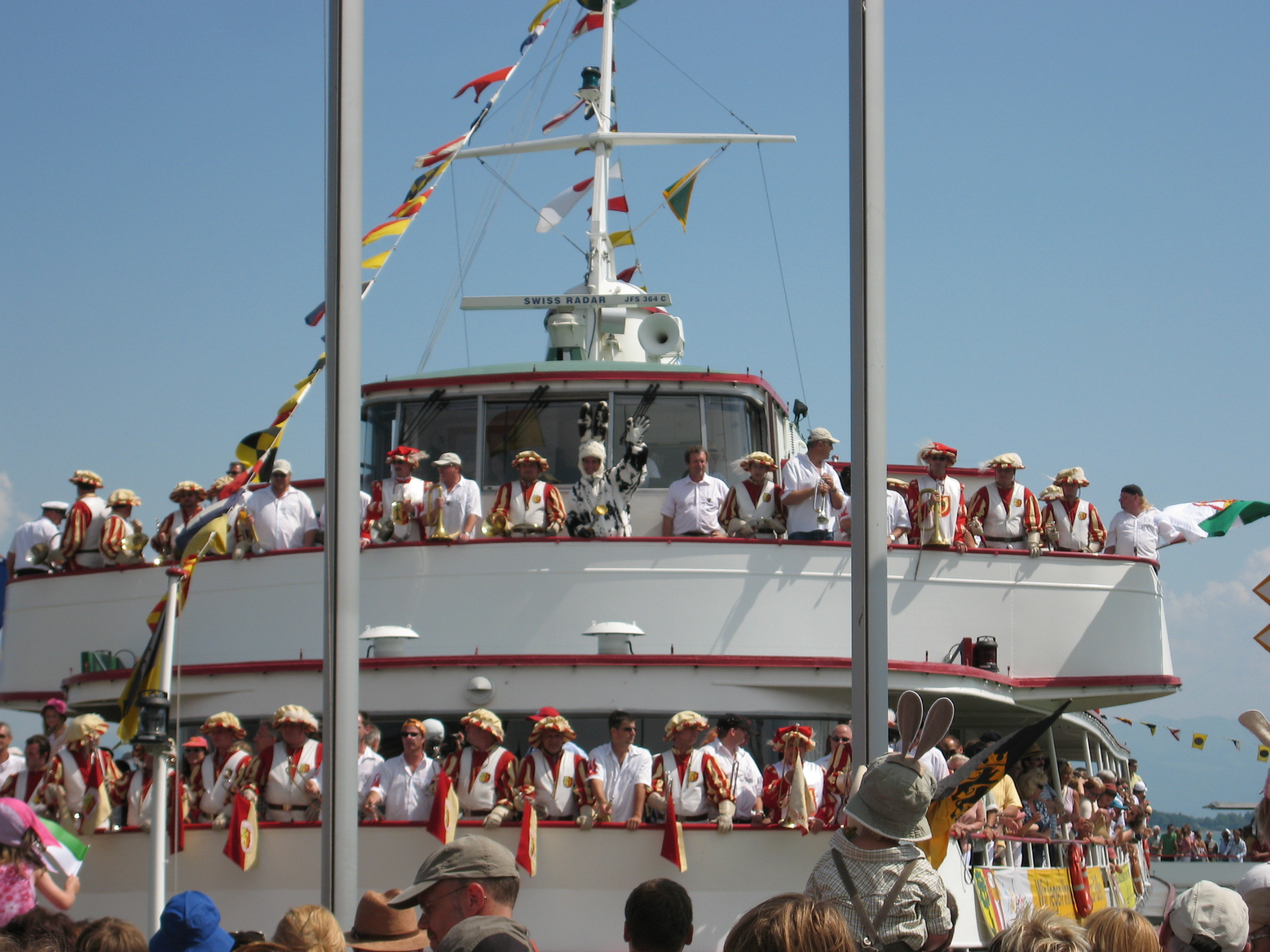
Ankunft des Seehasen mit dem Schiff

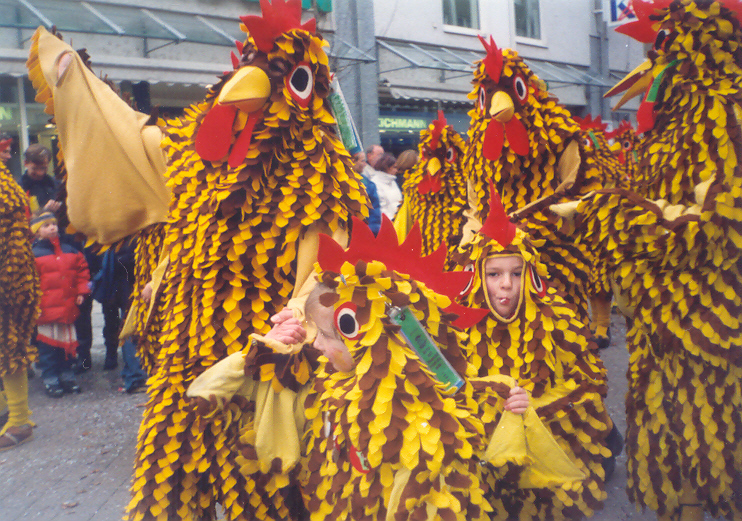
Seegockel beim Fasnetsumzug

Das Kulturbüro Friedrichshafen bietet mit knapp 300 kulturellen Veranstaltungen pro Jahr für eine Stadt dieser Größe ein umfangreiches Kulturprogramm. Hauptspielstätten sind das Graf-Zeppelin-Haus, der Kiesel im k42, der Bahnhof Fischbach sowie das Zeltfestival Kulturufer. Die Veranstaltungen haben jedes Jahr insgesamt etwa 60.000 Besucher, davon knapp 5.000 im Abonnement. Friedrichshafen hat eine Reihe von Stadt- und Heimatfesten, die jährlich veranstaltet werden. Seit 1985 findet jeweils zu Beginn der Sommerferien das Kulturufer statt, ein zehntägiges Zeltfestival in den Uferanlagen direkt am Bodensee. Bekannte und weniger bekannte Künstler und Gruppen aus der ganzen Welt treten in den Zelten und an der Uferpromenade auf. Die Darbietungen reichen von Musikveranstaltungen über Kabarett, Schauspiel und Tanz bis hin zu Lesungen, Akrobatik und Straßentheater. Auch für Kinder gibt es ein tägliches Theaterangebot im Zelt. Die Aktionswiese bietet darüber hinaus ein Programm für Kinder, die Molke ein spezielles Angebot für Jugendliche an. Das Kulturufer wird veranstaltet vom Kulturbüro und dem Amt für Familie, Jugend und Soziales. Die Schwäbische Zeitung bietet außerdem eine „Zeitungswerkstatt“ für Kinder und Jugendliche an, die so mit selbst erstellten Berichten in die Welt des Journalismus hineinschnuppern können. Im Durchschnitt zieht das Kulturufer etwa 70.000 Besucher an den See.
Eines der bekanntesten und ältesten Feste in Friedrichshafen ist das Seehasenfest, ein Kinder- und Heimatfest, das seit der Nachkriegszeit stattfindet.
Ebenfalls in den Uferanlagen wird seit 1997 in den Sommerferien das Kulinarische Stadtfest abgehalten. Verschiedene Gastronomieunternehmen der Umgebung bieten Köstlichkeiten verschiedener Nationalitäten an. Abends wird das internationale Flair durch ein musikalisches Rahmenprogramm abgerundet.
Friedrichshafen gehört zum Mundartbereich des Bodenseealemannisch. Die Fasnet in Friedrichshafen wird nach schwäbisch-alemannischer Tradition gefeiert. Die ältesten Belege eines solchen Ereignisses in der Stadt Buchhorn stammen aus dem Jahr 1569. Nach dem Zweiten Weltkrieg wurde die Fasnet wiederbelebt. Damals entstand die älteste Maske, die Buchhorn-Hexe. Drei Jahre später folgte der populäre Seegockel, beides Figuren der gleichnamigen Narrenzunft. Der Ablauf in Friedrichshafen konzentriert sich auf die Zeit vom Gumpigen Donnerstag, an dem Schul- und Rathaussturm stattfinden, bis zum traditionellen „Kehraus“ am Fasnetsdienstag um 24 Uhr. Höhepunkte sind der „Bürgerball“ im Graf-Zeppelin-Haus und der Umzug.
Das internationale Theaterfestival „Theatertage am See“ findet seit 1993 an Bodenseeschule St. Martin statt. Binnen weniger Jahre wurde das Festival über Europas Grenzen hinaus ein begehrter Treffpunkt der Amateurtheaterszene. Das jährlich stattfindende Veranstaltung genießt weltweit hohes Ansehen und ist eine der größten, alljährlich stattfindenden Veranstaltungen der Theaterpädagogik in Europa.
Das Bodenseefestival, das internationale Stadtfest und der Christkindlesmarkt sind weitere Ereignisse in der Stadt.

### „Kulturhaus Caserne“
Das Kulturhaus Caserne befindet sich im westlichen Teil der Stadt, im Fallenbrunnen. Der Name Caserne verweist auf die ursprüngliche Nutzung der Gebäude. Die Räumlichkeiten waren in den Jahren 1937 bis 1943 als Flakkaserne erbaut worden.
Die Friedrichshafener Kulturszene wird zu einem Teil von dem 2002 gegründeten Culturverein Caserne e. V. bestimmt, bzw. von dessen Arbeit und seinem Angebot. Der Verein wird durch seine Mitglieder und die Stadtverwaltung finanziert. Im Theater Atrium finden außer Theater- und Kabarett- auch verschiedene Musikveranstaltungen statt. Zu einem wesentlichen Bestandteil des Culturvereins wurde die englischsprachige Amateurtheatergruppe Bodensee Players e. V., die großteils aus Muttersprachlern besteht. Das studio17, ein Kino mit 88 Sitzplätzen, zeigt, ob in den eigenen Räumlichkeiten oder open air, vor allem alternative Kinofilme.
In dem ehemaligen Mannschaftskasino der französischen Garnison befindet sich ein Restaurant. Ende 1996 wurde der Club Metropol als Disko und Konzerthalle eingerichtet. Schon drei Jahre wurde dieser aufgrund des starken Zuspruchs großzügig umgebaut und erweitert. 1997 wurde die groove box eingerichtet, in der vornehmlich House und Jazz gespielt wird.

### Graf-Zeppelin-Haus

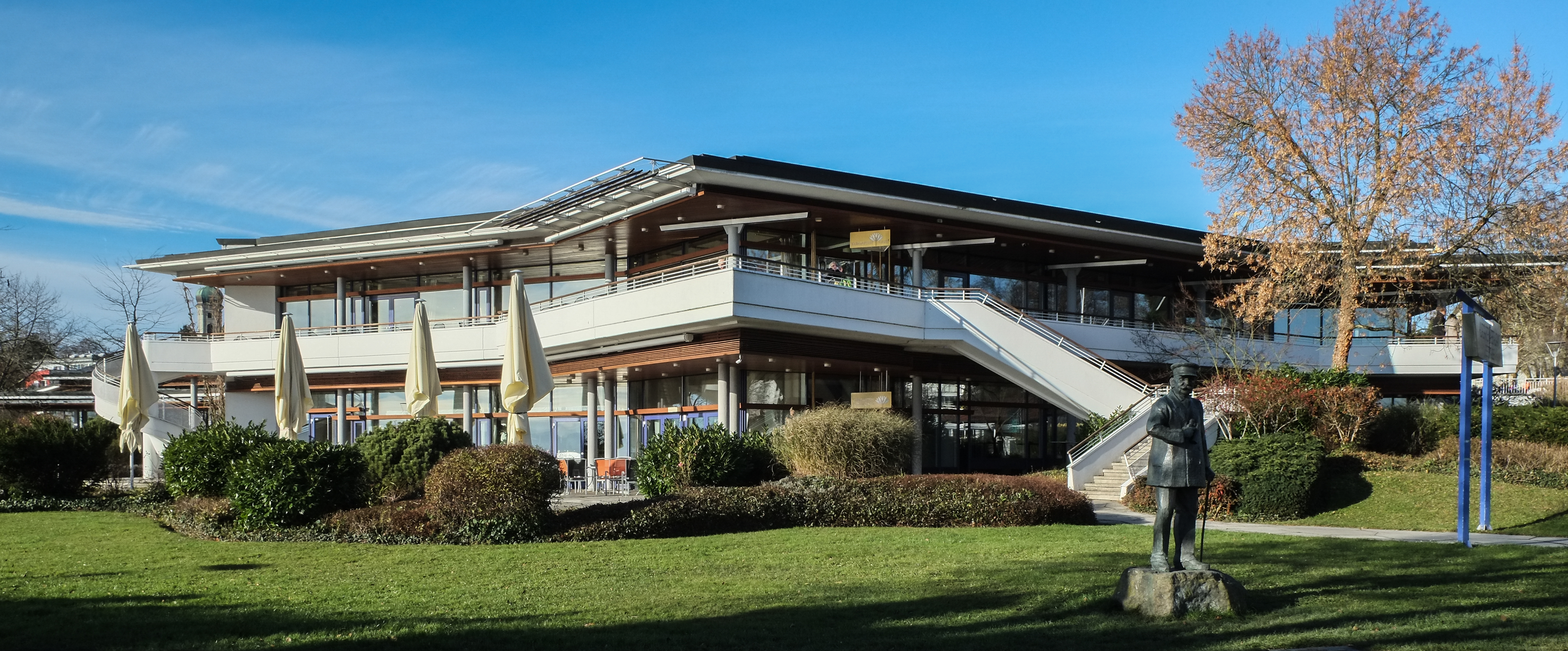
Graf-Zeppelin-Haus

Das Graf-Zeppelin-Haus (kurz: GZH) ist das Kultur- und Kongresszentrum der Stadt Friedrichshafen. Auf einer Bürgerversammlung 1964 wurde zum ersten Mal die Idee öffentlich, ein derartiges Gebäude zu errichten. Für ein solches Vorhaben erschien das freie Grundstück an der westlichen Uferpromenade direkt neben dem Yachthafen als idealer Standort. Nach langjährigen Überlegungen beschloss der Gemeinderat im Oktober 1978, den Planungsauftrag zu erteilen, um das Haus im Oktober 1985 zu eröffnen. Das Stuttgarter Architektenteam Breuning/Büchin erstellte ein zur Landschaft passendes Gebäude mit niedrigen Fassaden, die zum großen Teil aus Glas bestehen.
Die Aufgaben des Hauses kann man grob in zwei Kategorien unterteilen: Einerseits dient es als kulturelles Bürger-Zentrum für die Bewohner der Region, andererseits, in Ergänzung zur Messe, als Kongress- und Tagungszentrum für Verbände, Firmen und Institutionen. Der „Hugo-Eckener-Saal“ bietet auf einer Fläche von (samt Erweiterung und Empore) 1300 m² bis zu 1300 Plätze. Dort finden auch die bedeutenderen kulturellen Veranstaltungen (Konzerte, Theateraufführungen etc.) statt. Das GZH beherbergt darüber hinaus acht kleinere Säle und Tagungsräume sowie zwei Restaurants, ein Café und eine Tiefgarage.

### Kulturzentrum K42

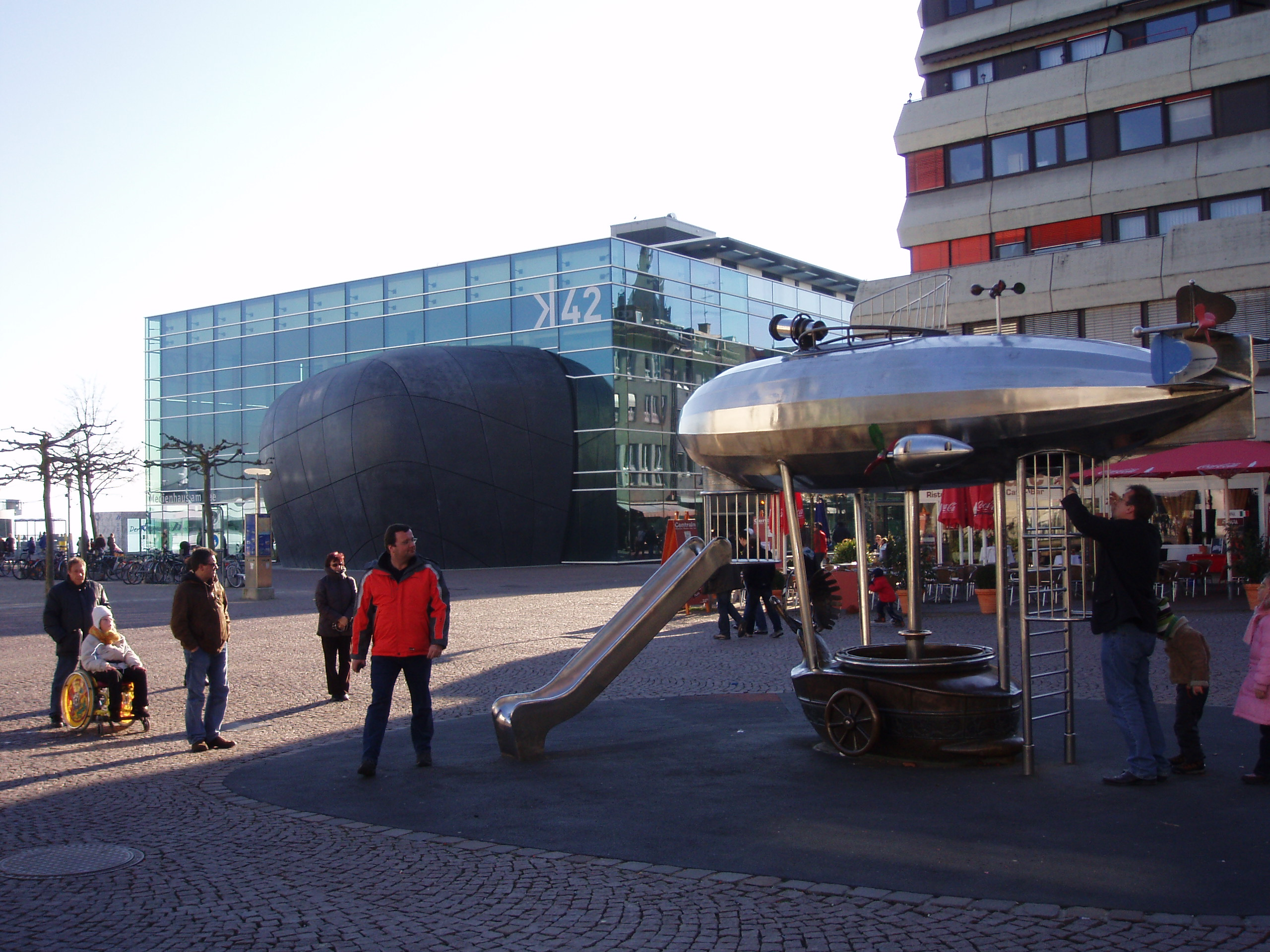
Das K42 und ein stadttypisches Spielgerät

Seit 2006 gibt es das K42 (nach der Adresse Karlstraße 42), im ehemaligen Gebäude der Kreissparkasse Friedrichshafen (KSK) direkt am Hafen gelegen. Hier entstand 1973 nach Abbruch des historischen Salzstadels 1967 ein Bankgebäudeneubau. Durch den Zusammenschluss verschiedener Sparkassen im Bodenseebereich bedurfte es jedoch eines größeren Verwaltungsgebäudes. Nach dem Auszug der KSK im Jahre 2002 stand der ehemalige Bank- und Verwaltungsbau leer. Im Jahr 2004 beschloss der Gemeinderat, das Gebäude nach den Plänen einer Projektgruppe in ein kombiniertes Geschäfts- und Medienhaus umzuwandeln. Nach einem Teilabschluss der Baumaßnahmen eröffnete darin am 2. November 2006 eine große Buchhandlung. Im vorderen Teil des Gebäudes befindet sich seit Jahresbeginn 2007 ein Café-Restaurant; im mittleren Gebäudeteil eröffnete am 1. März 2007 ein Textilkaufhaus, seit dem darauf folgenden Tag steht auch die Stadtbücherei – nun als „Medienhaus am See“ – an diesem Ort für den Publikumsverkehr offen.
Ein architektonisches Unikum ist der ebenfalls im März 2007 eröffnete Veranstaltungsraum Kiesel, der rund 100 Zuschauern Platz bietet. Auf der Studio-Bühne wird von Beginn modernes Programm geboten. Schwerpunkte sind Schauspiel, Kinder- und Jugendtheater (inkl. eines theaterpädagogischen Angebots) sowie Lesungen. Es werden aber auch Konzerte gespielt sowie Hörspiele und Filme präsentiert; außerdem gibt es im Kiesel Figurentheater für Erwachsene, Tanz- und Video-Performances. Für sein Kiesel-Programm im Bereich Kinder- und Jugendtheater wurde das Kulturbüro 2009 mit dem „Veranstalterpreis der Assitej“ ausgezeichnet.

### Filmtage
Seit 2009 veranstaltet das Kulturbüro Friedrichshafen jährlich ein mehrtägiges Filmfestival, das den Titel „Jetzt oder nie“ trägt. Es werden Kurzfilme (u. a. Experimentalfilme und Animationsfilme) und Dokumentarfilme – gelegentlich auch Filme mit Deutschlandpremiere – gezeigt, die von jungen Regisseuren aus dem deutschsprachigen Raum in den vorangegangenen zwei Jahren erstellt wurden. Das Filmfest ist besonders für junge Filmemacher attraktiv. 2018 wurden mehr als 300 Filme zur Sichtung eingereicht. Alle Filme werden in dem etwa 100 Sitze umfassenden Kinosaal des Medienhaus Kiesel gezeigt. Im direkten Anschluss stehen oftmals die einzelnen Filmemacher für Publikumsgespräche zur Verfügung. 2019 finden die Filmtage vom 22. bis zum 25. Februar 2019 statt.

### Sport
Volleyball

Der VfB Friedrichshafen nimmt erfolgreich am Spielgeschehen der Volleyball-Bundesliga und der Champions League teil. Im Jahr 1969 gegründet, stieg der VfB 1981 erstmals in die erste Bundesliga auf. Nach dem dritten Aufstieg 1987 (seither durchgehend in der ersten Bundesliga) wurde er 13-mal DVV-Pokalsieger und 13-mal Deutscher Meister, achtmal konnte sich der VfB das Double sichern (Stand 2023). Am 1. April 2007 schrieb der VfB europäische Volleyballgeschichte: als erste deutsche Volleyballmannschaft konnte der VfB Friedrichshafen die Champions League gewinnen – und damit sicherte er sich das historische Triple (erster Verein in ganz Europa) aus Pokal, Meisterschaft und Champions League. Die Volleyball-Heimspiele wurden von 2003 bis 2020 in der ZF-Arena ausgetragen. Nach deren Schließung aufgrund Einsturzgefahr finden sie in der Saison 2020/2021 in der Zeppelin Cat Halle A1 der Messe Friedrichshafen statt.
Lacrosse

Im Jahr 2011 gründeten zwei Studenten der Zeppelin Universität das erste Lacrosseteam in Friedrichshafen. Seitdem ist das Team in der Bundesliga Süd etabliert. Es besteht aus Schülern, Arbeitstätigen und Studenten. Es gibt sowohl ein Herren- als auch ein Damenteam. Gespielt wird die Sportart auf dem Gelände des VfB Friedrichshafen. Zuständig ist der Hochschulsportverein der Zeppelin Universität.
Badminton

Die im Jahr 1953 gegründete Badmintonabteilung des VfB spielte in der Spielzeit 2010/2011 in der Regionalliga. 2006/2007 war die erste Mannschaft als Meister der zweiten Bundesliga Süd in die erste Bundesliga aufgestiegen.
Segeln

Der Württembergische Yacht-Club Friedrichshafen e. V. (WYC) ist ein weiterer Sportverein der Stadt. Er wurde 1911 von König Wilhelm II. gegründet, noch im selben Jahr wurde mit dem Bau des Yachthafens begonnen. Es wurde auch die Geschichte des WYC und ihrer Regatta, der Internationalen Bodenseewoche, durch die beiden Weltkriege mit beeinflusst. Erst im Jahr 1951 wurde der Regattabetrieb wieder aufgenommen. Sportliche Höhepunkte bilden die internationalen Erfolge einiger Clubmitglieder: 1976 wurden die Brüder Jörg und Eckart Diesch Olympiasieger im Flying Dutchman vor Kingston (Kanada), 1978 ersegelten Albert und Rudolf Batzill die Weltmeisterschaft im Flying Dutchman vor Hayling Island. Nach zwanzigjähriger Planung wurde 1992 der neue Yachthafen erbaut und eingeweiht. Der Club zählte 1999 über 1000 Mitglieder.
Fußball

Die erste Mannschaft der Fußballabteilung des VfB Friedrichshafen spielt aktuell in der Landesliga. 2009/2010 gab sie ein „Gastspiel“ in der Verbandsliga, stieg aber sofort wieder ab.
Während der Fußball-Weltmeisterschaft 2006 war Friedrichshafen Mannschaftsquartier der iranischen Nationalmannschaft (auch die Niederlande, Norwegen, die Schweiz, Tschechien, Japan, die Slowakei und Russland hatten Interesse gezeigt). Das Team wählte das Ringhotel „Krone“ in Schnetzenhausen als Mannschaftsquartier, trainiert wurde im VfB-Stadion im Norden der Stadt.
Karate

In Friedrichshafen unterrichtet der ehemalige Karate-Bundestrainer Toni Dietl. Er erbaute eines der größten Karate-Dōjō in Deutschlands im Sportpark Friedrichshafen. Mit über 1000 Schülern hat er auch eine der größten Karate-Schulen in Deutschland. Er entwickelte das Samurai-Kids-Unterrichtssystem, sowie den Junior-Dan und das Sound-Karate-System.
Radsport

Friedrichshafen war in den Jahren 2002 und 2005 jeweils Zielort der fünften und Startort der sechsten Etappe der damaligen Deutschland Tour. Friedrichshafen beherbergt sechs Radsportvereine: „RRMV Friedrichshafen“ für Kunstradfahren, „RV Immergrün“ aus Ailingen für Radball, „RSV Seerose“, ADFC Sektion Friedrichshafen, Radfreunde Friedrichshafen und den Freundeskreis Uphill (Organisator deutsche Meisterschaft 2011 und 2012, ferner Betreiber und Projektleiter des Stoppomat).
Schwimmen

Die aktiven Mitglieder des Schwimmvereins Friedrichshafen 1932 e. V. trainieren regelmäßig neben der DLRG-Ortsgruppe Friedrichshafen im Friedrichshafener Hallenbad. Erfolge konnten sie sowohl auf regionaler Ebene als auch bei internationalen Wettkämpfen verzeichnen.
Dachvereine

Der VfB Friedrichshafen führt neben seinen Hauptsparten Fußball und Volleyball auch aufgrund der Nähe zu den Alpen auch eine Ski- und Bergsportabteilung. Die TSG Ailingen deckt neben Fußball, Beachvolleyball auch Skisport und Turnen ab.

## Persönlichkeiten

### Ehrenbürger
Die Stadt Friedrichshafen bzw. die früheren Gemeinden haben folgenden Personen das Ehrenbürgerrecht verliehen:
Die Ehrenbürgerschaft Adolf Hitlers wurde erst im November 2013 aberkannt.
Friedrichshafen
- vor 1887: Joseph Anton Gagg, Oberlehrer
- 1888: Hans Heinrich Hüni, Fabrikant
- 1888: Karl von Völter-Hüni, Obersteuerrat
- 1895: Jacques Leuthold-Hüni, Fabrikant
- 1900: Hermann Eberhard Faber, Hofrat
- 1904: Hermann Freiherr von Mittnacht, Württembergischer Ministerpräsident
- 1907: Ferdinand Graf von Zeppelin
- 1910: Karl Lanz, Kommerzienrat
- 1925: Alfred Colsman, Kommerzienrat
- 1925: Hugo Eckener, Geschäftsführer der Luftschiffbau-Zeppelin GmbH
- 1925: Ludwig Dürr, Chefkonstrukteur
- 1929: Karl Maybach
- 1933: Adolf Hitler (2013 symbolisch aberkannt)
- 1934: Claude Dornier
- 1940: Alfred Graf von Soden-Fraunhofen, Mitbegründer der Zahnradfabrik Friedrichshafen AG
- 1954: Hans Schnitzler, Altbürgermeister
- 1956: Gebhard Müller, Ministerpräsident a. D.
- 1956: Viktor Renner, Minister a. D.
- 1977: Max Grünbeck, Oberbürgermeister a. D.

Ehemalige Gemeinde Ailingen
- 1867: Franz Josef Schaffrath, Lehrer, Mesner, Organist
- 1865: Josef Wieland, Altbürgermeister

Ehemalige Gemeinde Ettenkirch
- 1933: Paul von Hindenburg, Reichspräsident (2013 symbolisch aberkannt)
- 1933: Wilhelm Schütterle, Gemeindepfleger

Ehemalige Gemeinde Kluftern
- 1950: Heinrich Weißmann, Geistlicher Rat
- 1963: Josef Braun, Fabrikant
- 1964: Emil Higelin, Pfarrer

### Töchter und Söhne der Stadt
- Johann Baptist Nesensohn (1748–1807), Pfarrer von Lippertsreute, geboren in Hofen
- Matthäus Pertsch (1769–1834), Architekt
- Ignaz von Longner (1805–1868), römisch-katholischer Theologe, Geistlicher und Kirchenhistoriker
- August von Beckh (1809–1899), Eisenbahningenieur
- Heinrich Lanz (1838–1905), Landmaschinen-Hersteller (Heinrich Lanz AG, Lanz Bulldog)
- Rudolf Müller (1856–1922), Lehrer und biographischer Autor
- Bruno Diamant (1867–1942), Bildhauer
- Gustav Abel (1869–1939), Oberamtmann und Landrat
- Karl Haas (1869–1946), Apotheker und Fabrikant
- Karl Caspar (1879–1956), Maler
- Max Caspar (1880–1956), Astronomiehistoriker, Herausgeber der Werke von Kepler
- Mathilde Hirsch (1882–1952), Generalpriorin der Missions-Benediktinerinnen von Tutzing
- Hedwig Dinkel, verheiratete Braun (1885–1977), Medizinerin
- Albert Eitel (1887–1962), Landrat
- Wilhelm Sedlmeier (1898–1987), Theologe, Weihbischof der Diözese Rottenburg
- Ernst Wilhelm Benz (1907–1978), evangelischer Theologe und Kirchenhistoriker
- Toni Schneider-Manzell (1911–1996), Bildhauer
- Ernst Kleinschmidt (1912–1971), Meteorologe
- Albrecht Kleinschmidt (1916–2000), Mediziner und Mikrobiologe
- Maria Opitz-Döllinger (1917–2007), Politikerin (ÖDP), Trägerin des Bundesverdienstkreuzes
- Jürgen Flemming (1920–2013), Politiker (FDP/DVP, SPD), Landtagsabgeordneter
- August Entringer (1921–2008), Politiker (CDU), Landtagsabgeordneter
- Ruth Scheerbarth (1921–1992), Schauspielerin und Regisseurin
- Albrecht Roser (1922–2011), Puppenspieler
- Silvius Dornier (1927–2022), Unternehmer
- Rolf Gerich (1928–2013), Oberbürgermeister von Weingarten
- Armin Ayren (1934–2024), Schriftsteller
- Karl Segelbacher (* 1935), Fußballspieler
- Winfried Hagenmaier (* 1936), Bibliothekar
- Carl Herzog von Württemberg (1936–2022), Chef des Hauses Württemberg, Unternehmer und Theologe
- Ekkehard Mühlenberg (* 1938), evangelischer Theologe, Kirchenhistoriker und Hochschullehrer
- Christian Rohrer (1938–2022), Romanist, Computerlinguist und Hochschullehrer
- Christiane Stang-Voß (* 1938), Leichtathletin und Biologin sowie Rektorin der Deutschen Sporthochschule Köln
- Heinrich Kuhn (* 1940), Arzt und Landtagsabgeordneter (AfD)
- Klaus Autbert Maier (* 1940), Offizier und Militärhistoriker
- Eckart Rüther (* 1940), Psychiater
- Peter Siewert (* 1940), Historiker
- Armin Wertz (1945–2020), Journalist und Autor
- Harald Wertz (* 1947), Professor für Informatik, Université Paris 8
- Stefan Waggershausen (* 1949), Sänger
- Brigitte Unger-Soyka (* 1949), Pädagogin und Politikerin (SPD)
- Zipflo Reinhardt (* 1949), Jazzmusiker
- Norbert Zeller (* 1950), Politiker (SPD), Landtagsabgeordneter
- Thom Barth (* 1951), Maler, Grafiker und Installationskünstler
- Jörg Diesch (* 1951), Segler, der 1976 Olympiasieger wurde
- Maren (* 1952), Juristin und ehemalige Schlagersängerin
- Irene Ferchl (* 1954), Schriftstellerin, Publizistin und Kulturjournalistin
- Eckart Diesch (* 1954), Segler, Olympiasieger 1976
- Josef Hoben (1954–2012), Schriftsteller
- Armin Kreiner (* 1954), Professor für Fundamentaltheologie
- Hans-Hubertus Mack (* 1954), Offizier und Erziehungswissenschaftler
- Albin Bucher (* 1955), Sänger und Komponist
- Patrick A. Baeuerle (* 1957), Molekularbiologe und Immunologe
- Rupert Kubon (* 1957), Oberbürgermeister von Villingen-Schwenningen
- Jürgen Polke (* 1957), Managementtrainer und Hochschullehrer
- Peter Rundel (* 1958), Geiger und Dirigent
- Joachim Buhmann (* 1959), Biophysiker
- Iren Dornier (* 1959), Unternehmer
- Hubert Knoblauch (* 1959), Soziologe
- Stefan Gasser (* 1960), Richter am Bundessozialgericht
- Uwe Altenried (* 1961), Komponist und Musiker
- Martin Fix (* 1961), Pädagoge
- Alissa Walser (* 1961), Schriftstellerin
- Friedrich Herzog von Württemberg (1961–2018), Unternehmer
- Stefan Müller-Stach (* 1962), Mathematiker und Hochschullehrer
- Heinz Beck (* 1963), Koch
- Georg Kraus (* 1965), Managementberater und Autor
- Bjoern Strangmann (* 1965), Jazzmusiker und Musikschulleiter
- Joachim Jenrich (* 1967), Sachbuchautor und Biologe
- Theresia Walser (* 1967), Schriftstellerin
- Martin Keck (* 1968), Mediziner und Neurowissenschaftler
- David Oswald (* 1968), Designer und Hochschullehrer
- Markus Kohlöffel (* 1971), Taekwondo-Sportler und Cheftrainer
- Andrea Schmölder-Veit (* 1971), Archäologin
- Heiko Ruprecht (* 1972), Schauspieler
- Philip Kiefer (* 1973), Fach- und Sachbuchautor
- Sotiria Loucopoulos (* 1974), Schauspielerin
- Stefanie Rothweiler (* 1979), Olympiateilnehmerin im Segeln
- Hannes Weber (* 1979), Bäckermeister, Konditor, Fachautor und Unternehmer
- Winfried Lichtscheidel (* 1980), Organist
- Fabian Müller (* 1980), Sportwissenschaftler und Fußballtrainer
- Michael Binder (* 1981), Handballspieler
- Philippe Bühler (* 1981), Sänger
- Matthias Karger (* 1982), Volleyball- und Beachvolleyballspieler
- Claudia Alfons (* 1983), Oberbürgermeisterin von Lindau
- Friedemann Vogel (* 1983), Linguist und Kulturwissenschaftler
- Steffen Wohlfarth (* 1983), Fußballspieler
- Kay One (* 1984), Rapper
- Kerstin Wohlbold (* 1984), Handballspielerin
- Max Günthör (* 1985), Volleyballspieler
- Benedikt Kuhn (* 1986), politischer Beamter (CDU)
- Selina Ströbele (* 1987), Schauspielerin
- Lance Butters (* 1988), Rapper
- Musiye (* 1989), Rapper
- Pauline Afaja (* 1990), Schauspielerin
- Chantal Laboureur (* 1990), Volleyball- und Beachvolleyballspielerin
- Marc Endres (* 1991), Fußballspieler
- Simon Zoller (* 1991), Fußballspieler
- Sturmwaffel (* 1992), Webvideoproduzent
- Jakob Günthör (* 1995), Volleyballspieler
- Jannis Hopt (* 1996), Volleyballspieler
- Sascha Uwe Kaleck (* 1997), Volleyballspieler
- Liane Lippert (* 1998), Radrennfahrerin
- Giulia Gwinn (* 1999), Fußballspielerin
- Jannik Brentel (* 2002), Volleyballspieler

### Persönlichkeiten mit Verbindung zur Stadt
- Olga Nikolajewna Romanowa (1822–1892), Königin des Königreichs Württemberg, ist in Friedrichshafen gestorben und begraben
- Thekla Schneider (1854–1936), Schriftstellerin, lebte in Friedrichshafen
- Wilhelm Peppler (1884–1961), Meteorologe, Leiter des Aerologischen Observatoriums (Drachenstation)
- Edwin Grünvogel (1890–1970), Geologe und Naturschützer, Lehrer am Graf-Zeppelin-Gymnasium
- Richard Wagner (1893–1935), Pilot, lebte in Friedrichshafen
- Fridolin Endraß (1893–1940), Gewerkschaftsfunktionär und Widerstandskämpfer gegen das NS-Regime
- Jean Raebel (1900–1985), Unternehmer
- Wilhelm Boger (1906–1977), „Teufel von Auschwitz“, „Erfinder“ der „Bogerschaukel“[31][32]
- André Ficus (1919–1999), Maler, lebte in Friedrichshafen
- Kurt Prokscha (1919–1998), Dirigent
- Maria Beig (1920–2018), Schriftstellerin, lebte längere Zeit hier und starb in Friedrichshafen
- Martin Walser (1927–2023), Schriftsteller, lebte von 1957 bis 1967 in Friedrichshafen
- Benny Golson (1929–2024), US-amerikanischer Saxophonist, hatte einen Zweitwohnsitz in Friedrichshafen
- Gunther Jauss (1936–2016), Architekt
- Peter Sattmann (* 1947), Schauspieler
- Stelian Moculescu (* 1950), Volleyballtrainer
- Stephan Jansen (* 1971), Wirtschaftswissenschaftler